# Cattedrale di Caltanissetta
La chiesa di Santa Maria la Nova è la cattedrale della diocesi di Caltanissetta.

## Storia
La prima chiesa madre di cui si ha notizia storica è la chiesa di Santa Maria, poi detta degli Angeli (dalla presenza di un quadro della Madonna attorniata da angeli) o la Vetere. per distinguerla dalla nuova chiesa madre, costruita intorno all'anno 1000 come Cappella palatina del Castello di Pietrarossa e divenuta sede parrocchiale con un decreto di Federico II nel 1239. Prima di essa la cura delle anime era affidata all'abbazia di Santo Spirito (sin dal 1095).
Nel 1400 la parrocchia fu trasferita nella chiesa di Santa Domenica, all'interno dell'abitato cittadino, e, nel 1518, nella più ampia chiesa di San Domenico.
Nel XVI secolo la città si espanse a Nord del Castello e della chiesa madre, che rimasero periferici, e il popolo manifestò la volontà di avere una Chiesa Madre più grande e più centrale. L'arciprete Francesco Diforti nel 1545 costituì una deputazione per la costruenda nuova chiesa madre, che ottenne la cessione della chiesetta dell'Immacolata e di un ampio appezzamento di terra nel cosiddetto Chianu di l'olivi, prospiciente la chiesa e il convento del Carmine.

La cattedrale intorno al 1940

La cattedrale danneggiata a seguito del bombardamento Alleato del 1943

Nel 1570, con la solenne posa della prima pietra, si iniziò la costruzione del Tempio, che venne portato a termine nel 1622, originariamente era a tre navate, terminanti in tre cappelloni, quello centrale dedicato all'Immacolata, quello di sinistra al Santissimo Sacramento e quello di destra a san Michele Arcangelo. Le navate terminavano prima dell'attuale transetto.
Dal 1718 al 1720, a spese dell'arciprete Raffaele Riccobene, fu chiamato il pittore fiammingo Guglielmo Borremans (1670-1744), che, insieme al figlio Luigi, affrescò la volta e la navata centrale, e dipinse la pala dell'altare maggiore, raffigurante l'Immacolata Concezione.
Il 26 luglio 1733 la chiesa madre fu consacrata dal vescovo di Agrigento Lorenzo Gioeni, sotto il titolo di Santa Maria la Nova e San Michele Arcangelo.
Don Raffaele Riccobene, per testamento, lasciò anche un'ingente somma per completare le decorazioni interne e, se fossero rimasti soldi, per il prospetto esterno. I lavori per il prospetto e l'innalzamento del campanile sinistro iniziarono nel 1782 e si conclusero con la costruzione del campanile destro nel 1856. Nel 1848, con 400 onze donate dalla baronessa Agata Barile Giordano, fu costruita una cancellata in ferro per chiudere il sagrato, poi ridotta nel 1892 e tolta negli anni '50, fu ripristinata, sebbene assai più piccola, nel 2010, con il lavoro gratuito della categoria fabbri, della Real Maestranza.
Nel frattempo, essendo stata istituita la diocesi di Caltanissetta nel 1844, la chiesa madre fu eretta a cattedrale, come ricorda la lapide posta sul portone centrale.
Nel 1922 iniziarono i lavori di ampliamento (costruzione del transetto e del presbiterio), che, bloccati durante la seconda guerra mondiale, ripresero subito dopo, a causa del violento bombardamento del 9 luglio 1943, che distrusse parte della volta affrescata. I lavori, compreso il rifacimento della volta, furono completati nel 1946.

## Descrizione

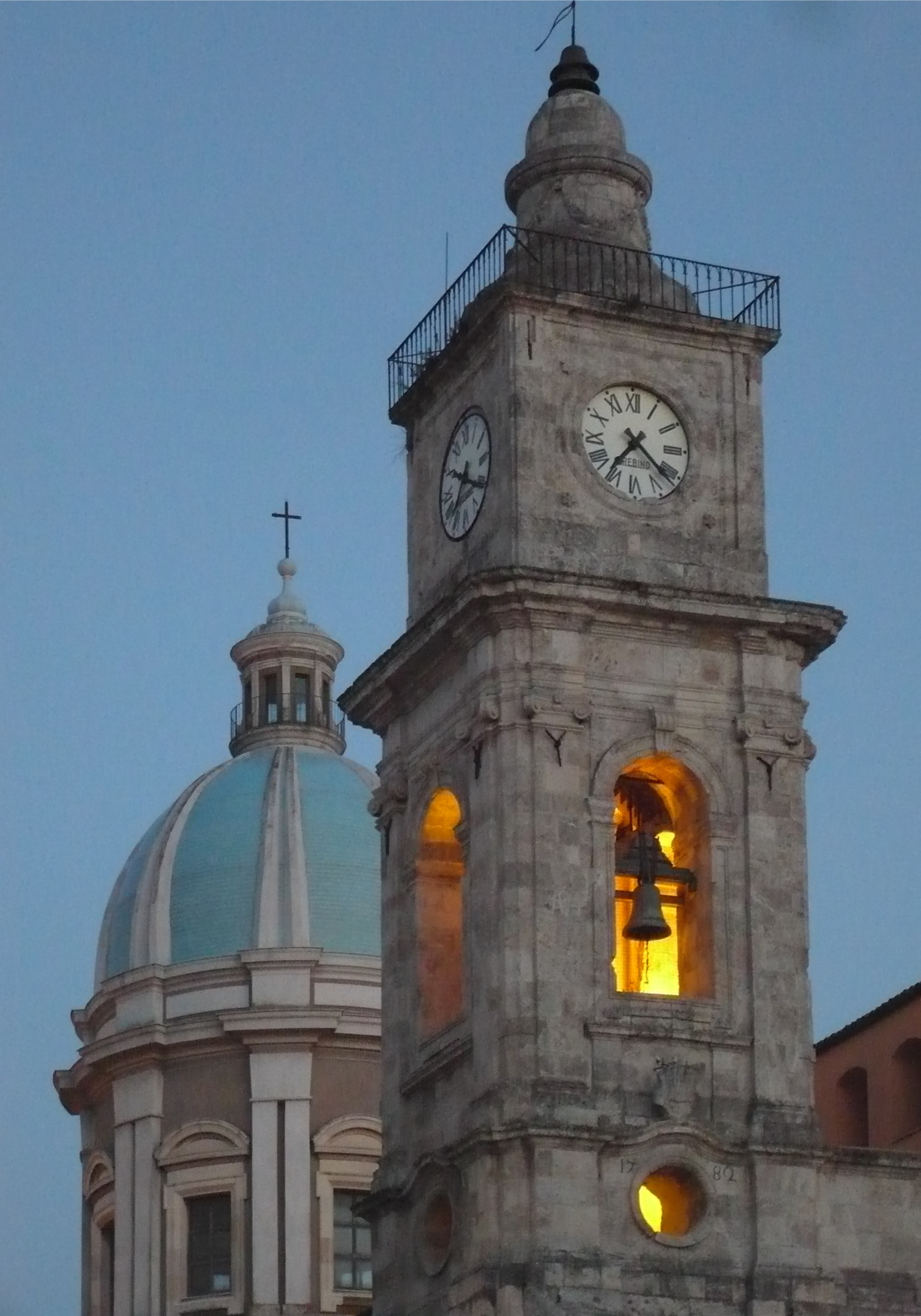
Campanile e cupola

Presenta un'ampia facciata spartita da lesene affiancate da due campanili e domina l'intera piazza Garibaldi. L'interno, a croce latina, è diviso in tre navate e sostenute da quattordici arcate, ciascuna dedicata ad un personaggio dell'Antico Testamento, e prima del bombardamento del 1943, sostenenti le figure dei dodici apostoli. Nel punto di intersezione fra i due bracci della croce, al di sopra dell'altare, si trova la cupola.
L'apprezzabile serie di affreschi che orna la navata centrale è opera del pittore fiammingo Guglielmo Borremans (1670-1744) che lavorò nel capoluogo nisseno nel 1720. Le tre scene centrali costituite dalle scene dell'Immacolata Concezione, dell'Incoronazione della Vergine e del trionfo di san Michele, si presentano al visitatore insieme a raffigurazioni di angioletti, nuvolette e stucchi dorati a tema floreale. Il sontuoso apparato decorativo in stucco costituito da fregi, volute, medaglioni, conchiglie, finti pilastri e colonne, secondo lo stile rocaille, fu realizzato da Francesco Ferrigno. Opera autografa con l'iscrizione "Franciscus Ferrigno, Architectus Panormitanus" documentata sulla finta edicola dell'altare maggiore.
Nella seconda cappella di destra è notevole, invece, la presenza della statua lignea dell'Immacolata, realizzata nel 1760, la quale è decorata da preziosi panneggi in lamina d'argento. Nella cappella situata a fianco di quella maggiore trovano posto le rappresentazioni dell'arcangelo Michele (patrono dal Seicento della città), simulacro in legno nato dall'abilità dell'autore Stefano Li Volsi, e degli arcangeli Gabriele e Raffaele, sculture marmoree realizzate dall'artista Vincenzo Vitaliano. Sull'altare maggiore si può ammirare l'Immacolata e Santi, una grande pala del Borremans. Meritevoli di attenzione, infine, un prezioso organo intagliato e decorato, una tela raffigurante la Madonna del Carmelo di Filippo Paladini (1544-1614) e un crocifisso un tempo attribuito a fra' Umile da Petralia (1580-1639).
Nella navata destra, presso la cappella del SS. Sacramento, un tempo cappella del coro, si ammira una grande vetrata compiuta in due tempi, nel 1958 e nel 1965, da Amalia Panigati, con le Storie della vita di sant'Orsola e di san Francesco Saverio.

L'esterno del duomo è valorizzato dal vasto ed animato piazzale, dedicato a Giuseppe Garibaldi: di fronte si erge la cinquecentesca chiesa di san Sebastiano, al centro la scenografica fontana del Tritone, di Gaetano Averna (sistemata in loco il 15 dicembre 1956), con il gruppo in bronzo del 1890 dello scultore Michele Tripisciano (1860-1913).

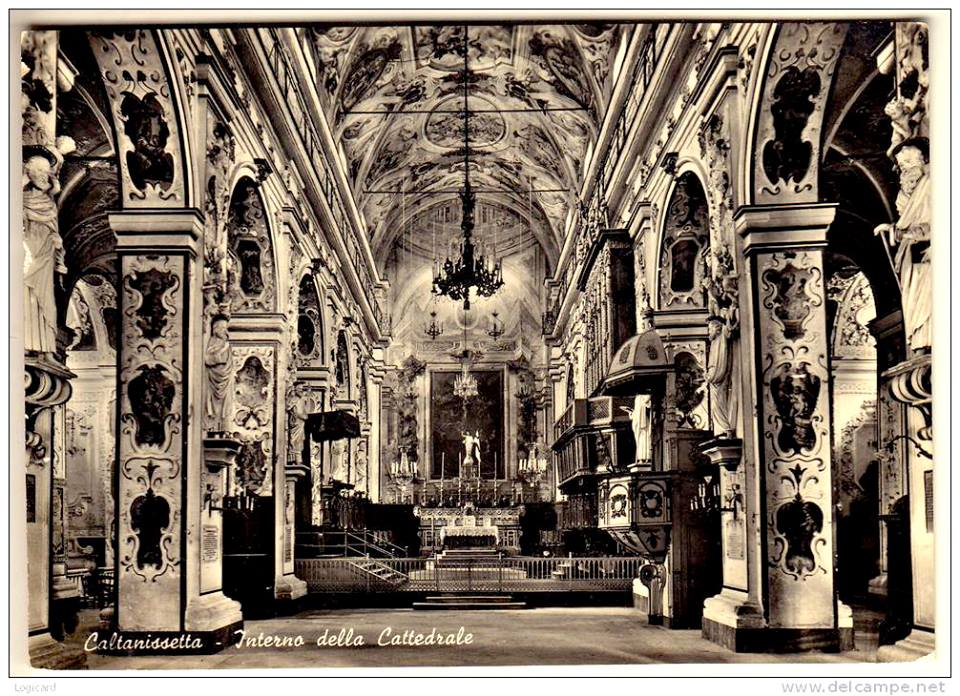
Interno del duomo prima del 1943
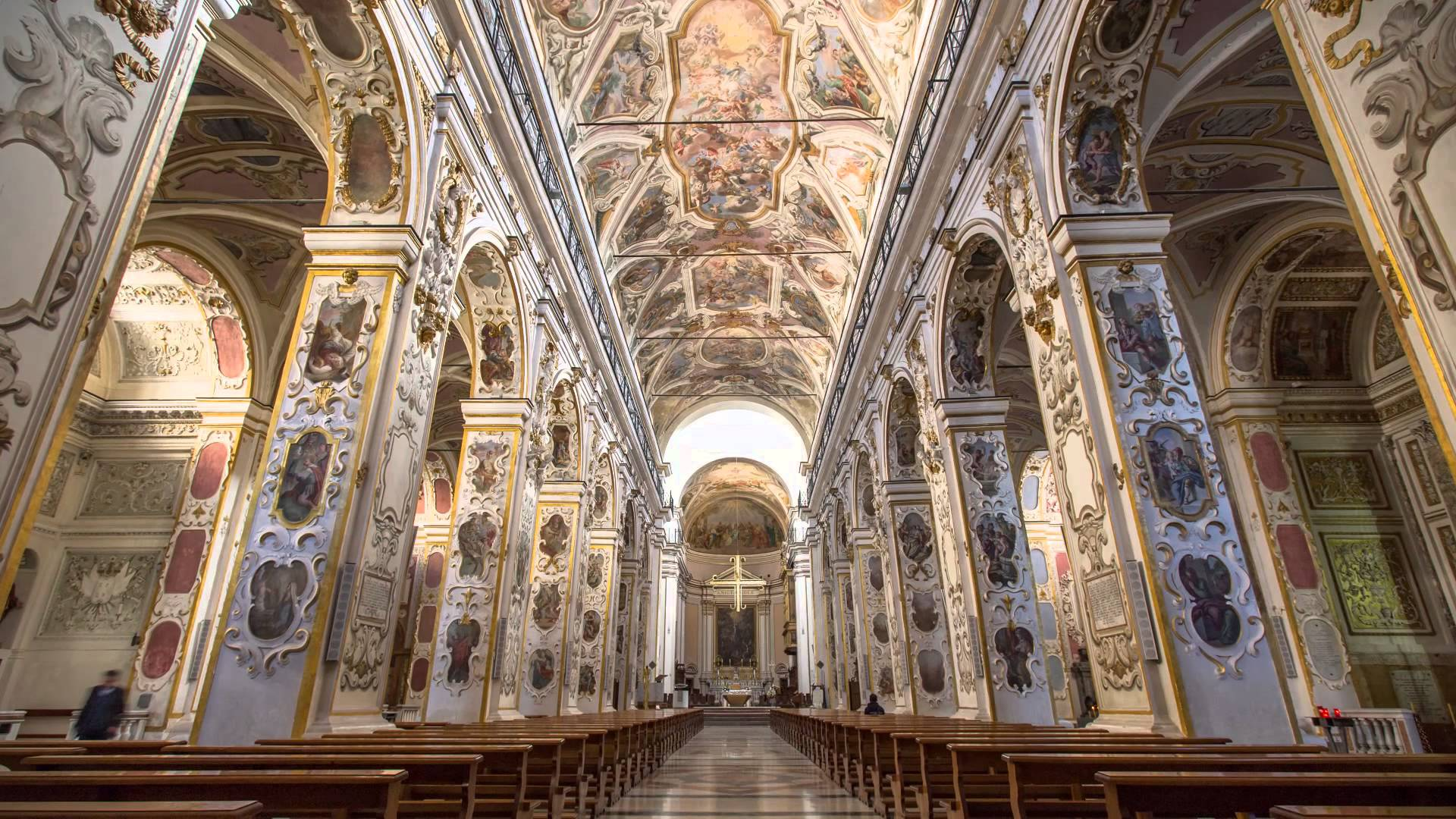
Interno del duomo oggi
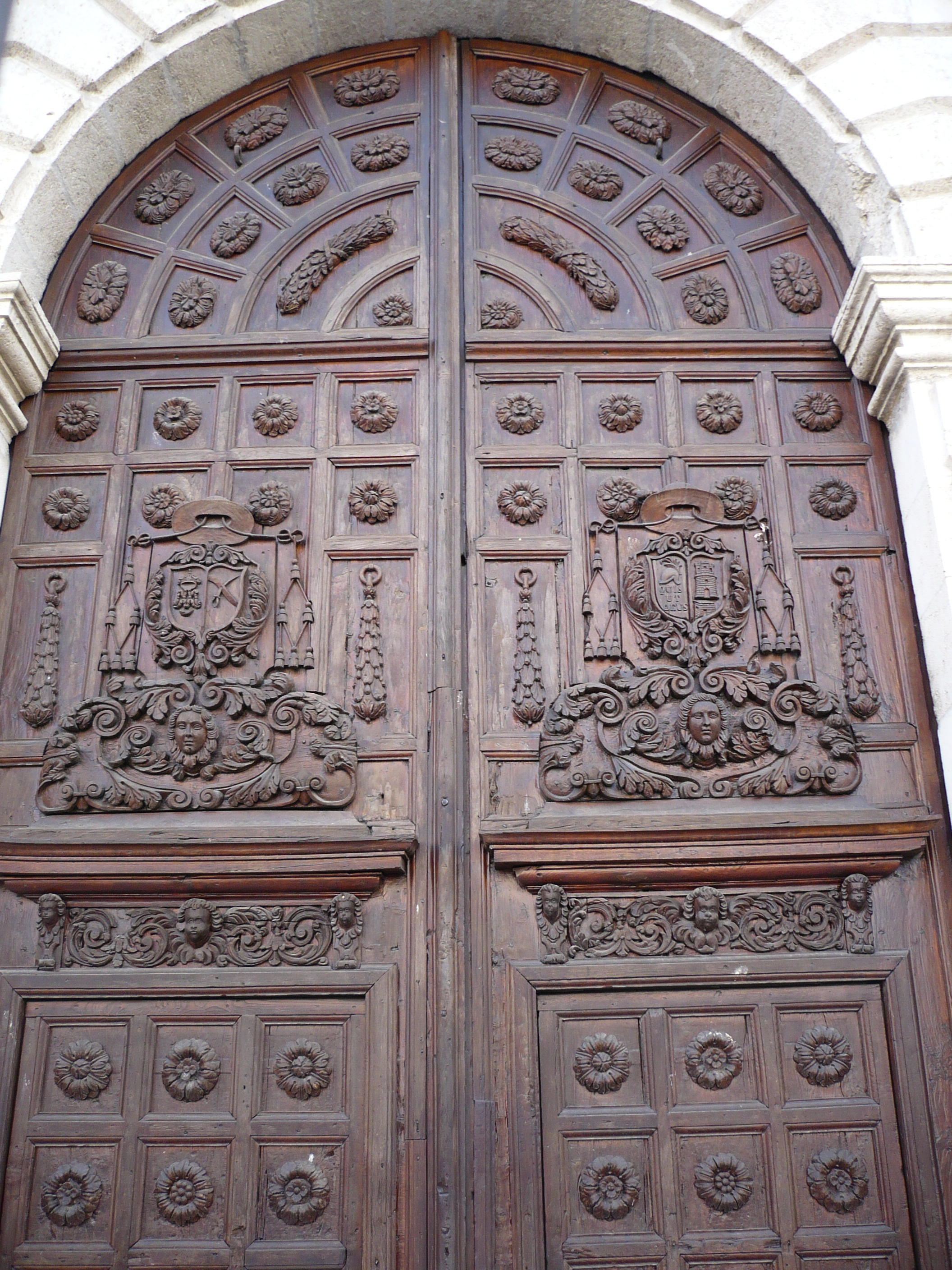
Portone in legno

### Navata sinistra
- Cappella di San Felice:

La prima cappella della navata sinistra è dedicata a San Felice. Al suo interno troviamo due monumenti sepolcrali, entrambi dedicati a due Barile, Giuseppe e Giovanni. Al centro troviamo una tela del pittore nisseno Vincenzo Roggeri, il dipinto descrive il martirio di San Felice e mostra al centro in primo piano la figura del Santo inginocchiato che, con le mani giunte, attende il supplizio; alle sue spalle un uomo con la spada levata. In alto a destra un uomo seduto su un alto piedistallo sta per impartire l'ordine di esecuzione. Sotto di essa è posto un altare con un reliquiario. Nel 1883 la famiglia Barile chiamò il palermitano Giuseppe Patania per far restaurare la tela del Roggeri. Essi acquistarono ad Acireale l'altare (ancora oggi presente), pavimentarono la cappella con marmi e la chiusero con cancelli. Fecero inoltre eseguire un'urna a scultura e intagli dorati, su disegno del barone Starrabba, per conservare le reliquie del santo. Tali reliquie furono poste al suo interno la seconda domenica di luglio 1883, a seguito di una solenne funzione celebrata dal vescovo monsignor Giovanni Guttadauro.

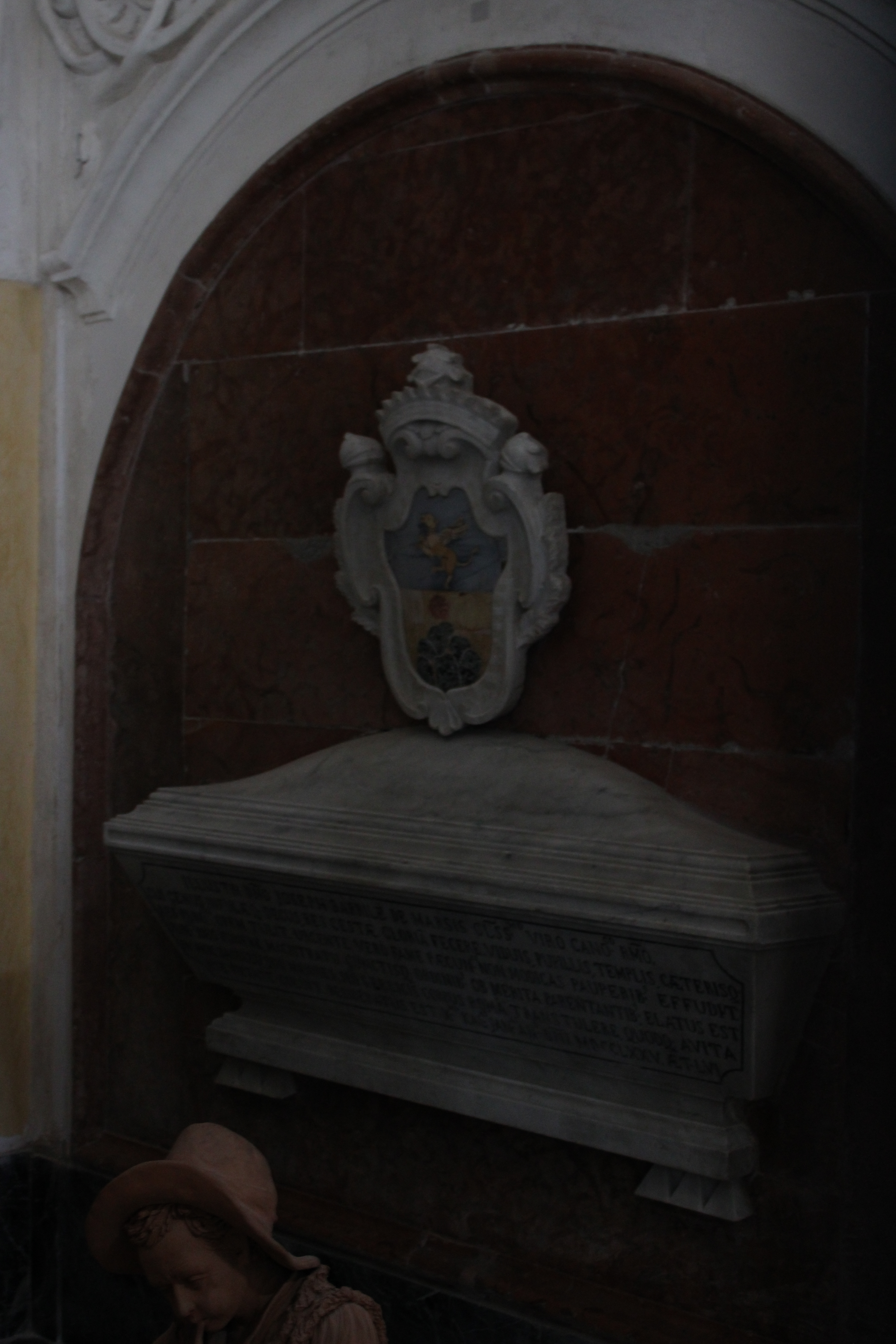
Sepoltura canonico Giuseppe Barile
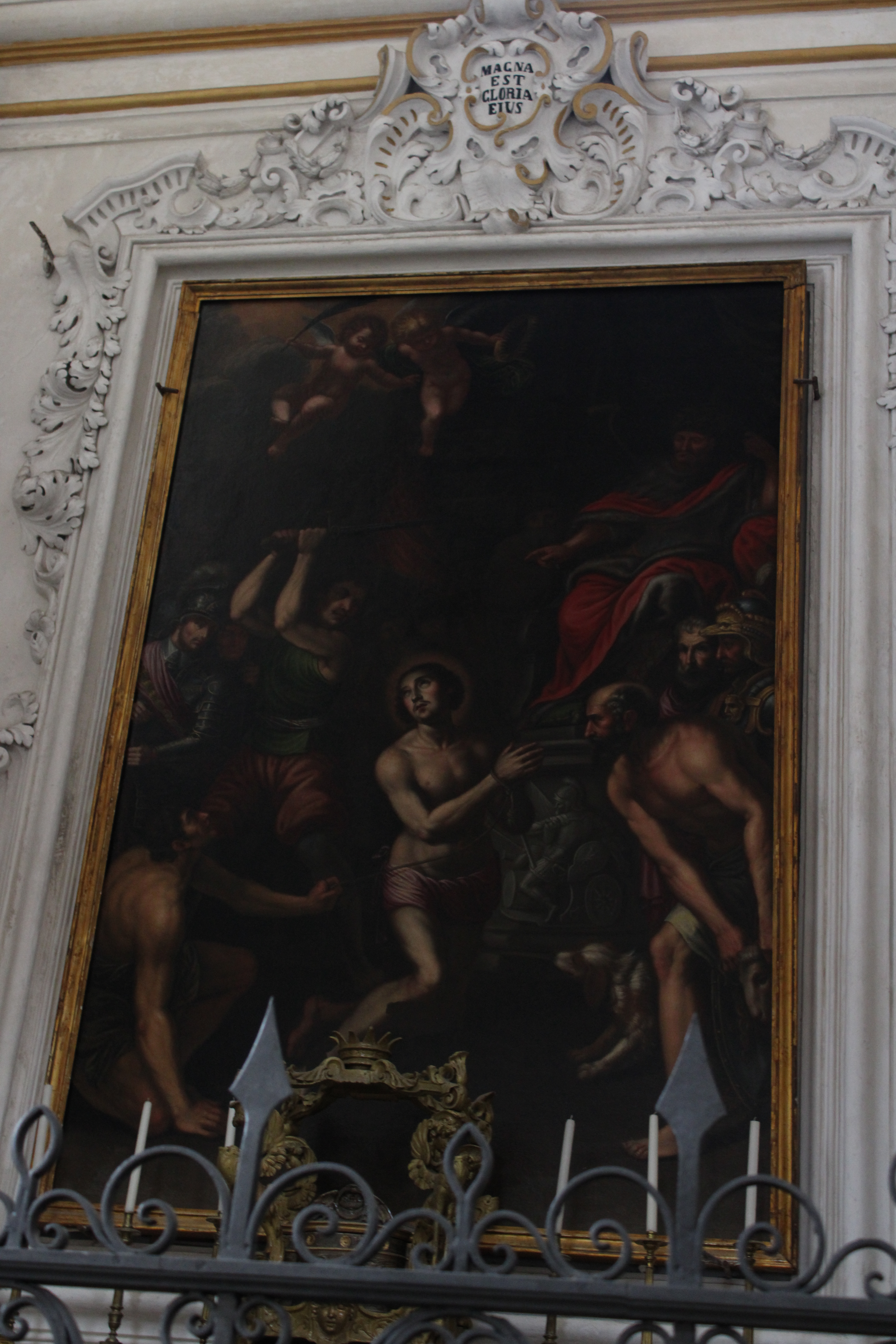
San Felice di Roggeri
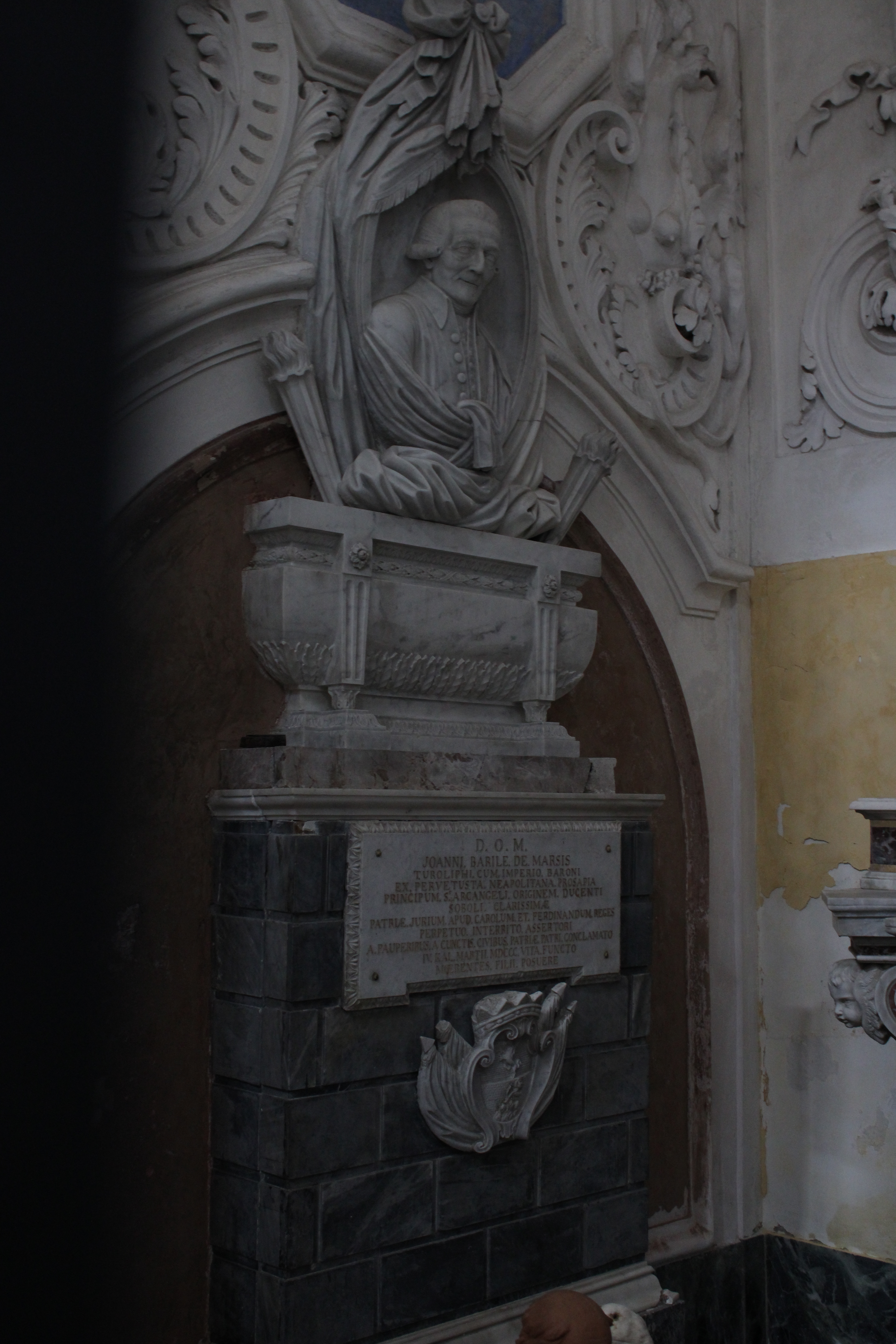
Sepoltura di Giovanni Barile
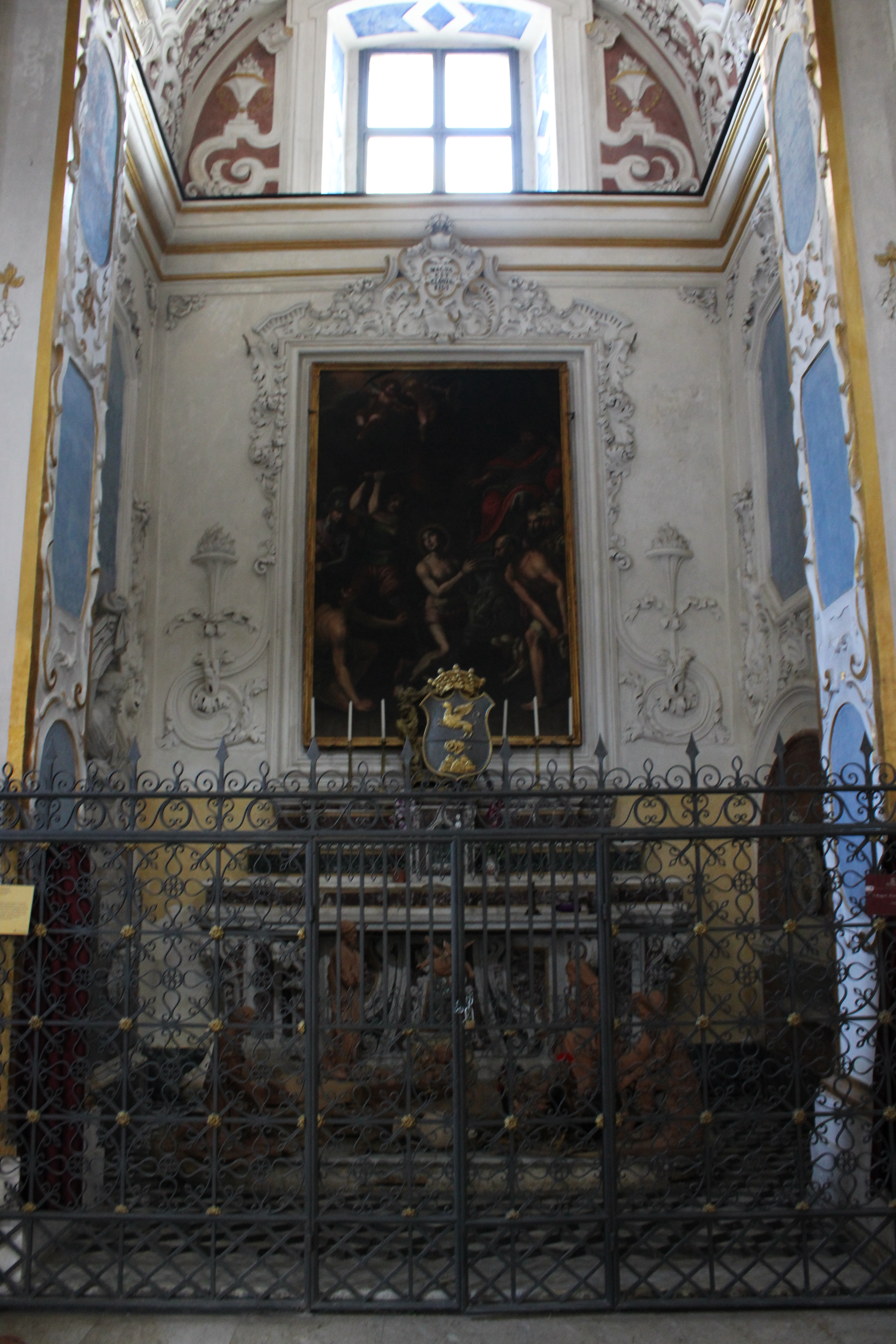
Cappella di San Felice

- Cappella del Crocifisso:

La cappella del crocifisso è la seconda cappella della navata sinistra. Al centro è posto un crocifisso attribuito a fra Umile da Petralia, ai lati invece sono collocate, in due nicchie, due sculture del napoletano Francesco Biangardi: San Giovanni e l'Addolorata. La cappella è inoltre decorata in stucchi e al centro vi è un altare marmoreo. La balaustra è un'opera devozionale di Enrico Meschino, costruita nel 1927.

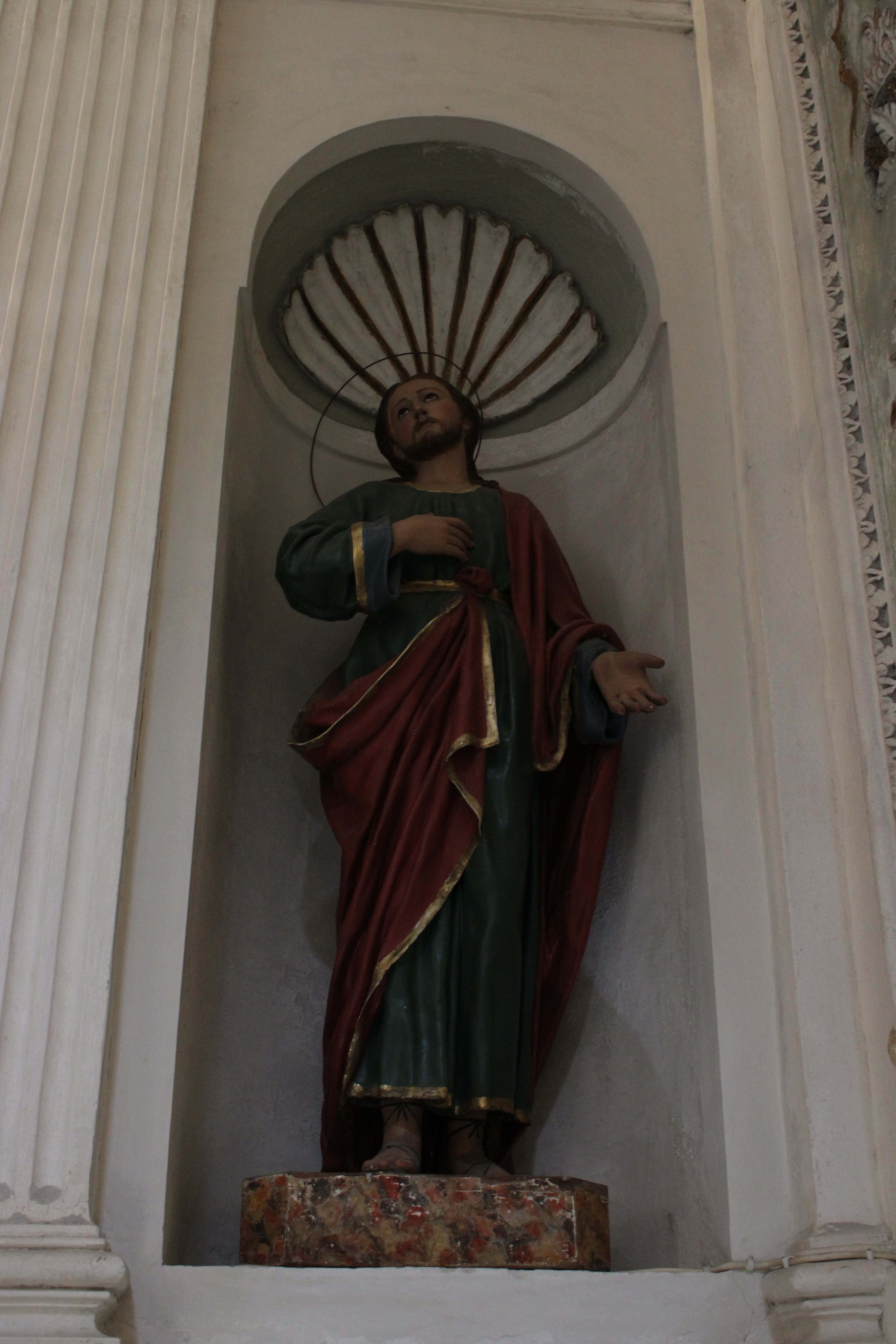
San Giovanni
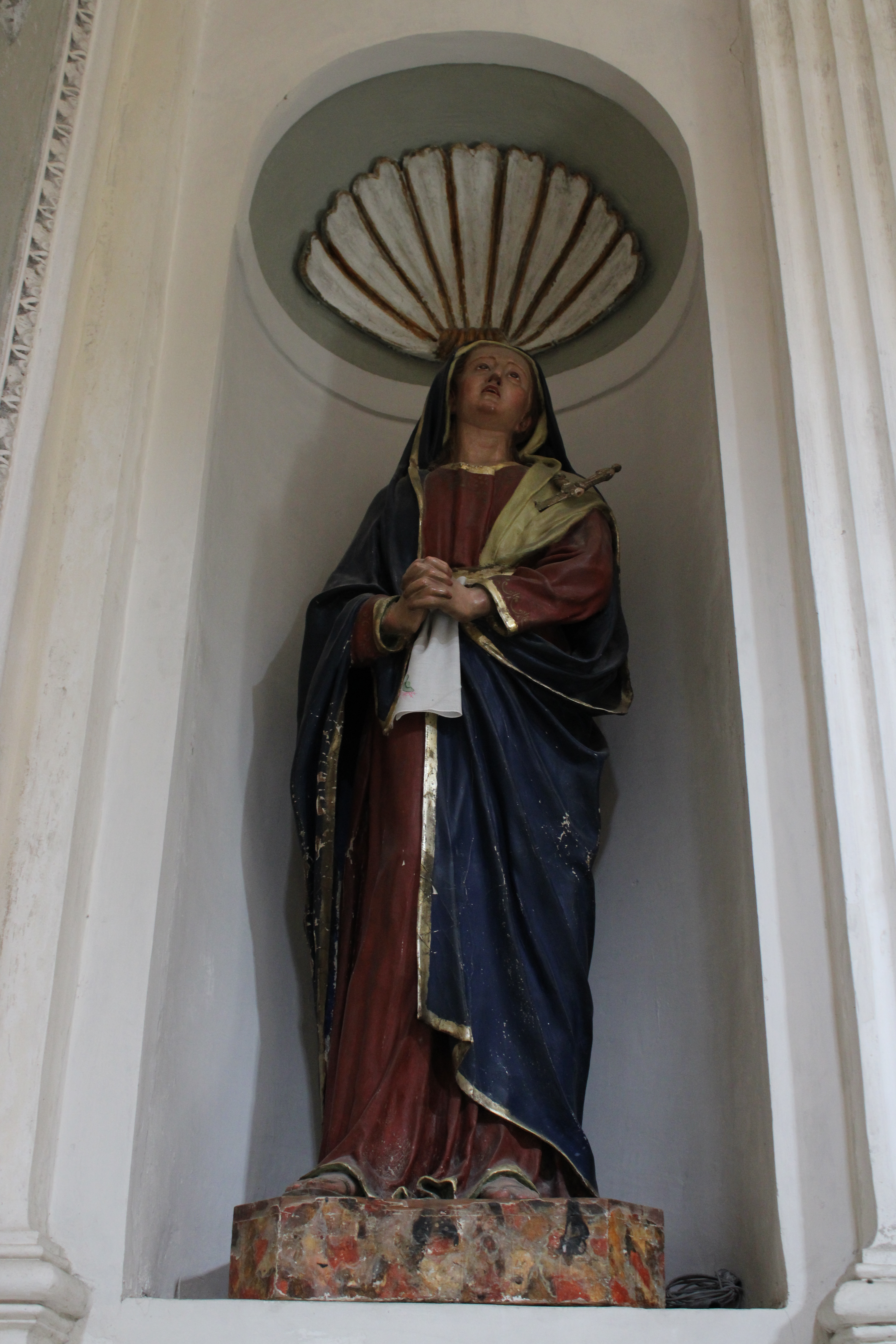
Addolorata
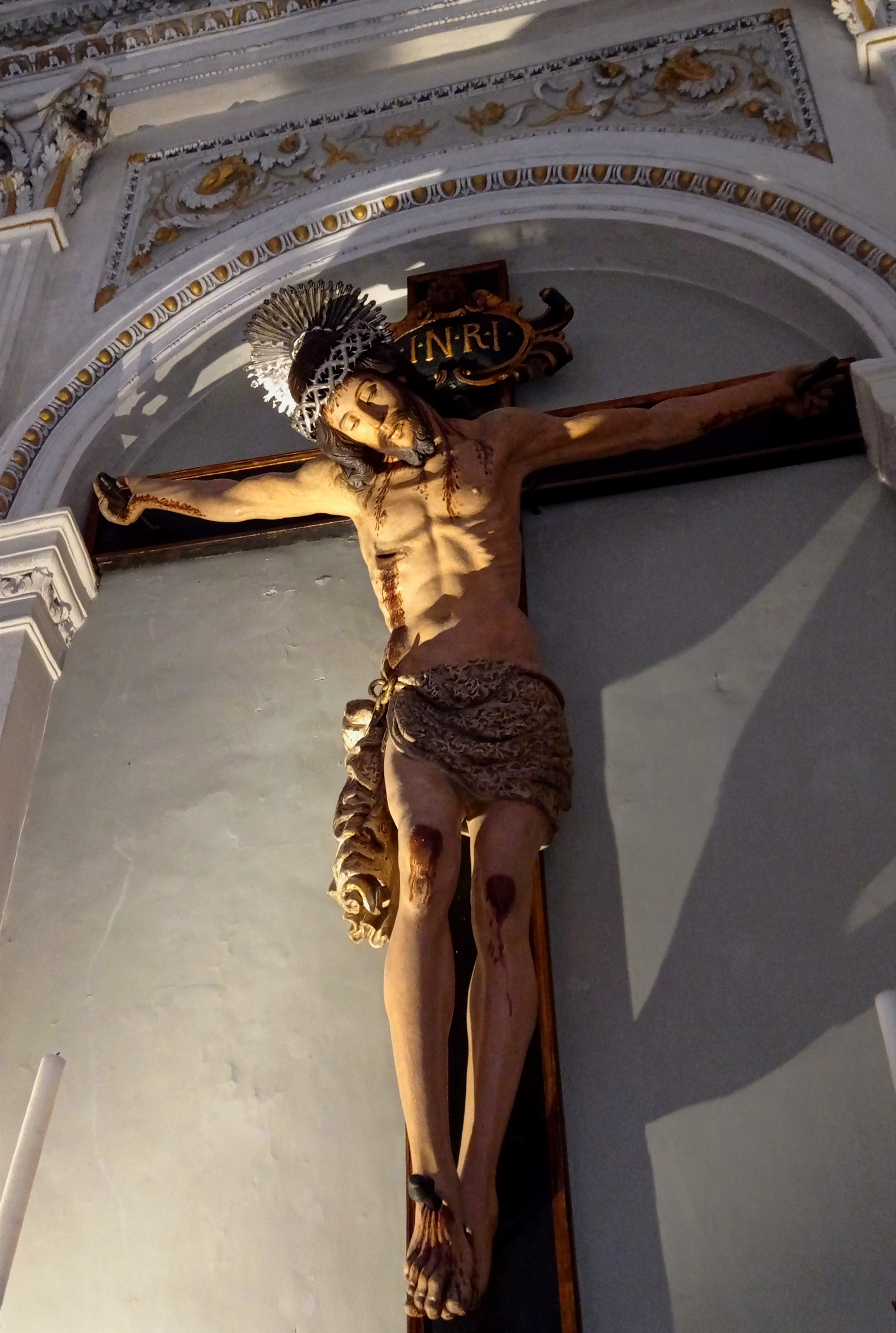
Crocifisso

- Cappella della Madonna del Rosario:

All'interno di questa cappella sono collocate tre statue in tre nicchie diverse: al centro la Madonna del Rosario, nella parete sinistra un Santo e nella parete destra sant'Isidoro agricoltore.

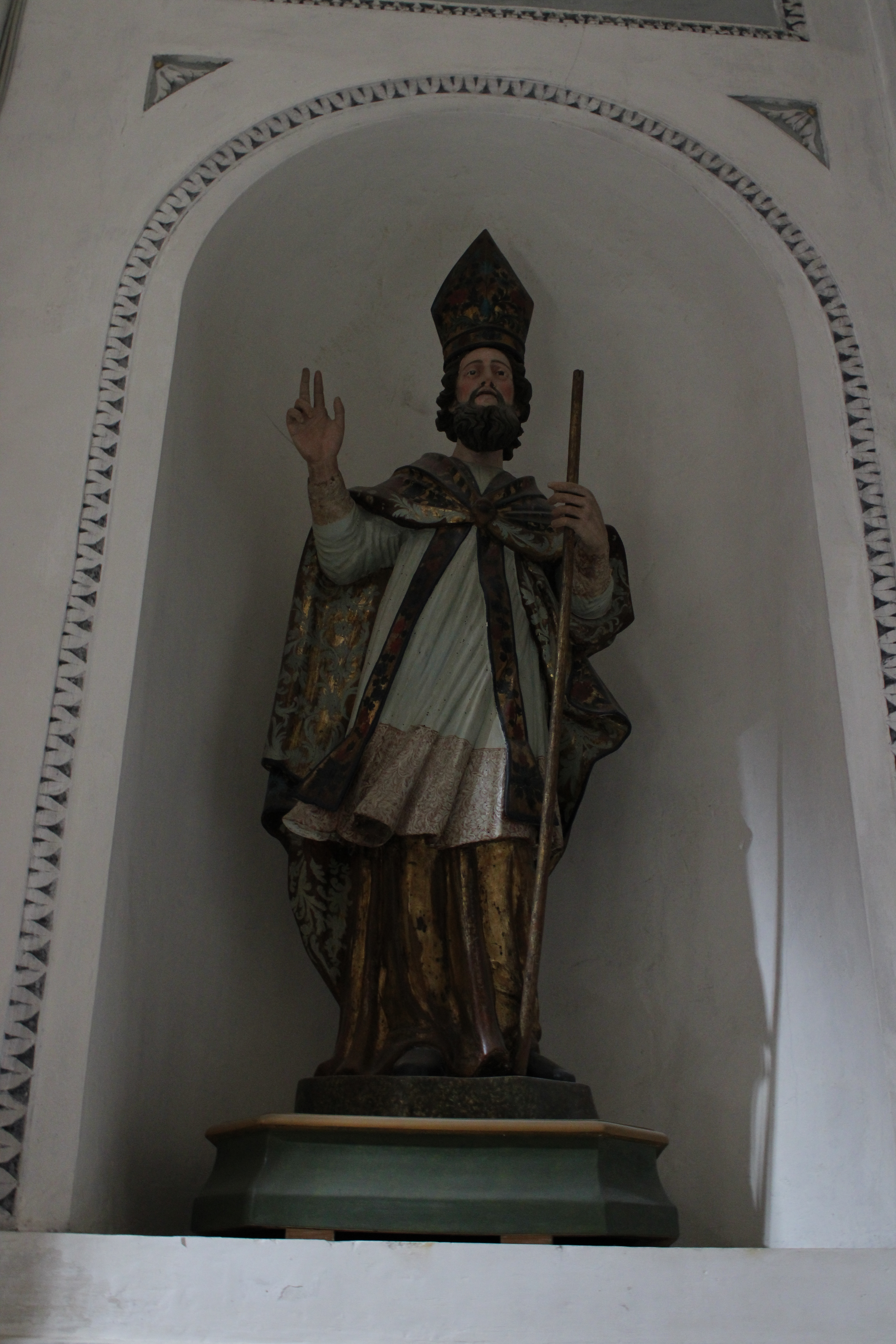
Santo
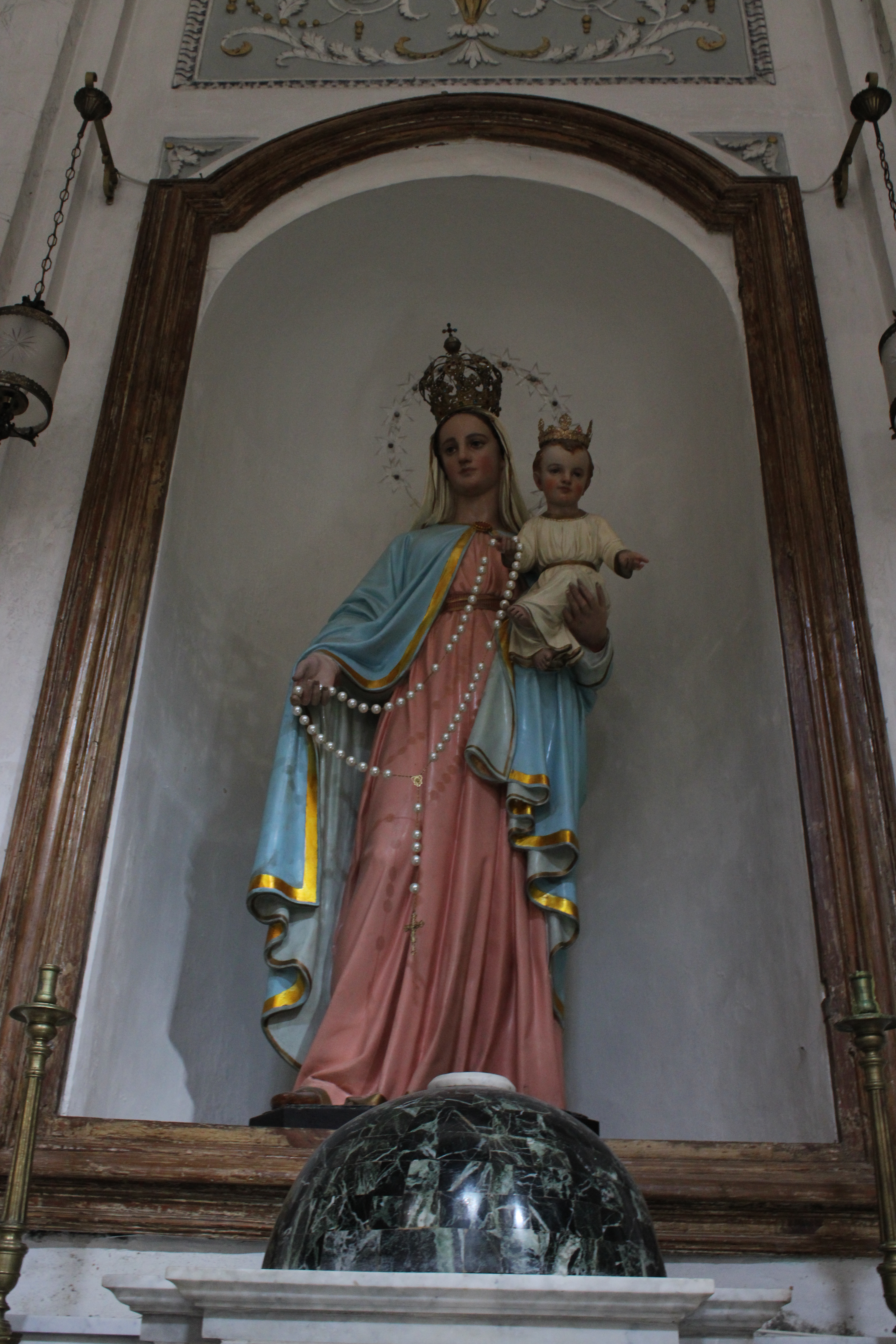
Madonna del Rosario
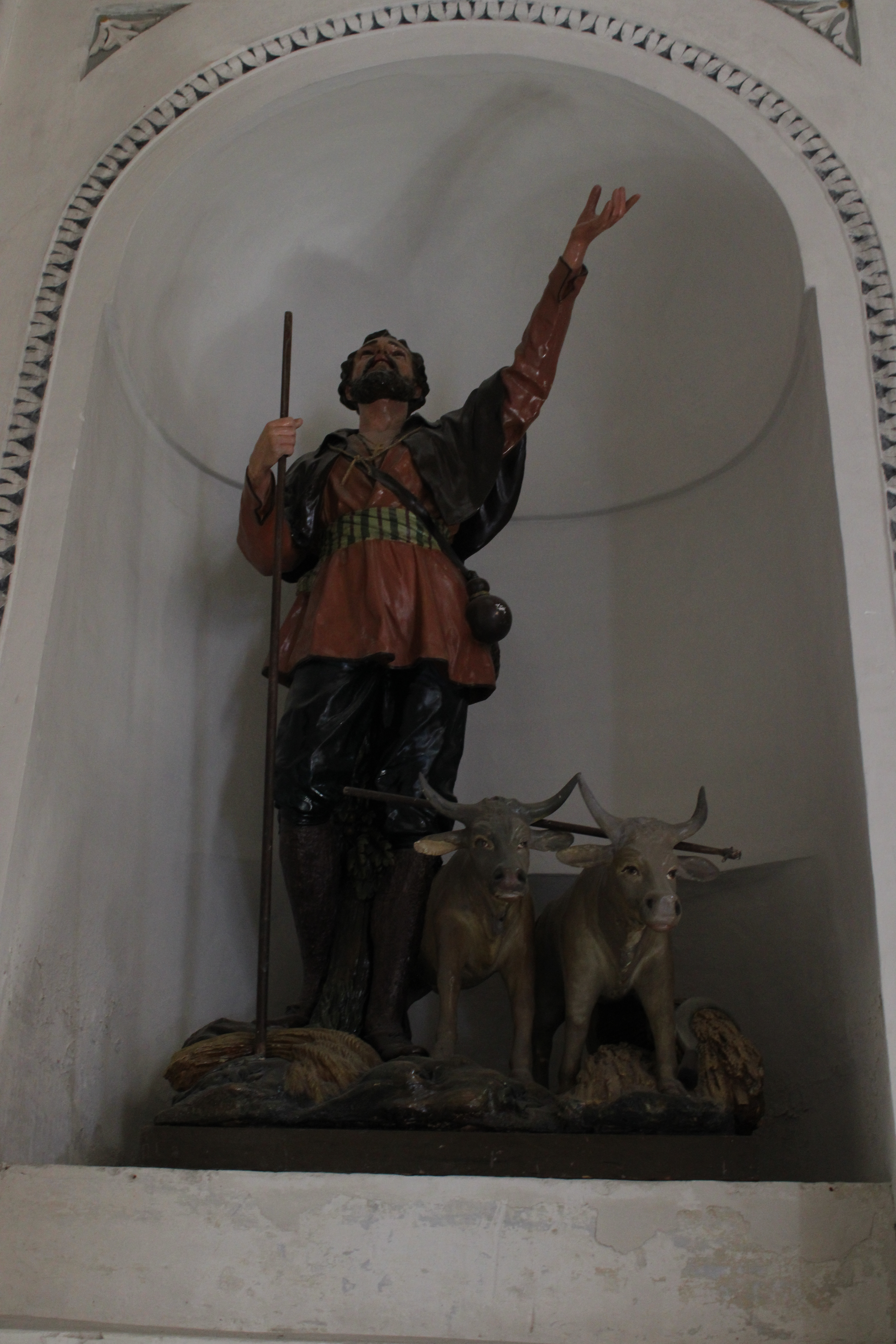
Sant'Isidoro
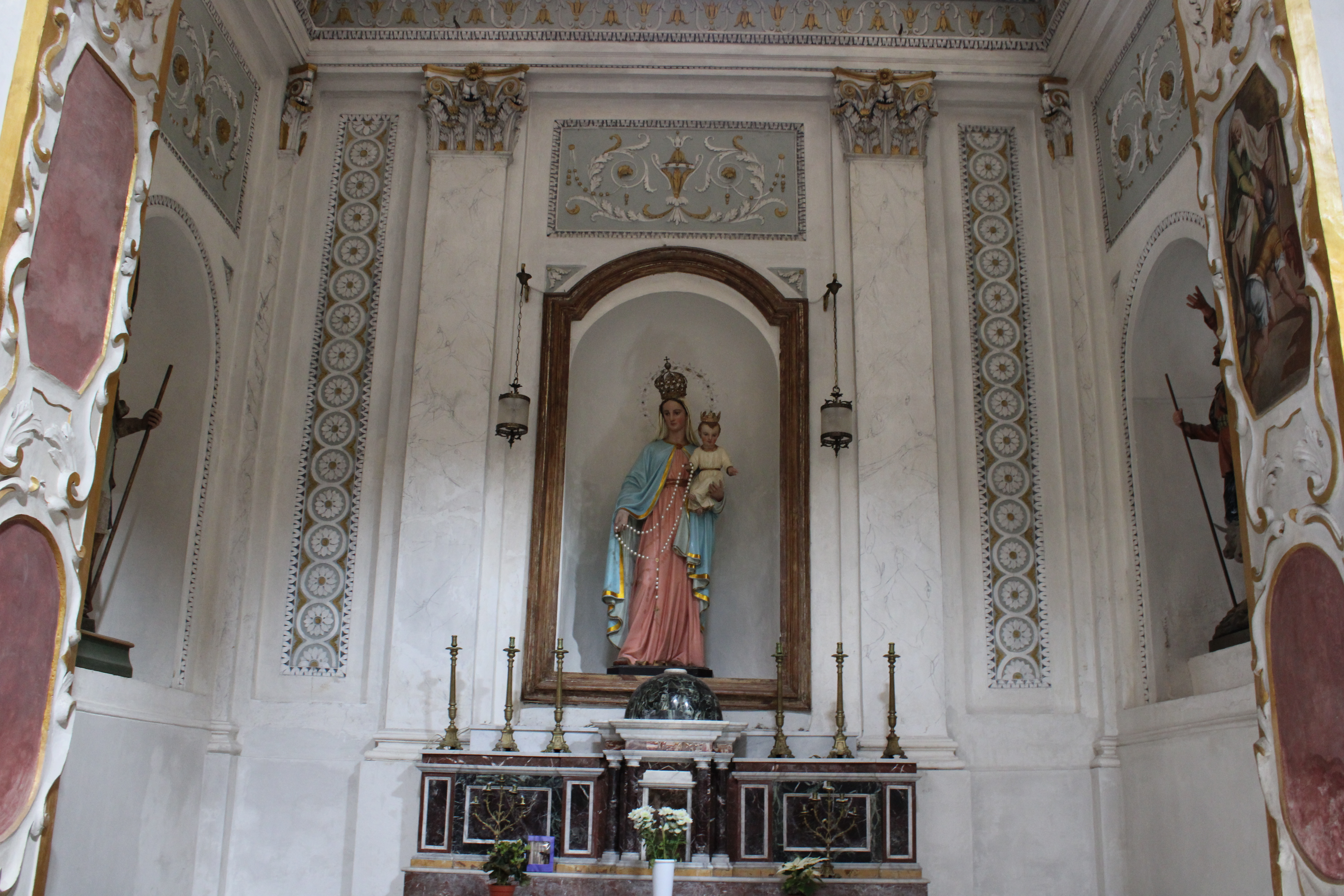
Cappella della Madonna del Rosario

- Iscrizione commemorativa di Arcangelo Vignuzzi:

Nel pilastro che separa la cappella del Rosario da quella del Redentore è collocata una lapide in memoria del cittadino Arcangelo Vignuzzi, recita così:
ILLvstris ET SPEcTabilis Dominus ARCHANGELVS VIGNVZZI
REGIS E CONSILIO HIC JACET.
QVID IN EO FVIT POTIVS BONÆ ARTES,
AMENIORA STVDIA, SVBLIMIORA JVRA
OMNIA SIC, VT NIL, PRaETER JVSTITIA, MAGIS
QVADRAGinta ANnos PANORMI JVRIDICVNDO EXEGIT
PRÆTURÆ ET CONSilil BONORum PLAVSV JUDEX FVIT
DVM MAIORA VIRVm OPTIMVm MANEBANT,
CÆCITATE PRESSVS, CALATANIXectæ VBI NATVS EST,
OBIJT, EXIMIE SPEI Vir Clarissimus KALendae JUNii MDCCLXXVI:
MŒSTISSIMA MATER, FRATRES, ET SORES,
VT SVO, VT CIVIVM MŒRORI PARCANT
OPTIME DE FAMILIA PATRIAQue MERITO
HOC AMORIS PERENNE
MONIMENTVm
Datum Decreto Decuriorum»
L'illustre e spettabile Don Arcangelo Vignuzzi 
per deliberazione del Re qui giace.
Cosa in lui fu più preferibile, le buone arti
gli studi più piacevoli, tutti i diritti più elevati
così, come niente, senza considerare la giustizia,
a Palermo trascorse giureconsulto più di quarant'anni
fu giudice di Pretura e del Concistoro con l'approvazione dei benpensanti
mentre cose maggiori attendevano l'ottimo uomo,
oppresso dalla cecità, eccellentemente di speranza
a Caltanissetta dove nacque, morì il primo giugno 1776.
L'afflittissima madre, i fratelli e le sorelle,
abbiano riguardo come al proprio così al dolore dei cittadini,
ottimamente dalla famiglia e dalla patria a merito
questo perenne monumento di amore.
Concesso per decreto dei Decurioni.»
(Ignoto siciliano)
L'iscrizione originale è ricca di abbreviazioni, sopra è scritta in modo esteso. Tale iscrizione risale al 1776, originariamente doveva essere collocata nel pavimento, ma a seguito del rifacimento ha trovato l'attuale ubicazione. La lapide è circondata da una bordatura marmorea ed è divisa in due parti: in alto è raffigurato lo stemma, presumibilmente della famiglia, sormontato da un fregio a corona; in basso è scolpita l'iscrizione commemorativa in onore del Vignuzzi. Grazie al Mulè Bertòlo, che prende informazioni da Luciano Aurelio Barrile e don Camillo Genovese e il cav. Biagio Punturo, possiamo apprendere della vita di Arcangelo Vignuzzi: nacque il 28 febbraio 1715 a Caltanissetta. Compì gli studi letterari e filosofici presso i padri Gesuiti, poi si impegnò nello studio della giurisprudenza ed eccelse in questa a Palermo, dove stabilì la sua dimora. Ricoprì importanti incarichi come giudice pretoriano nel 1760 e 1761; nel 1763, anno di spaventosa carestia, in veste di ministro delegato visitò parte delle università siciliane per accertarsi della quantità di risorse disponibili; nel 1769 e nel 1770 viene elevato all'ufficio del giudice del Concistoro. Divenuto cieco rientrò a Caltanissetta dove morì il 1º giugno 1776, all'età di sessantuno anni e gli fu dedicato questo monumento.
- Cappella di Gesù Redentore:

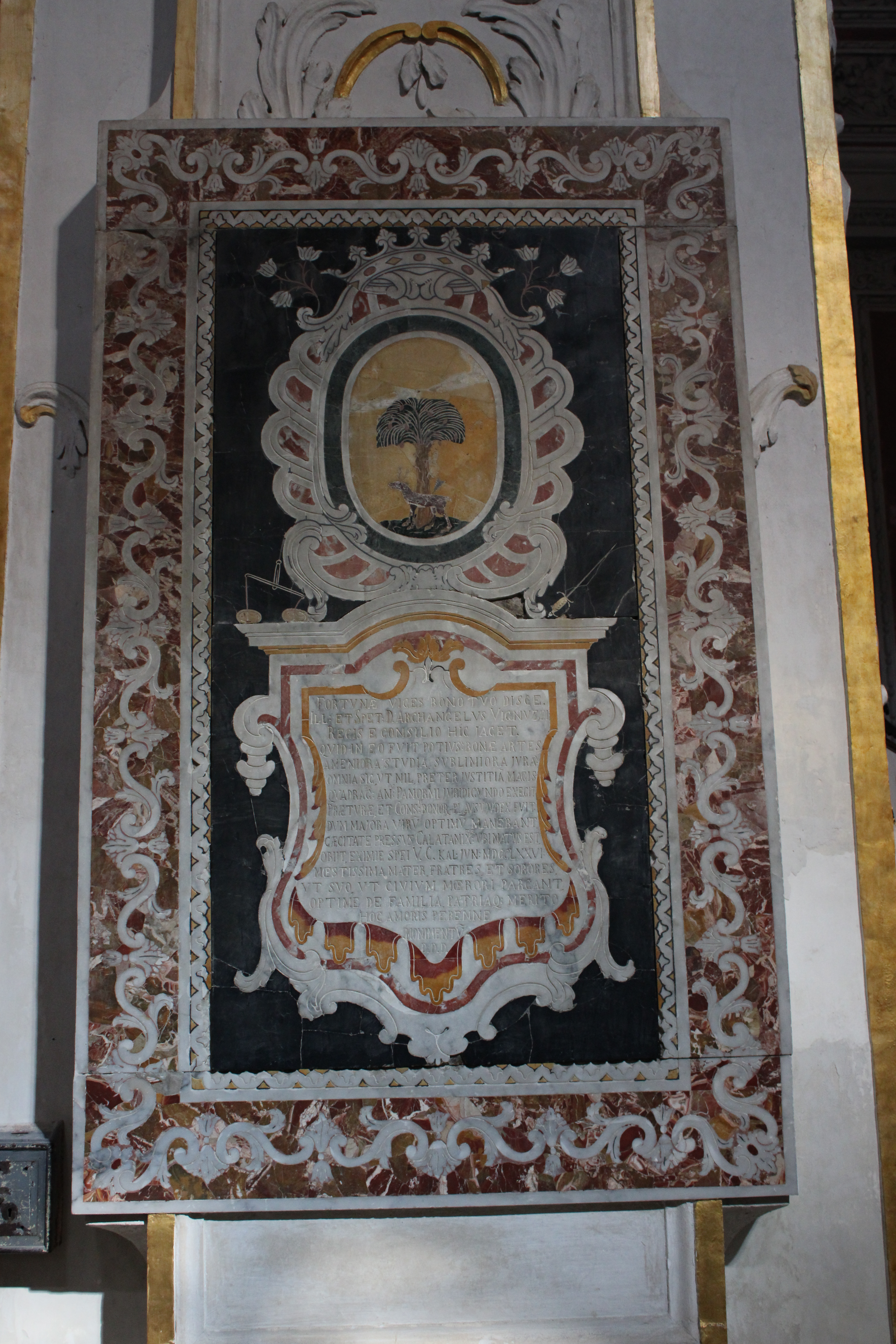
Iscrizione commemorativa ad Arcangelo Vignuzzi

In questa cappella troviamo la statua del Redentore posta sopra un altare marmoreo al centro, l'opera è datata 1914 e fu eseguita dal leccese Giuseppe Malecore. Tale statua viene portata ancora oggi in processione. Nella parete sinistra è collocato un quadro che raffigura il quarto vescovo della diocesi di Caltanissetta monsignor Antonio Augusto Intreccialagli, opera del pittore sancataldese Carmelo Giunta, realizzata nel 1927. Nella parete destra vi è invece il monumento sepolcrale del vescovo monsignor Giovanni Iacono, dal 28 settembre 2019 è presente anche il sarcofago contenente le sue spoglie mortali, traslato dalla cattedrale di Ragusa per volere del vescovo monsignor Mario Russotto. La balaustra è stato un dono di un arcidiacono nel 1931.

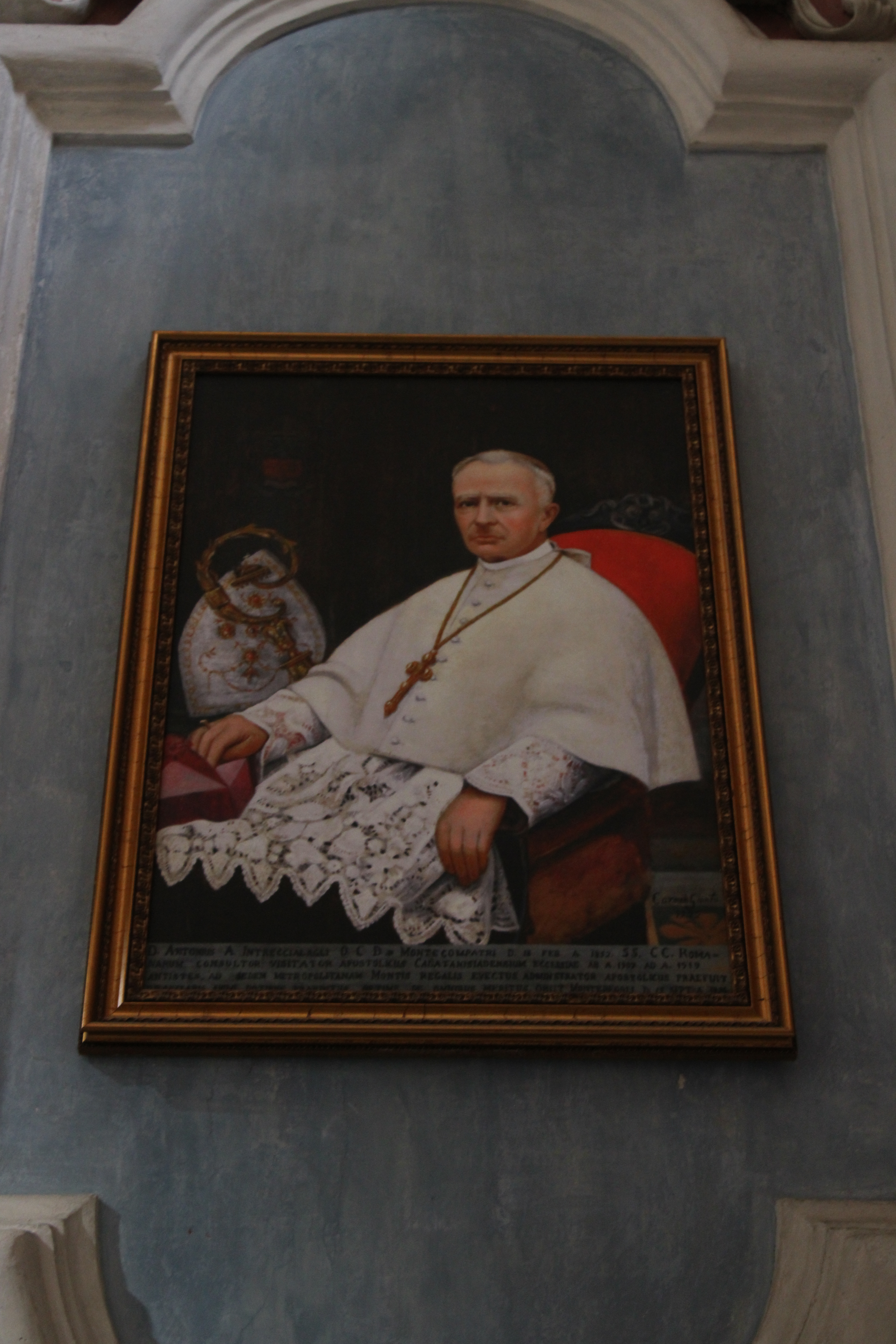
Ritratto di mons. Antonio Augusto Intreccialagli
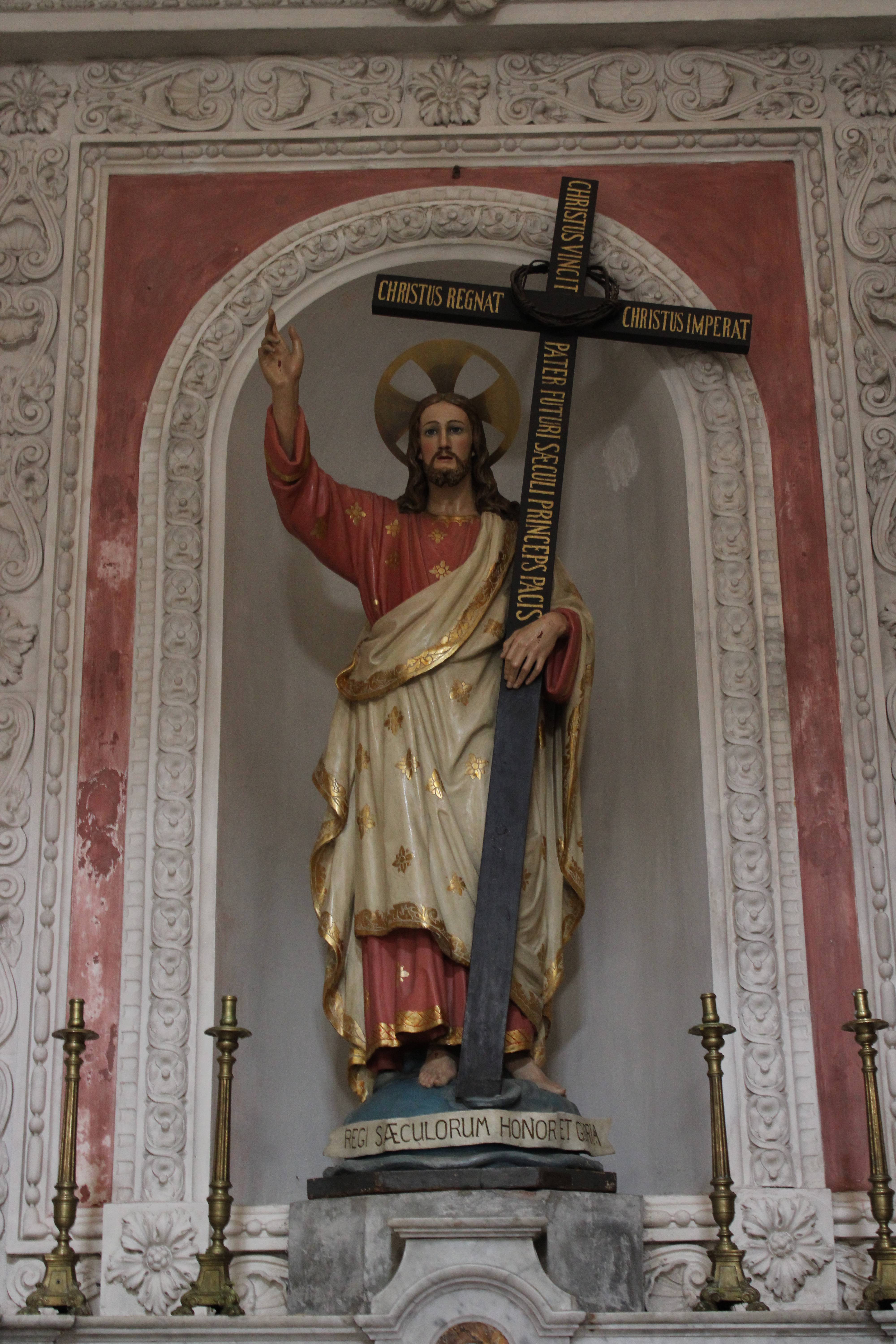
Gesù Redentore
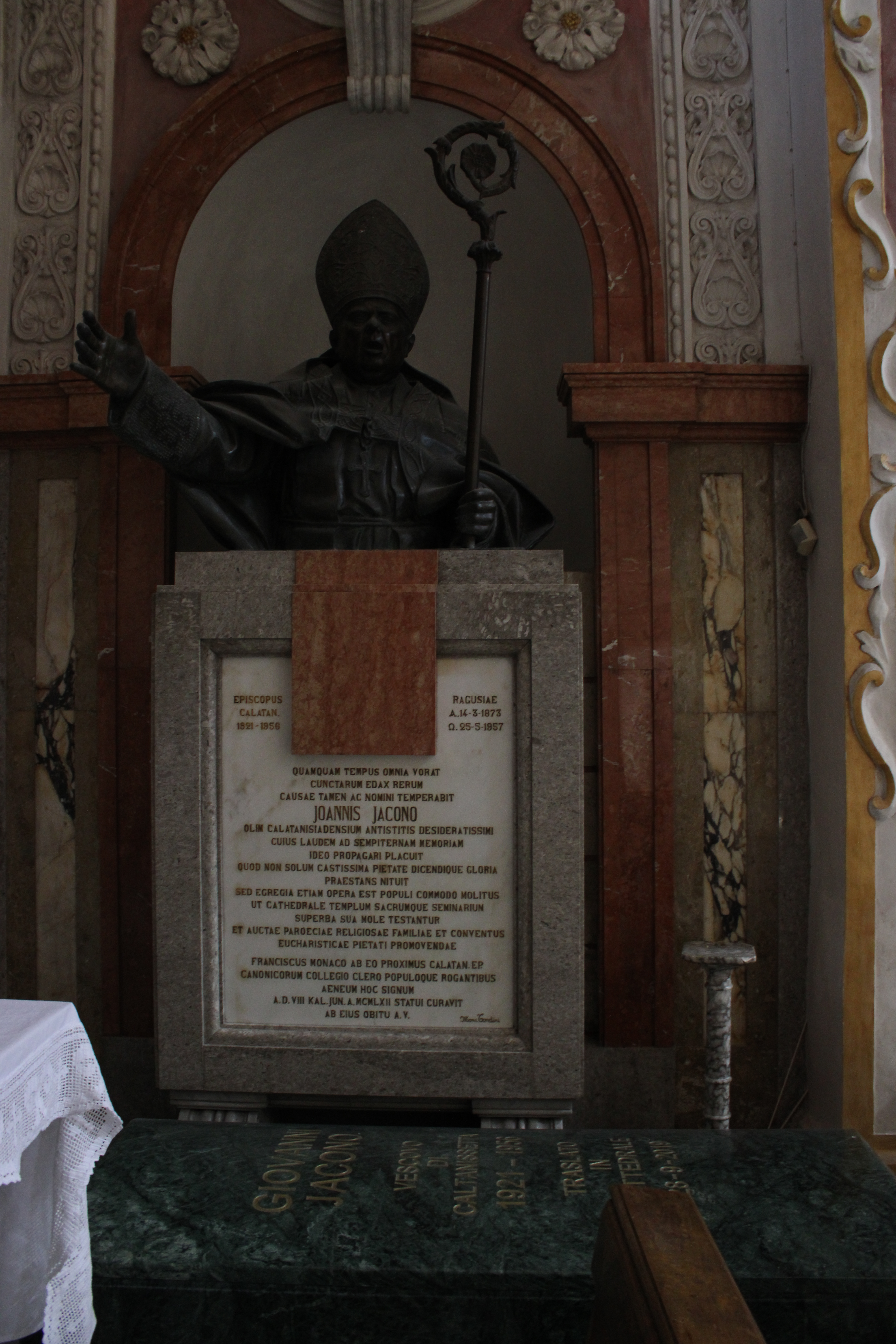
Sepoltura di mons. Giovanni Iacono

- Cappella di Santo Stefano:

Nella cappella dedicata a Santo Stefano è collocata al centro una grande tela di Vincenzo Roggeri, il dipinto raffigura il momento della lapidazione in cui il Santo vede aprirsi i cieli e la Trinità che si prepara a coronarlo. Attorno a lui personaggi vari che raccolgono e lanciano pietre. A destra si trova il monumento sepolcrale di monsignor Giovanni Rizzo, vescovo di Rossano.

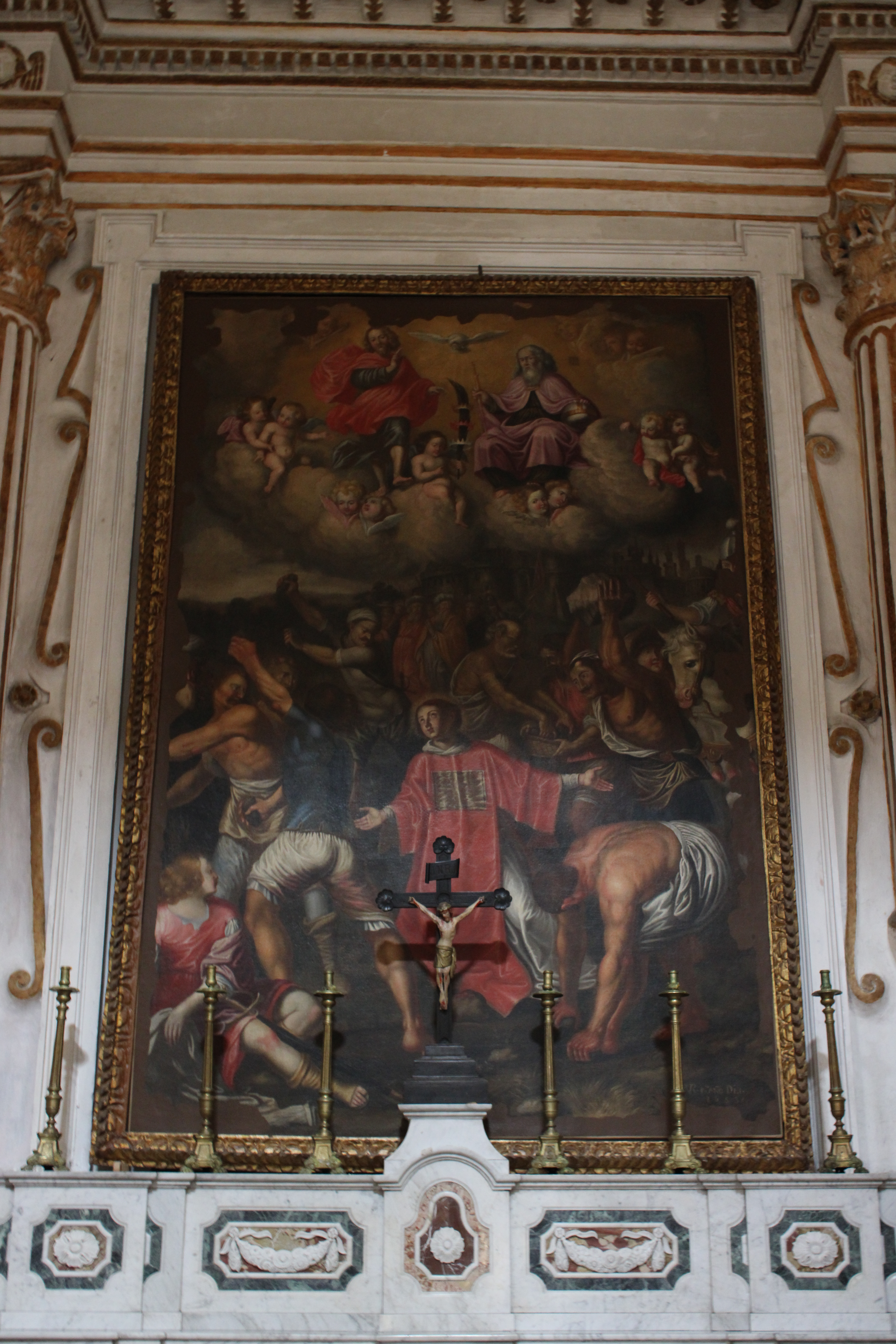
Santo Stefano di Roggeri
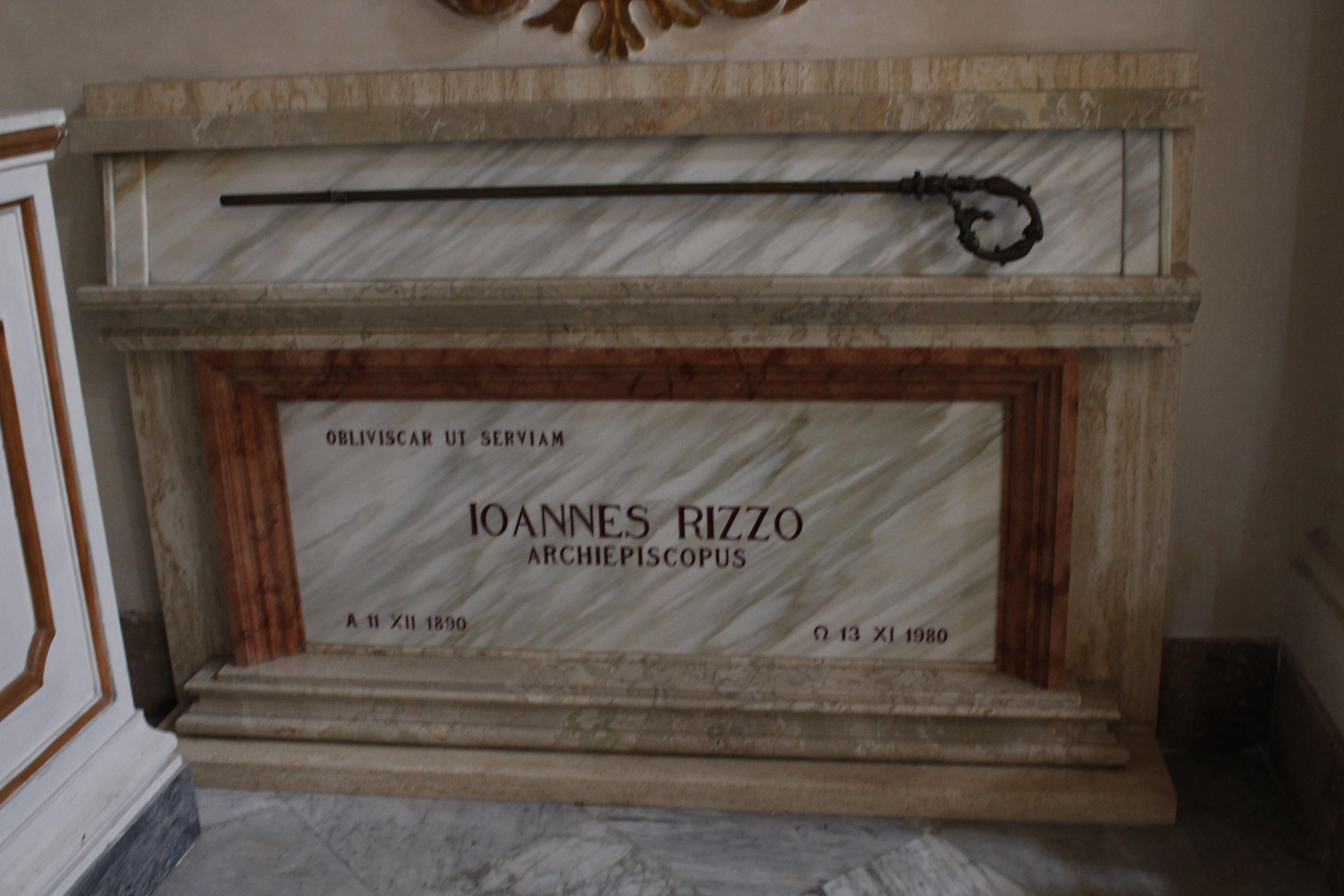
Sepoltura di Giovanni Rizzo

- Cappella di Sant'Anna:

L'ultima cappella della navata sinistra, prima del transetto, è dedicata a Sant'Anna. Troviamo una tela di Vincenzo Roggeri, in cui la Vergine regge sulle ginocchia il bambino Gesù, al quale Sant'Anna porge una ciliegia da un cesto portato da un putto. Lateralmente sono raffigurati san Giuseppe e san Gioacchino. Nella parete destra è posto il monumento sepolcrale del vescovo monsignor Francesco Monaco, in alto è posto un quadro di un frate. Nella parete destra invece è collocato un quadro, di autore ignoto del XVIII secolo, che raffigura il padre Antonio Bellavia nel momento del suo martirio.

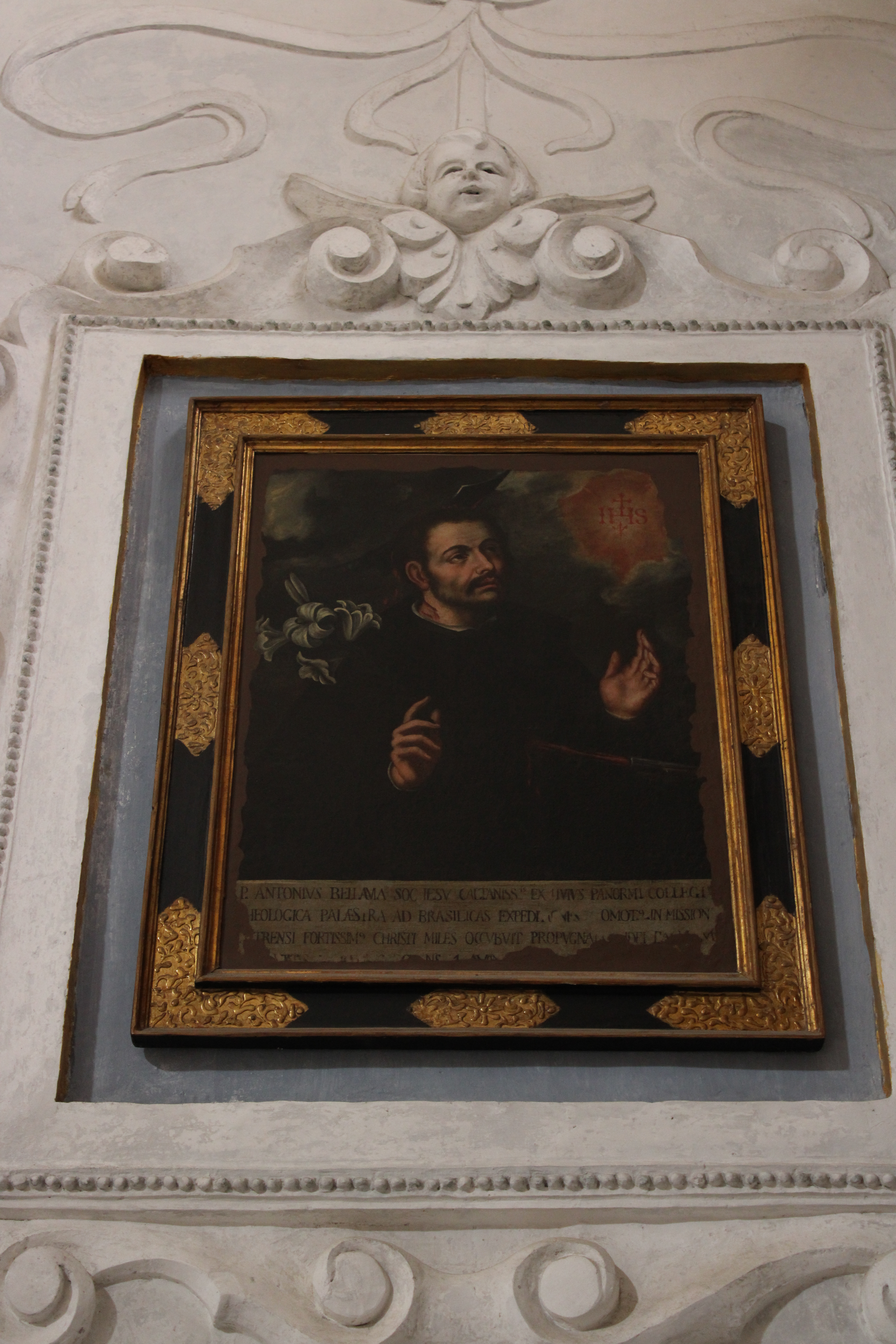
Ritratto del padre Antonio Bellavia
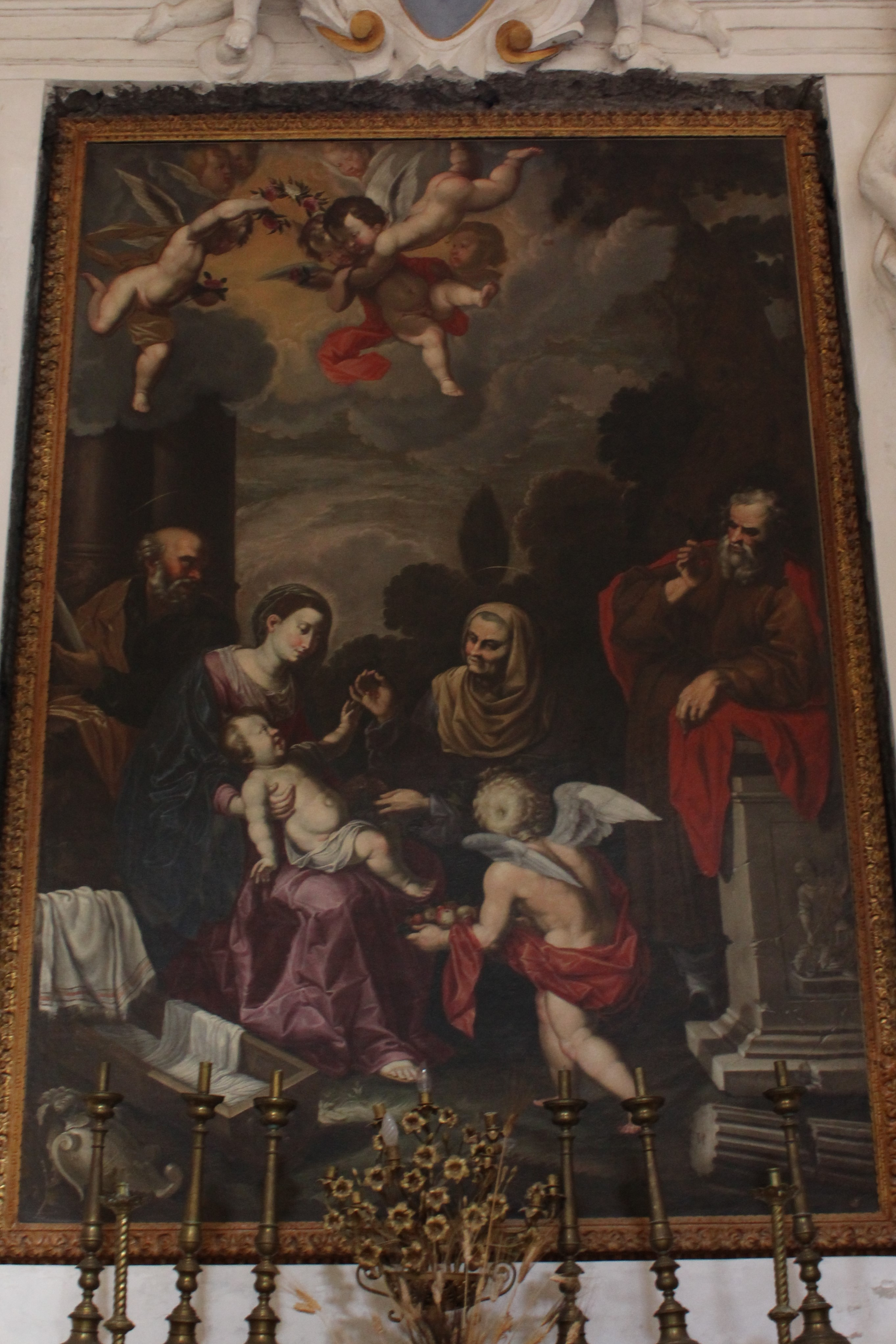
Sacra Famiglia di Roggeri
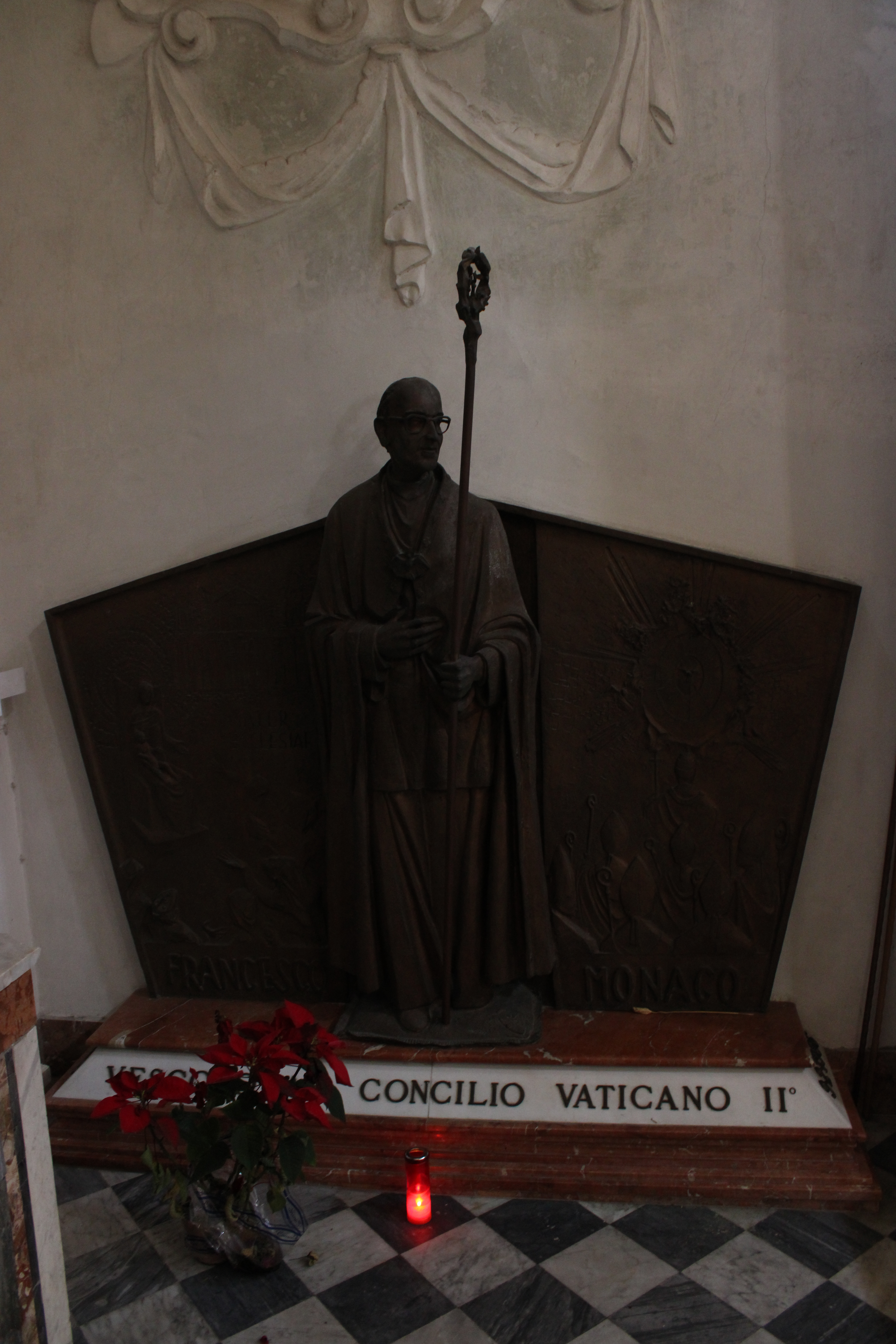
Sepoltura di mons. Francesco Monaco
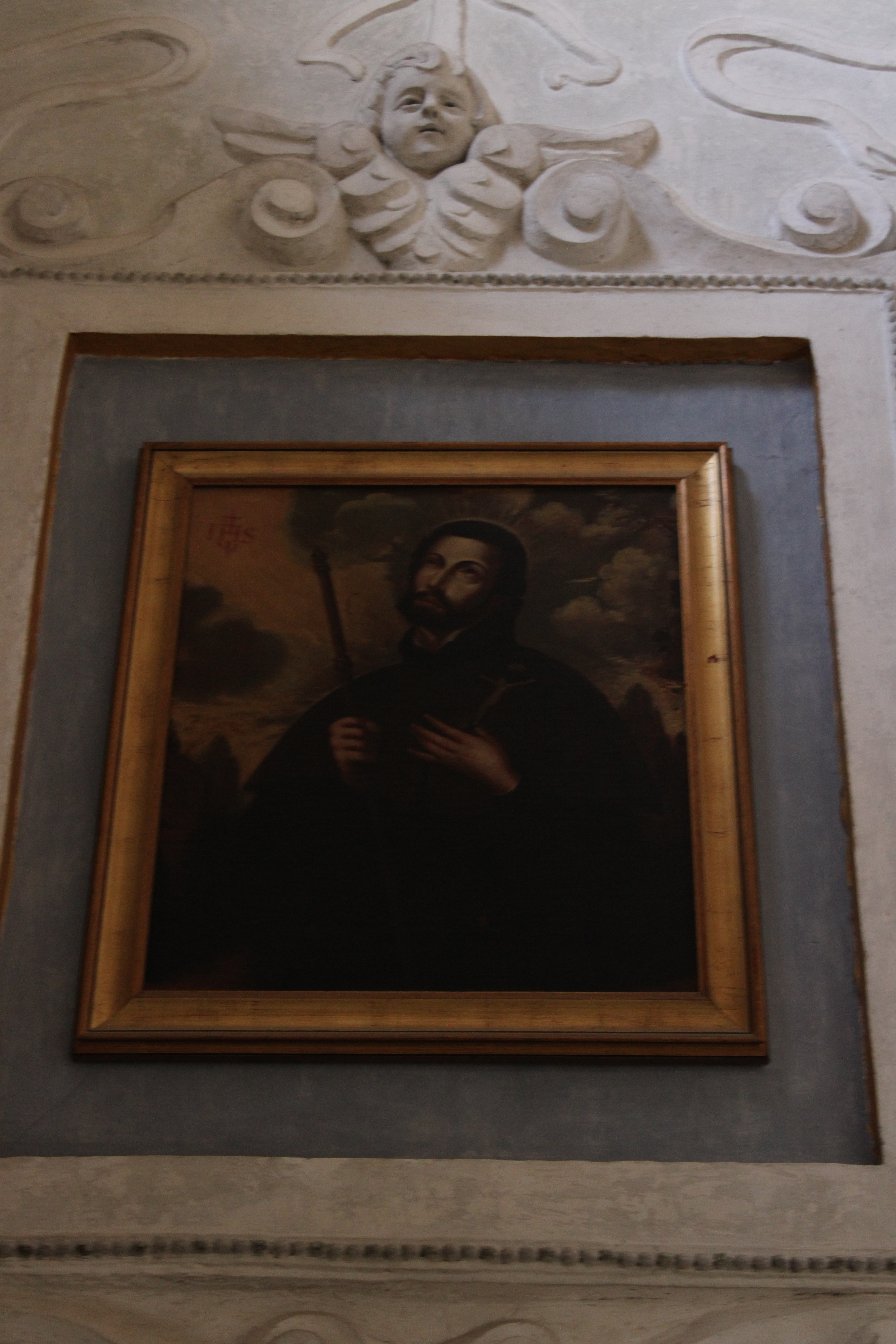
Ritratto di un frate

- Cappella del Sacro Cuore di Gesù:

Dopo il transetto troviamo l'ultima cappella della navata sinistra. Tale cappella è dedicata al Sacro Cuore di Gesù, fino al 2002 custodiva il Santissimo Sacramento. Il 10 maggio 1993, in occasione della visita pastorale da parte di Papa Giovanni Paolo II alla diocesi, il pontefice si raccolse in preghiera in questa cappella. Per commemorare l'avvenimento, nel 2019 è stata collocata una statua del Santo, donata dall'artista Martin Emschermann. Sulla parete destra è posta una targa ricordo. Le decorazioni della cappella risalgono agli anni Sessanta, durante gli anni del parrocato di monsignor Giovanni Magrì. Questa cappella è chiamata anche "Cappella della Divina Misericordia" per omaggiare la festa istituita proprio dal pontefice che visitò la città anni prima.

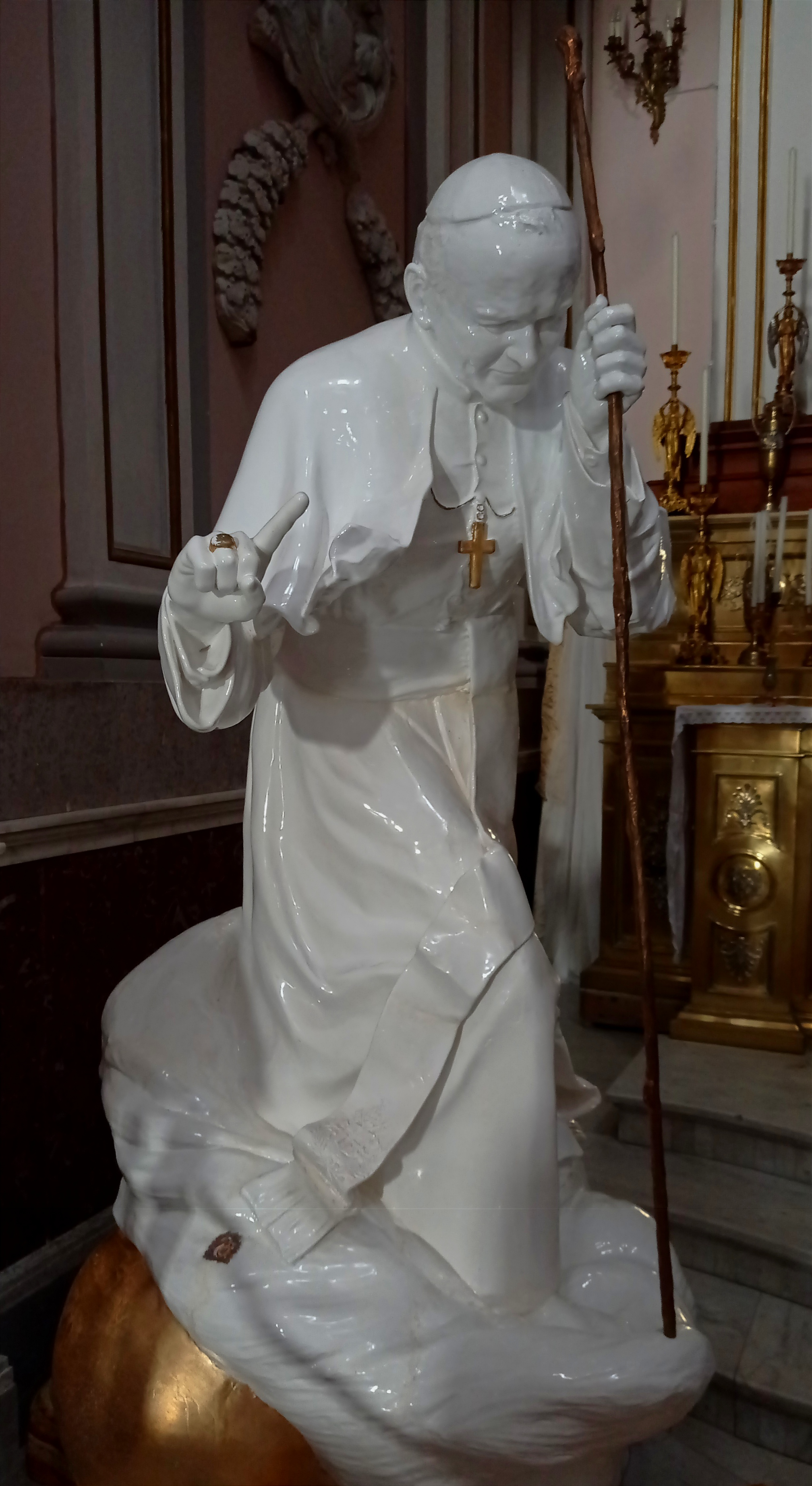
Statua di papa Giovanni Paolo II
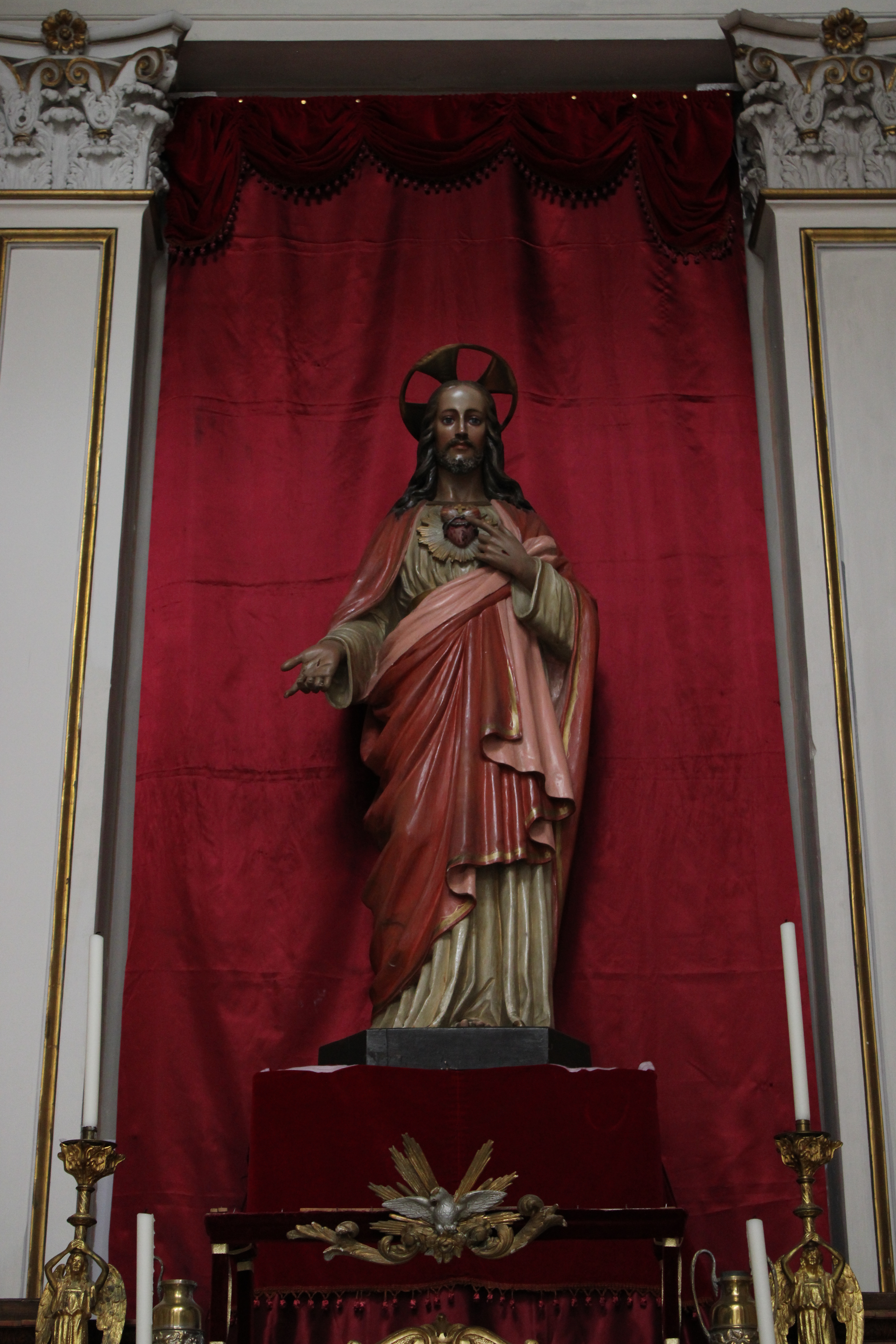
Sacro Cuore di Gesù
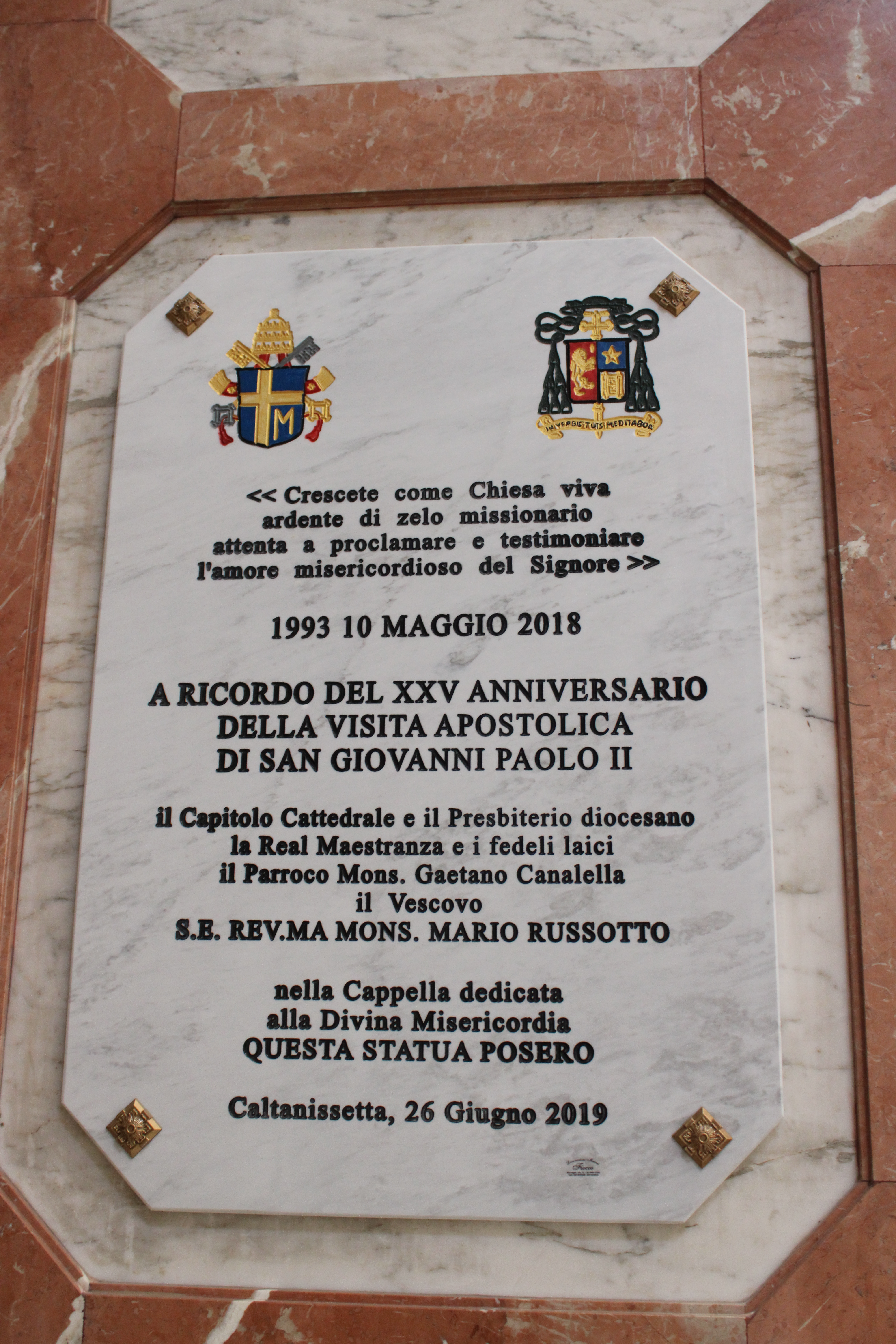
Targa commemorativa

### Navata destra
- Cappella del Battistero:

La navata destra inizia con la cappella che ospita il fonte battesimale, in alto sulla parete centrale è esposta un'opera di Jusepe de Ribera. Il fonte battesimale venne realizzato nel 1740 a spese del parroco Agostino Riva.
- Cappella dell'Immacolata:

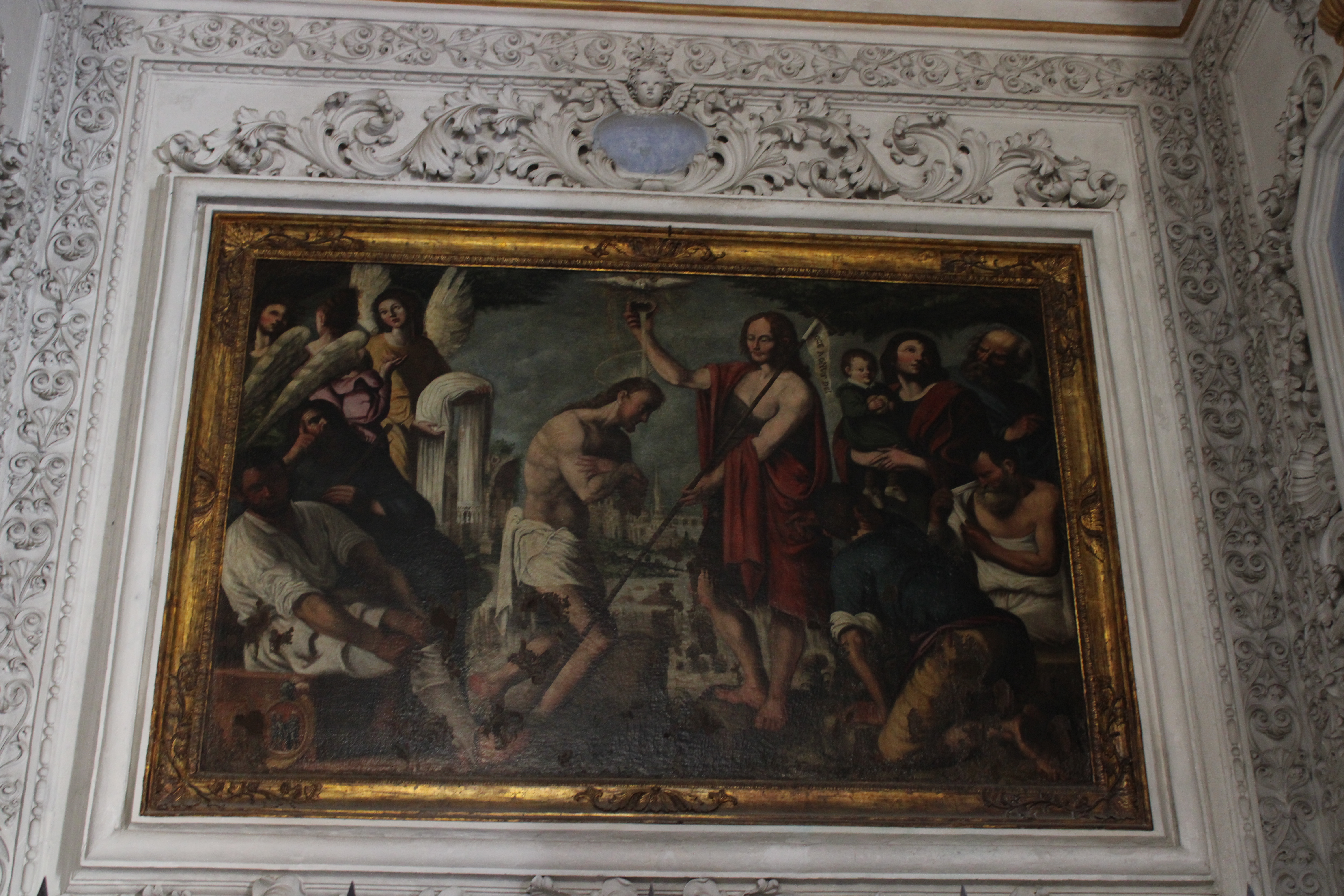
Battesimo di Gesù

Questa cappella ospita la statua dell'Immacolata di Antonio Lacerda (vedi nel dettaglio qui), datata 1760, al centro sopra un altare marmoreo. Nella parete destra troviamo il monumento sepolcrale al protovescovo della diocesi di Caltanissetta,monsignor Antonino Maria Stromillo, opera del palermitano Biagio Marino. A sinistra invece sono conservate le spoglie del vescovo monsignor Baldassare Leone, morto a Caltanissetta durante una visita pastorale.

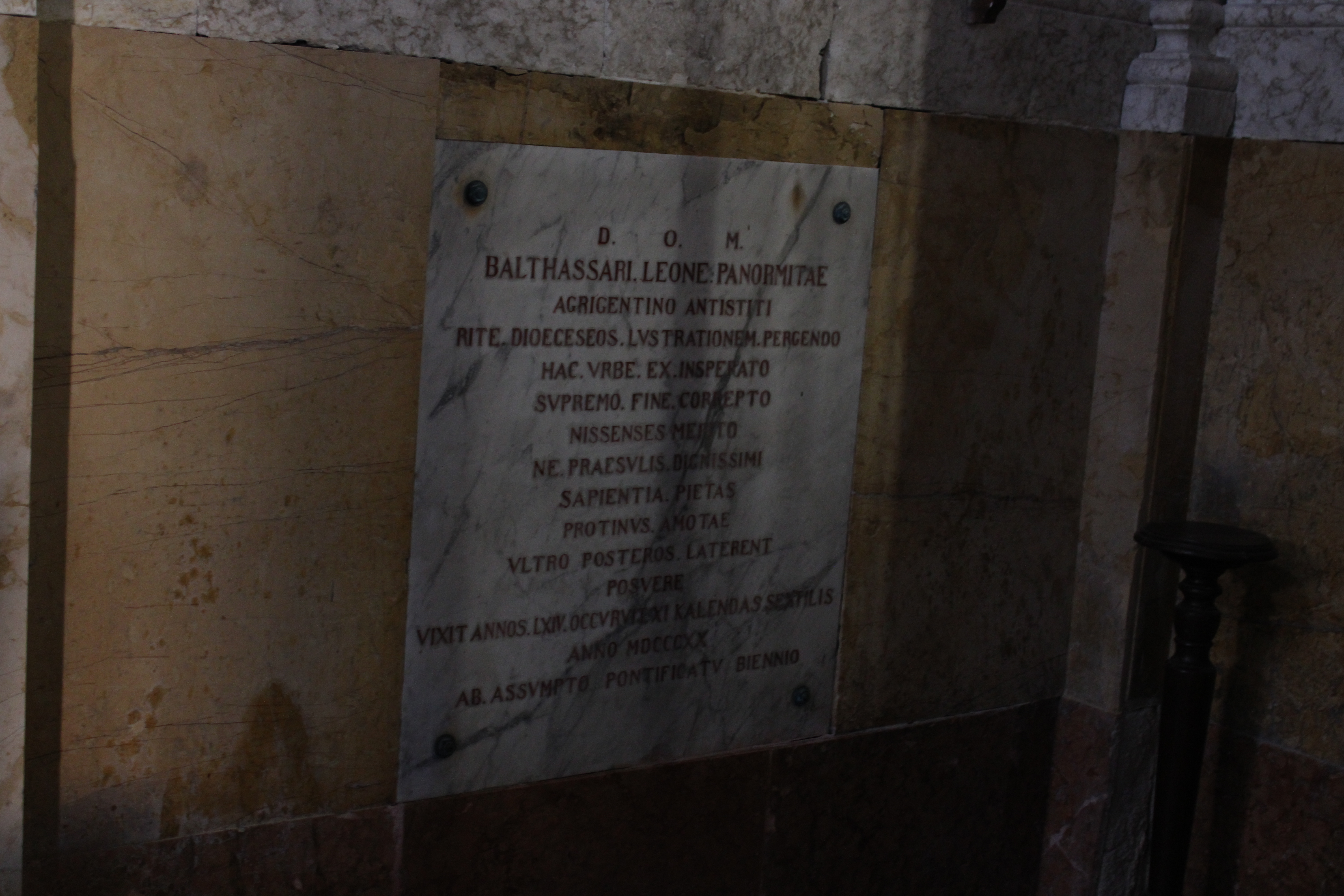
Sepoltura di Baldassarre Leone
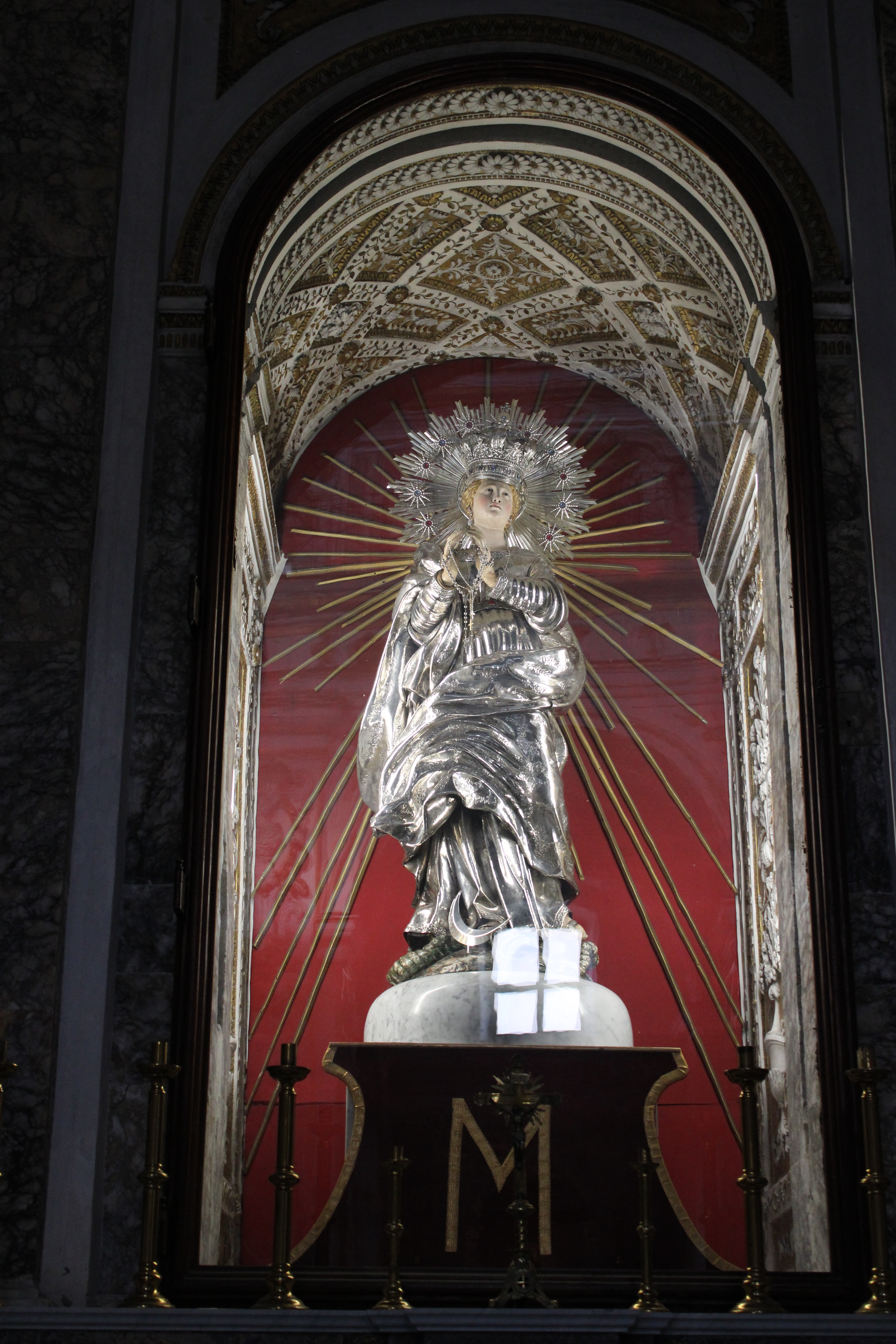
L'Immacolata
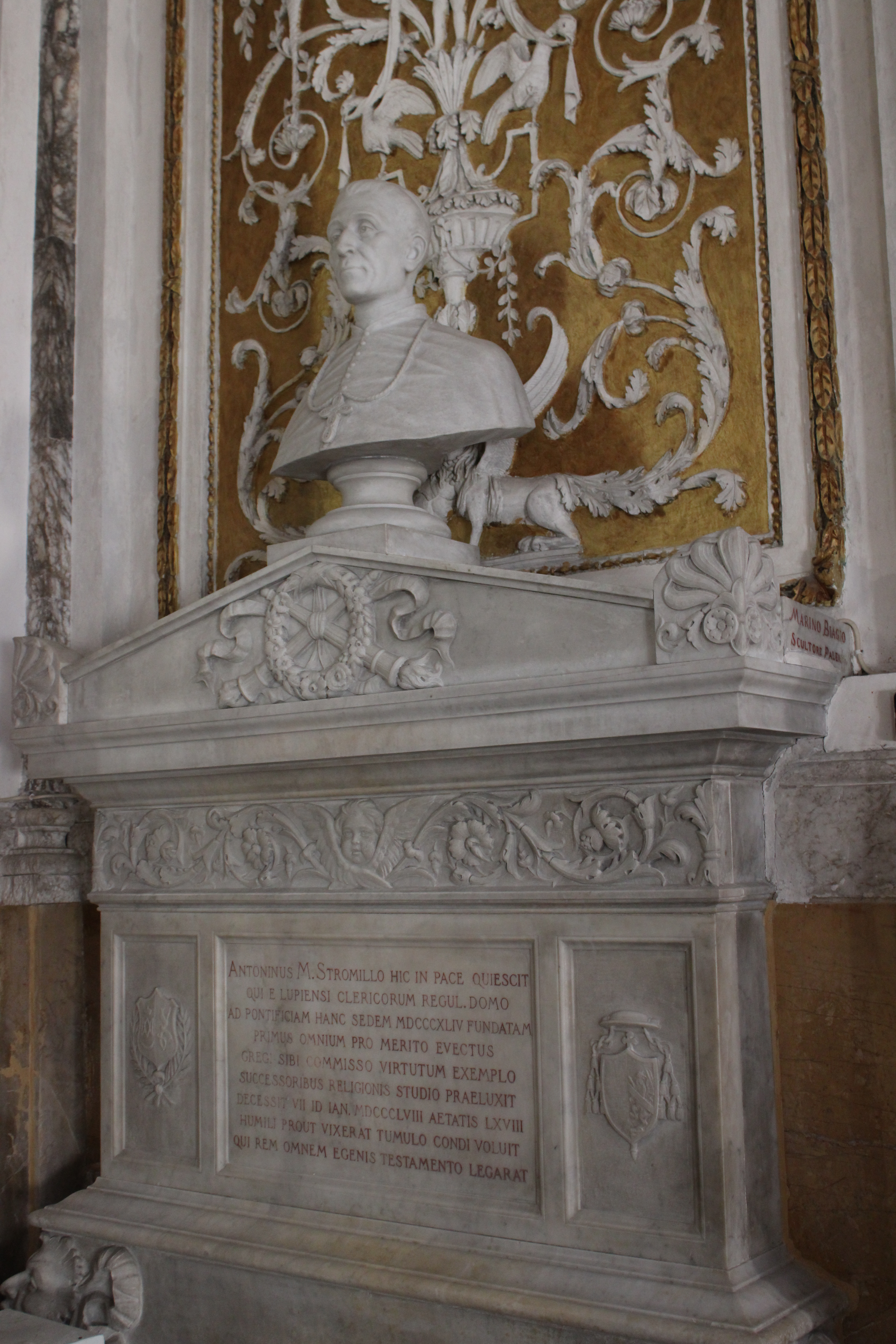
Sepoltura di mons. Antonino Maria Stromillo

- Cappella della Sacra Urna:

Al suo interno è custodita una delle sedici "vare" che sfilano la notte del giovedì Santo per le vie di Caltanissetta. Opera del 1892 dello scultore napoletano Francesco Biangardi. Per molti l'angelo che sovrasta il simulacro è tra i più belli in Sicilia.
- Cappella di San Lorenzo:

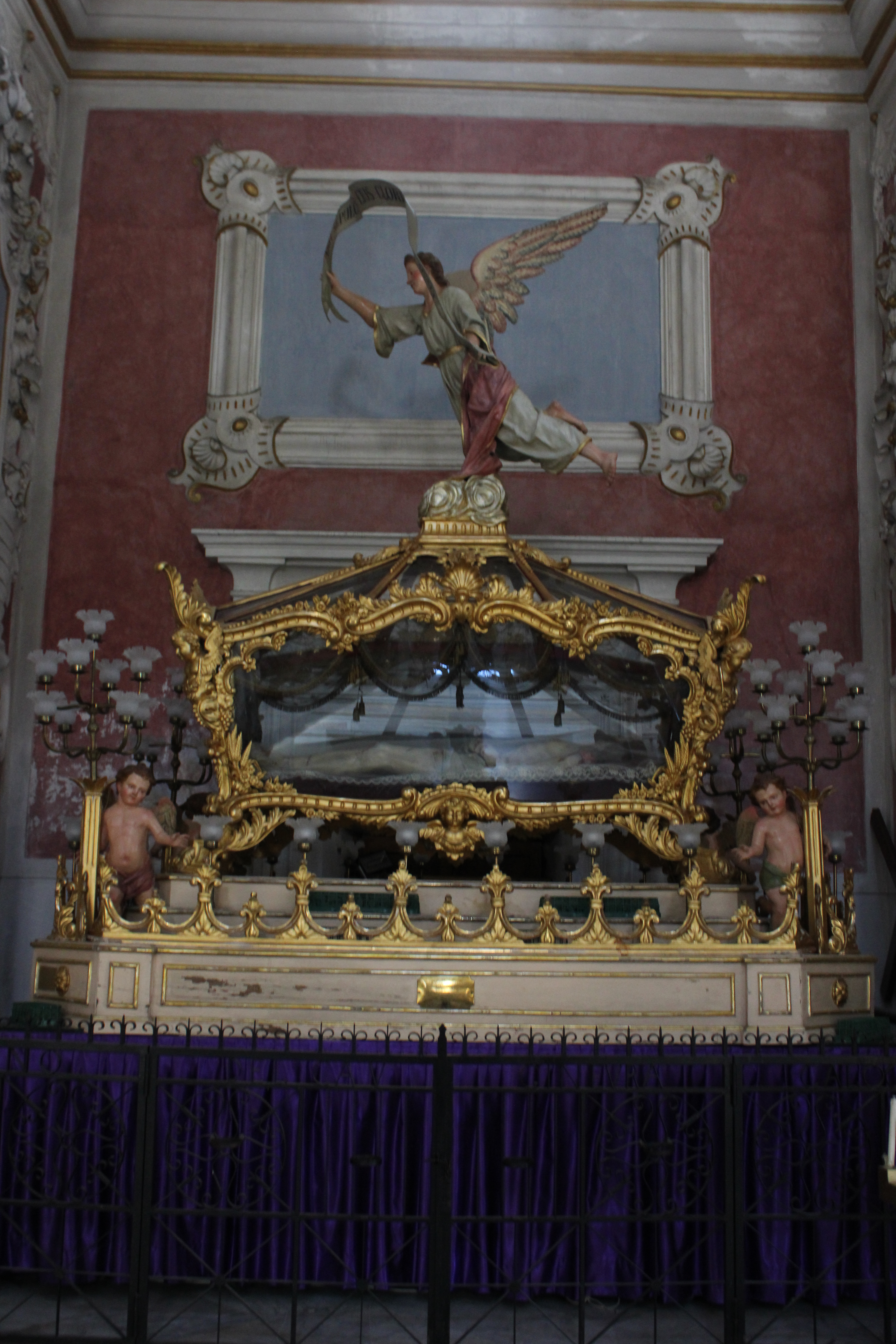
Sacra Urna

La cappella presenta al centro una tela dedicata a San Lorenzo: il Santo è disteso sulla graticola, mentre uno dei carnefici a destra è inchinato per accendere il fuoco. In alto a destra un personaggio seduto nell'atto di impartire l'ordine di esecuzione. A sinistra una statua pagana su piedistallo. Tra i due un angelo porta la palma del martirio. L'opera è di Vincenzo Roggeri. Nella parete destra troviamo il monumento sepolcrale del vescovo monsignor Giovanni Guttadauro, opera del nisseno Giacomo Scarantino. La parete sinistra invece ospita la sepoltura a lapide piana del vescovo monsignor Ignazio Zuccaro.

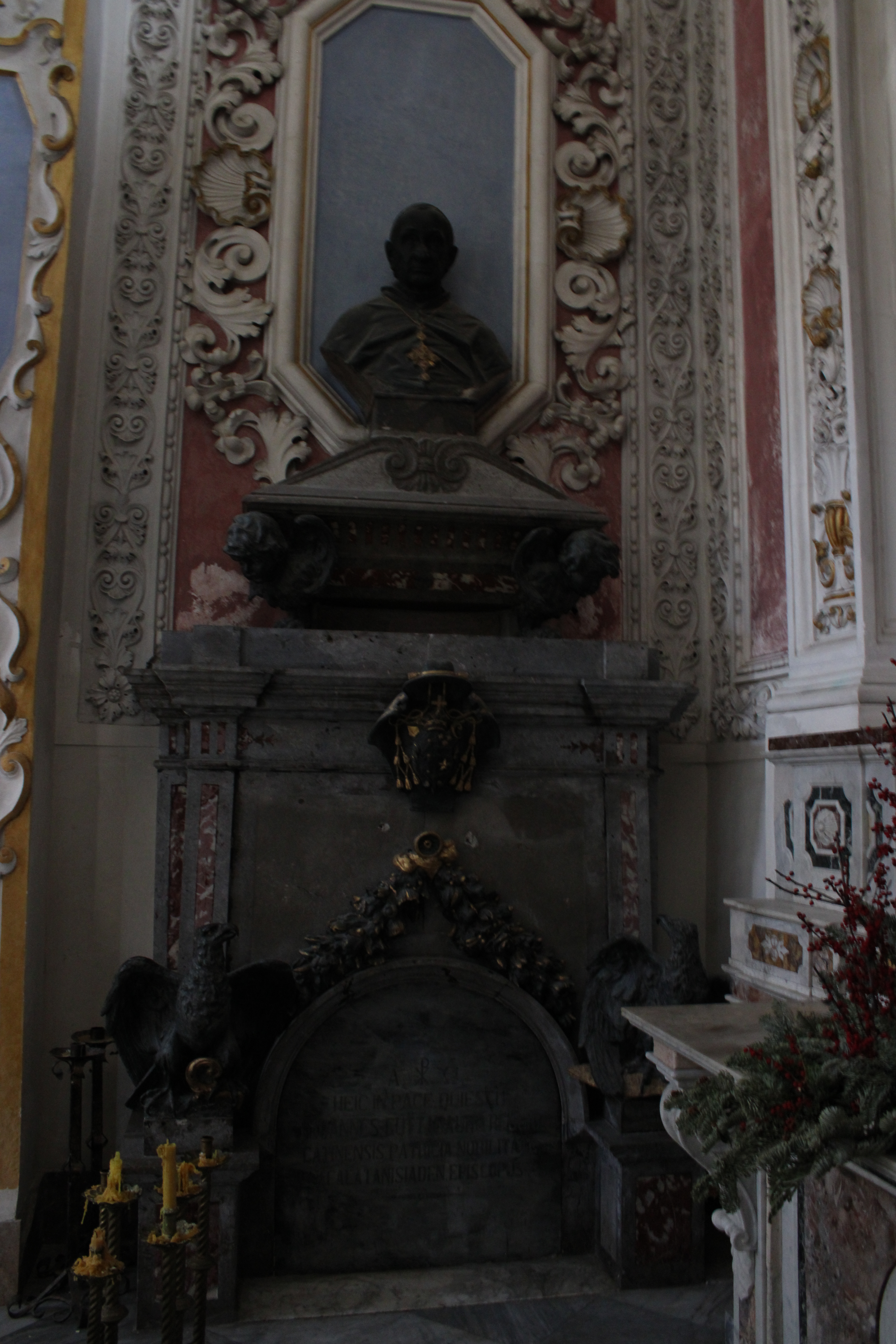
Monumento sepolcrale di mons. Giovanni Guttadauro
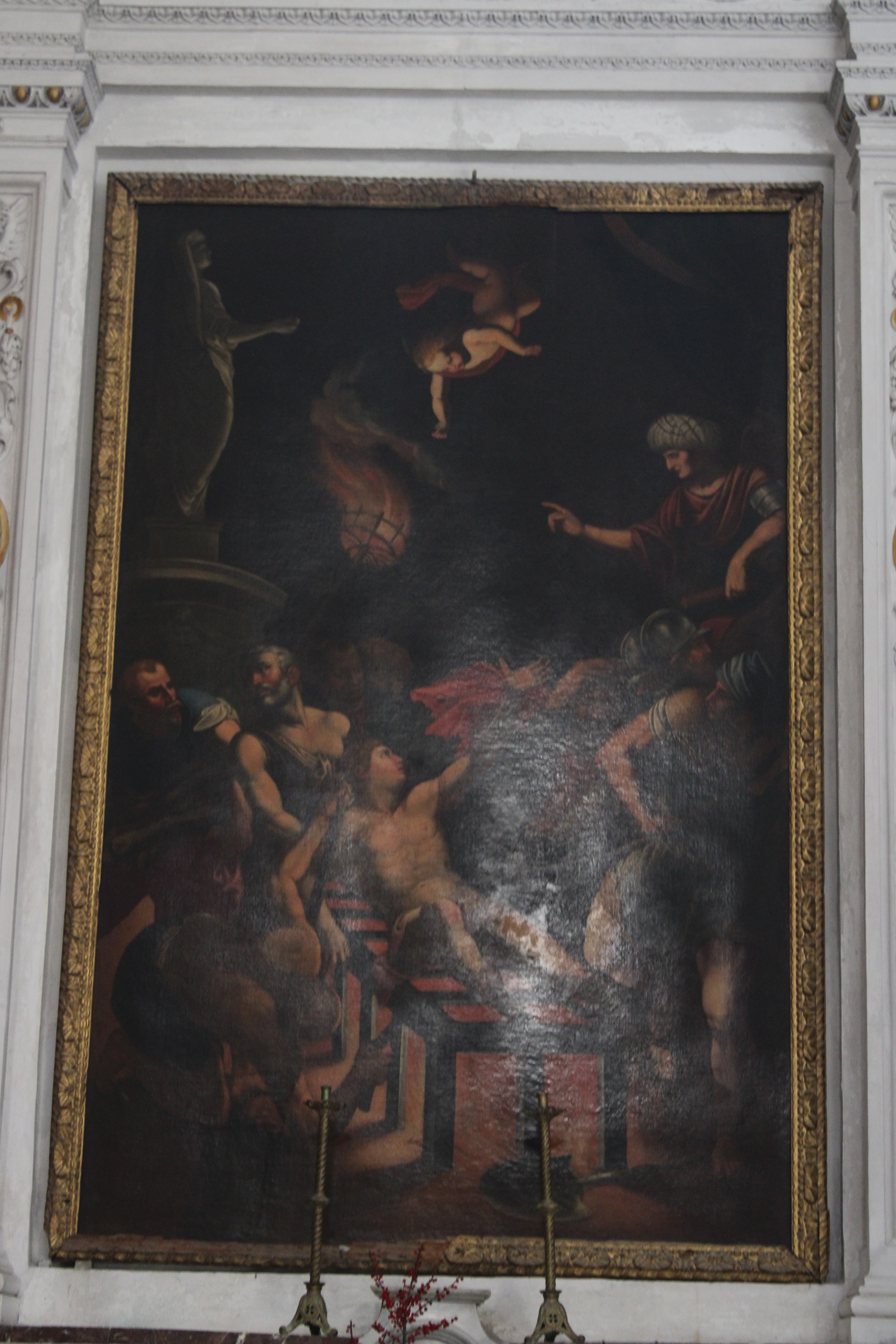
San Lorenzo di Roggeri
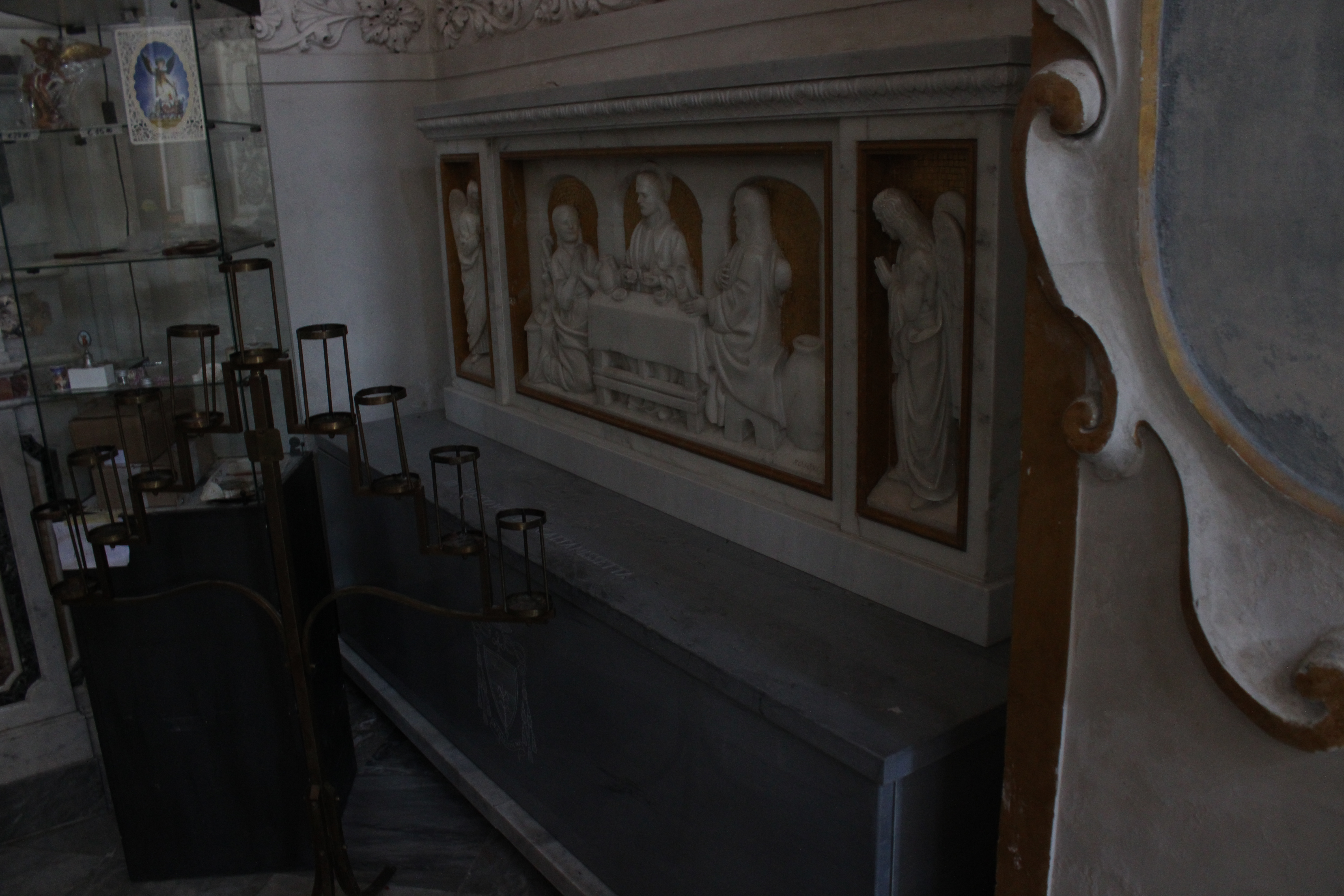
Sepoltura di Ignazio Zuccaro

- Cappella di San Rocco:

Per quanto sia dedicata a San Rocco, al suo interno è collocata una statua di San Francesco d'Assisi, opera del 1926 di Michele Caltagirone. Il culto di San Rocco era esercitato maggiormente nel XVII secolo, in questa cappella era infatti posto un simulacro del Santo francese (di cui oggi rimane soltanto la testa che viene conservata all'interno della chiesa di Santo Spirito). Nella parete destra è posizionato un quadro che raffigura il venerabile Angelico Lipani, mentre in quella sinistra vi è una lapide in memoria del settimo centenario della nascita di San Francesco d'Assisi.

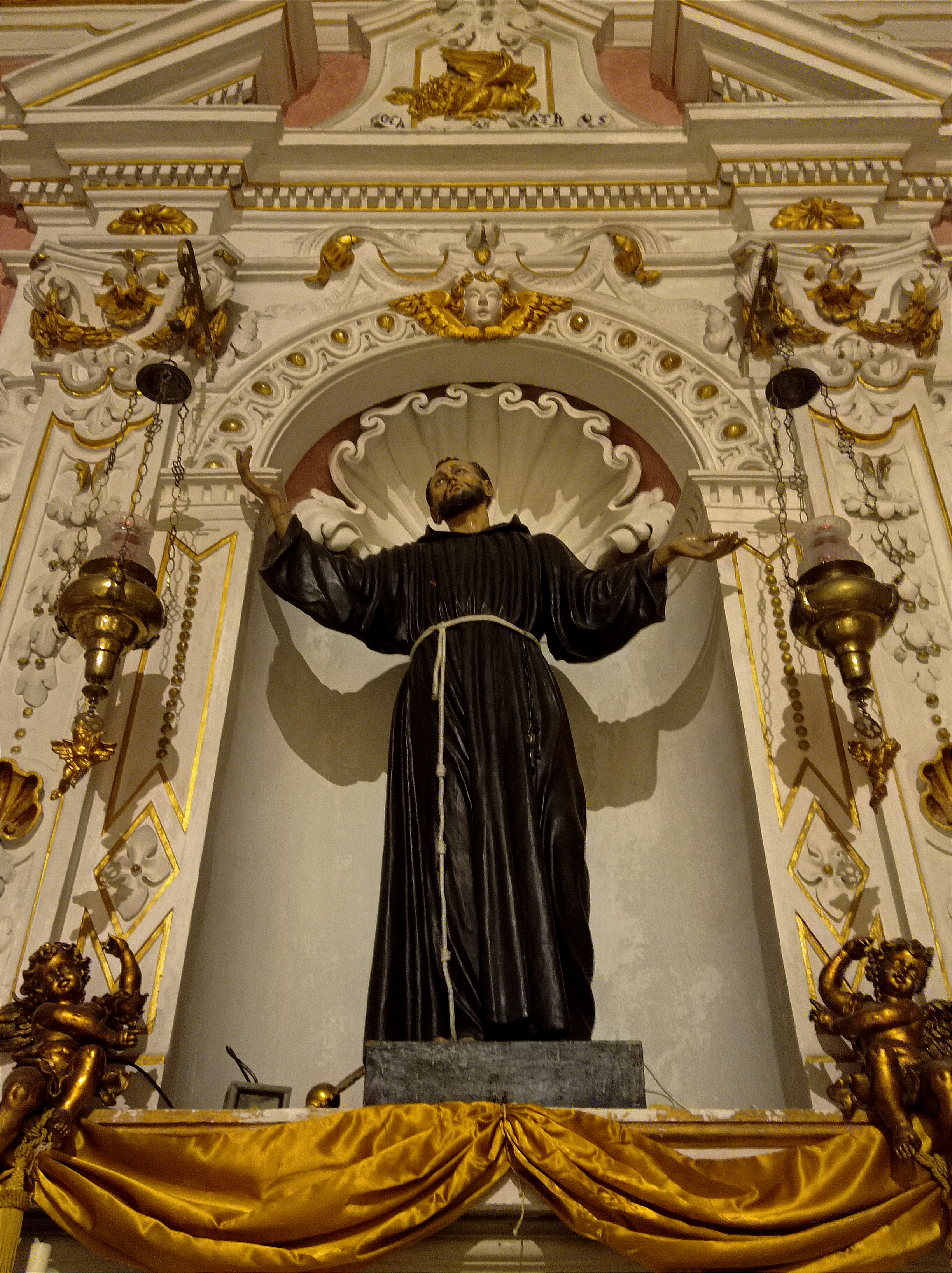
Simulacro di San Francesco

- Cappella del Santissimo Sacramento:

La cappella è la più recente del tempio, è stata inaugurata il 29 giugno 2006, al suo interno troviamo un tabernacolo donato da Papa Leone XIII, opera del 1887 di Rosario Pennisi, artista di Acireale. Una copia identica di questo tabernacolo è infatti collocata all'interno della chiesa di San Pietro ad Acireale. Nella parete sinistra è posizionata una lapide a ricordo di questo evento. L'allora vescovo monsignor Giovanni Guttadauro in segno di riconoscenza verso il pontefice indisse un pellegrinaggio e offrì dei doni a Sua Santità. Tale pellegrinaggio fu guidato dal nipote del vescovo Guttadauro, monsignor Giuseppe Francica-Nava. Inoltre in questa cappella sono presenti cinque tele di autori ignoti. La cappella era un tempo dedicata alla Madonna dei Monti.
- Cappella di San Michele:

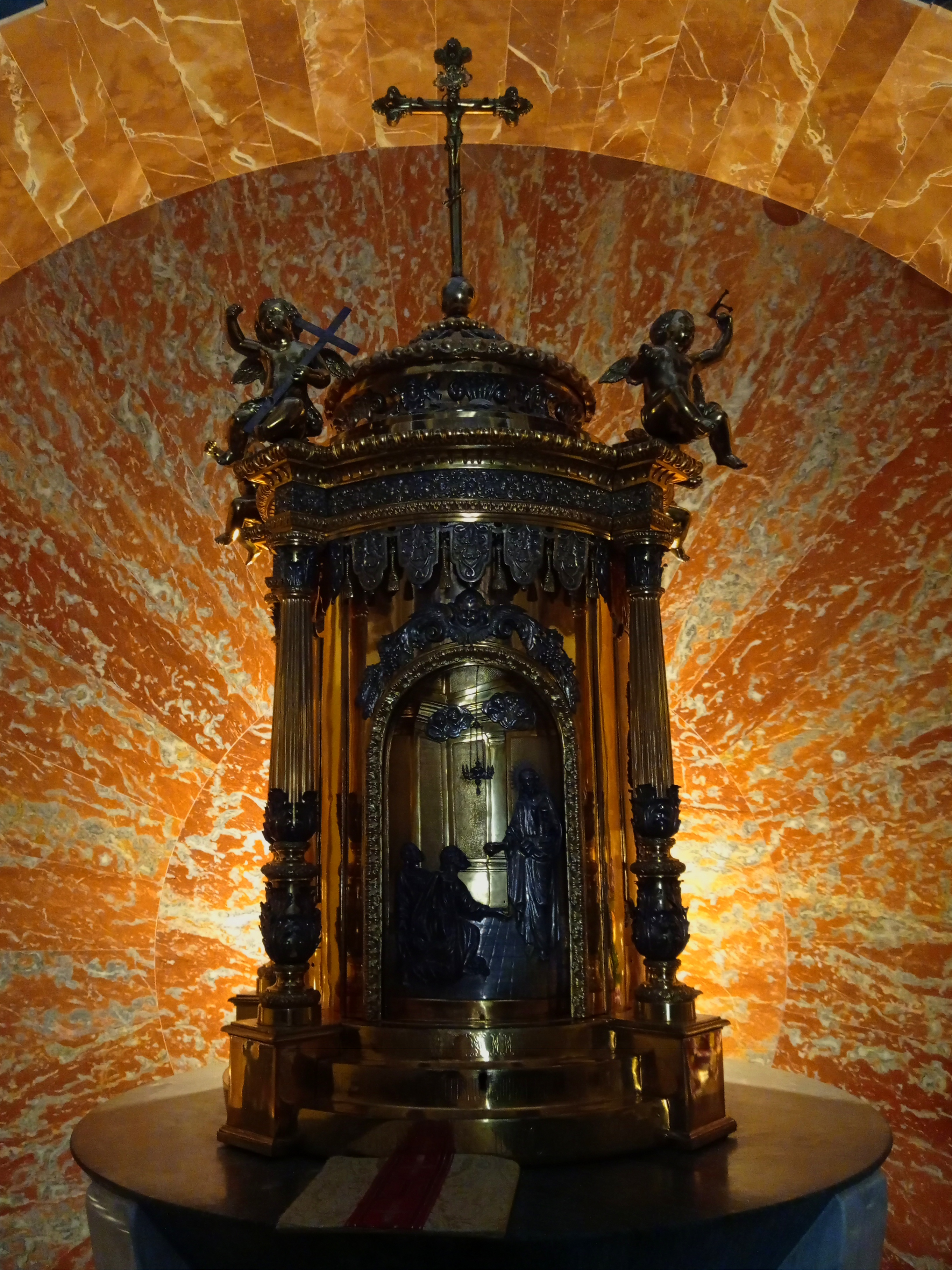
Il tabernacolo

Al di là del transetto troviamo l'ultima cappella della navata destra, quella dedicata al Patrono della città, San Michele. Qui è custodito il simulacro ligneo datato 1625, opera dello scultore Stefano Li Volsi da Nicosia. Ai lati della nicchia sono presenti gli altri due arcangeli, Gabriele e Raffaele, realizzati dal palermitano Vincenzo Vitagliano. Sotto il simulacro è collocato un altare marmoreo sul quale vengono occasionalmente svolte alcune funzioni. In prossimità della cappella del Santissimo Sacramento è collocata un'iscrizione a ricordo dell'indulgenza concessa da papa Clemente XIII nei giorni delle feste di San Michele 1767.

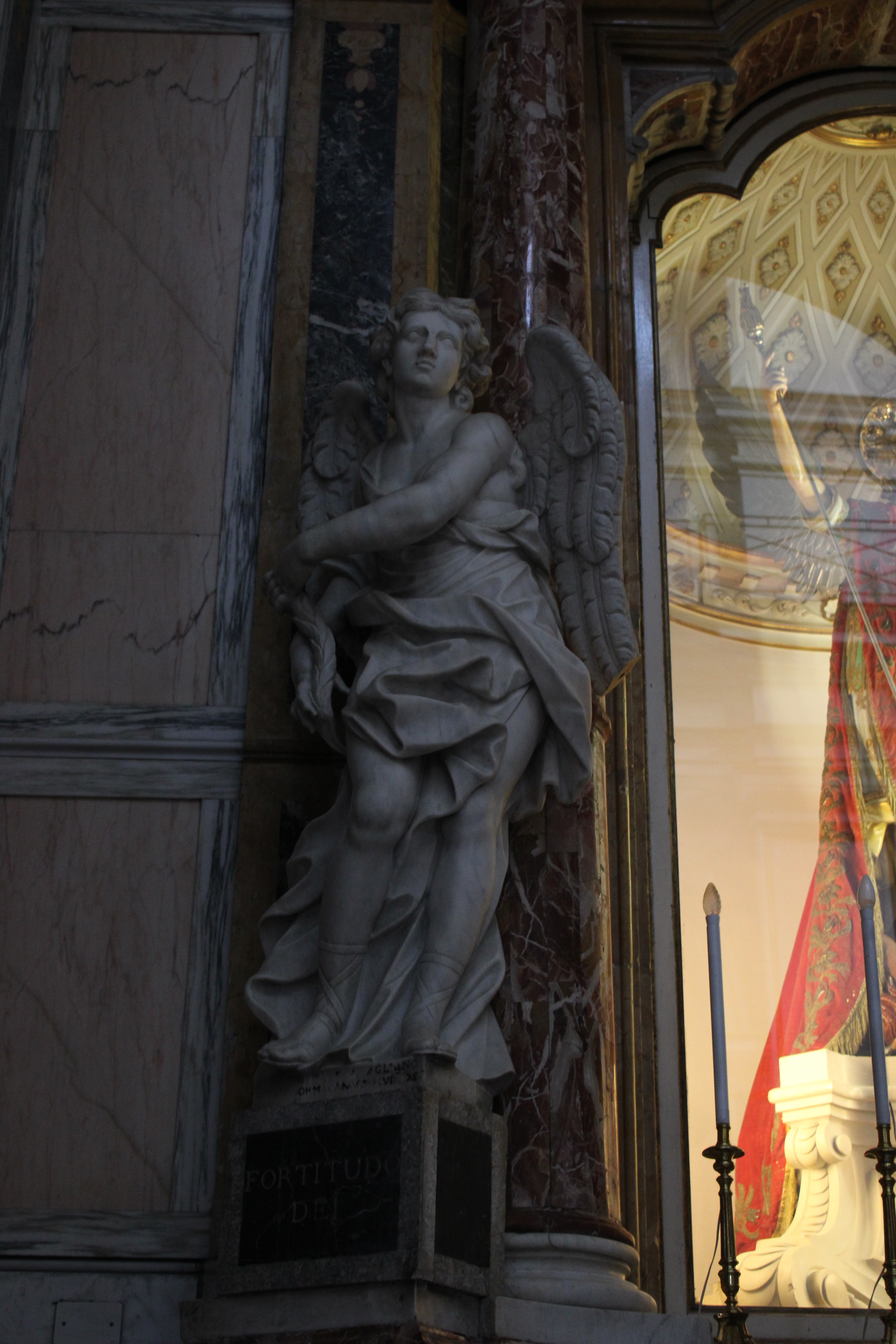
Arcangelo Raffaele
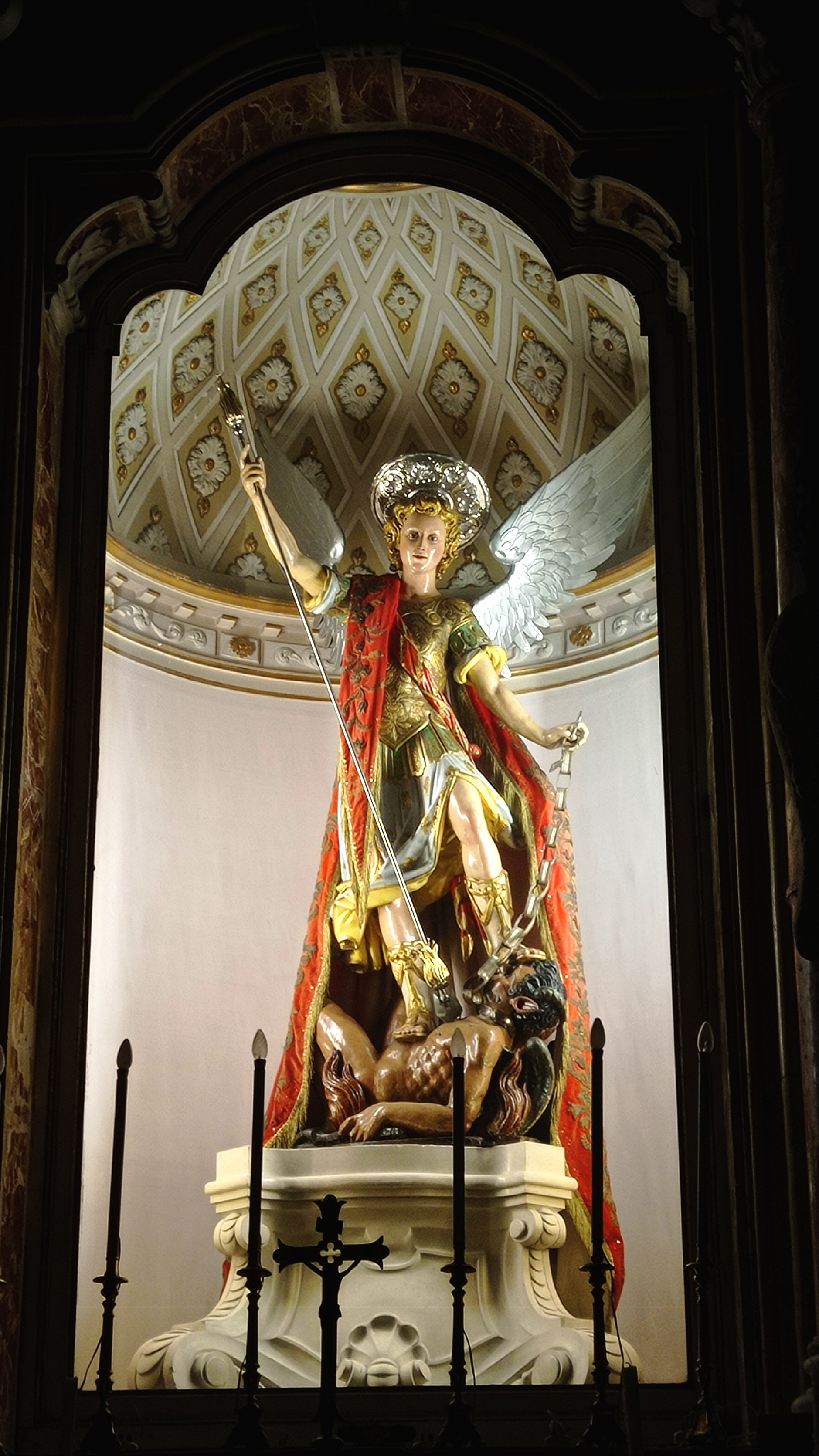
Arcangelo Michele
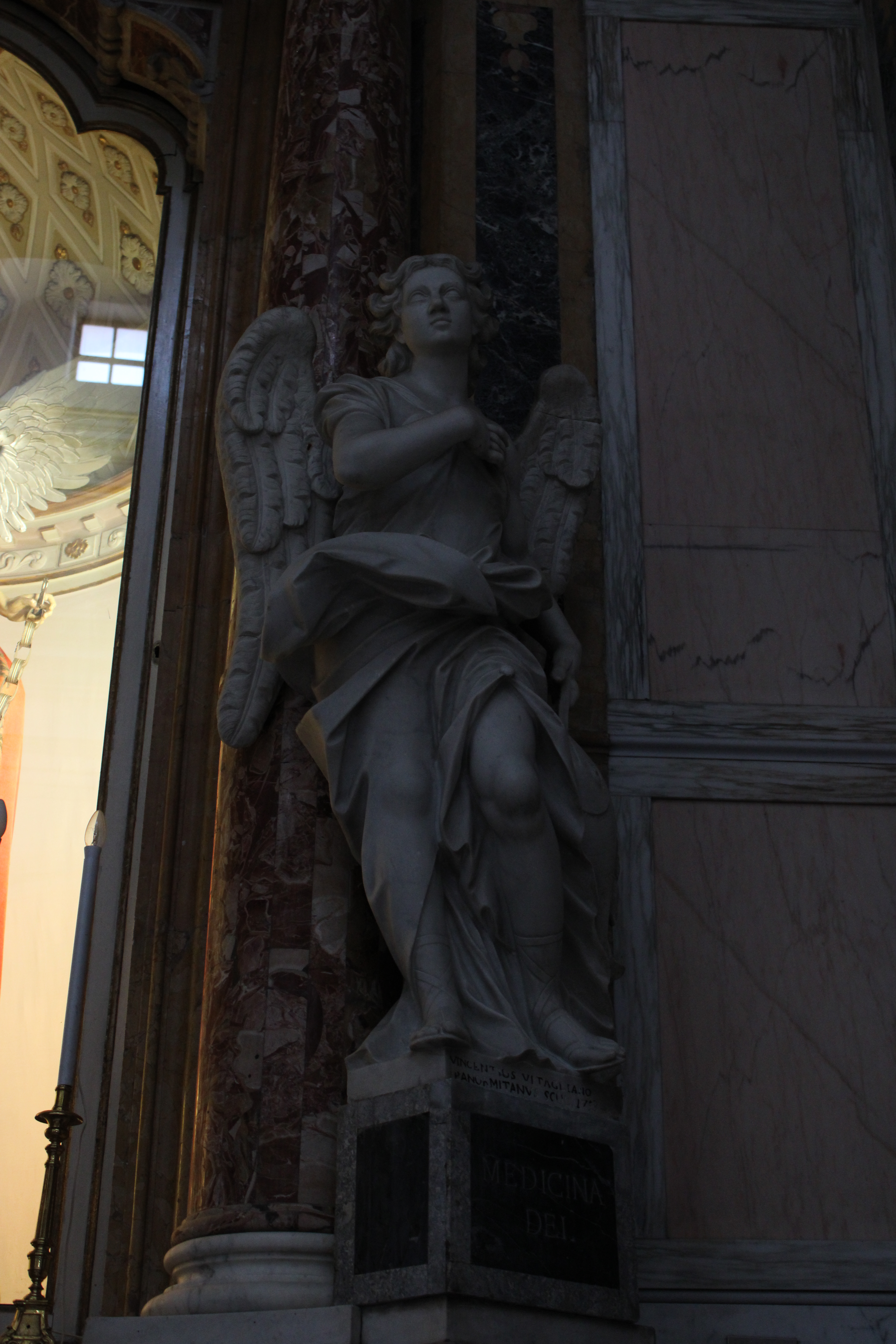
Arcangelo Gabriele

### Navata centrale
- Controfacciata:

Sulla controfacciata spiccano i tre stucchi che rappresentano la Madonna, il Redentore e San Michele
1. A sinistra, sotto la Vergine, è posto il ritratto del parroco Raffaele Riccobene, opera del pittore fiammingo Guglielmo Borremans. Ancora più in basso è collocato il monumento sepolcrale del parroco Antonio Morillo Galletti.[22]   - Raffaele Riccobene
  - Monumento sepolcrale di Antonio Morillo Galletti
2. A destra, sotto l'arcangelo, troviamo un'iscrizione commemorativa dedicata al parroco Raffaele Riccobene. In basso invece è posizionato il monumento sepolcrale al canonico Giuseppe Sillitti.[23]

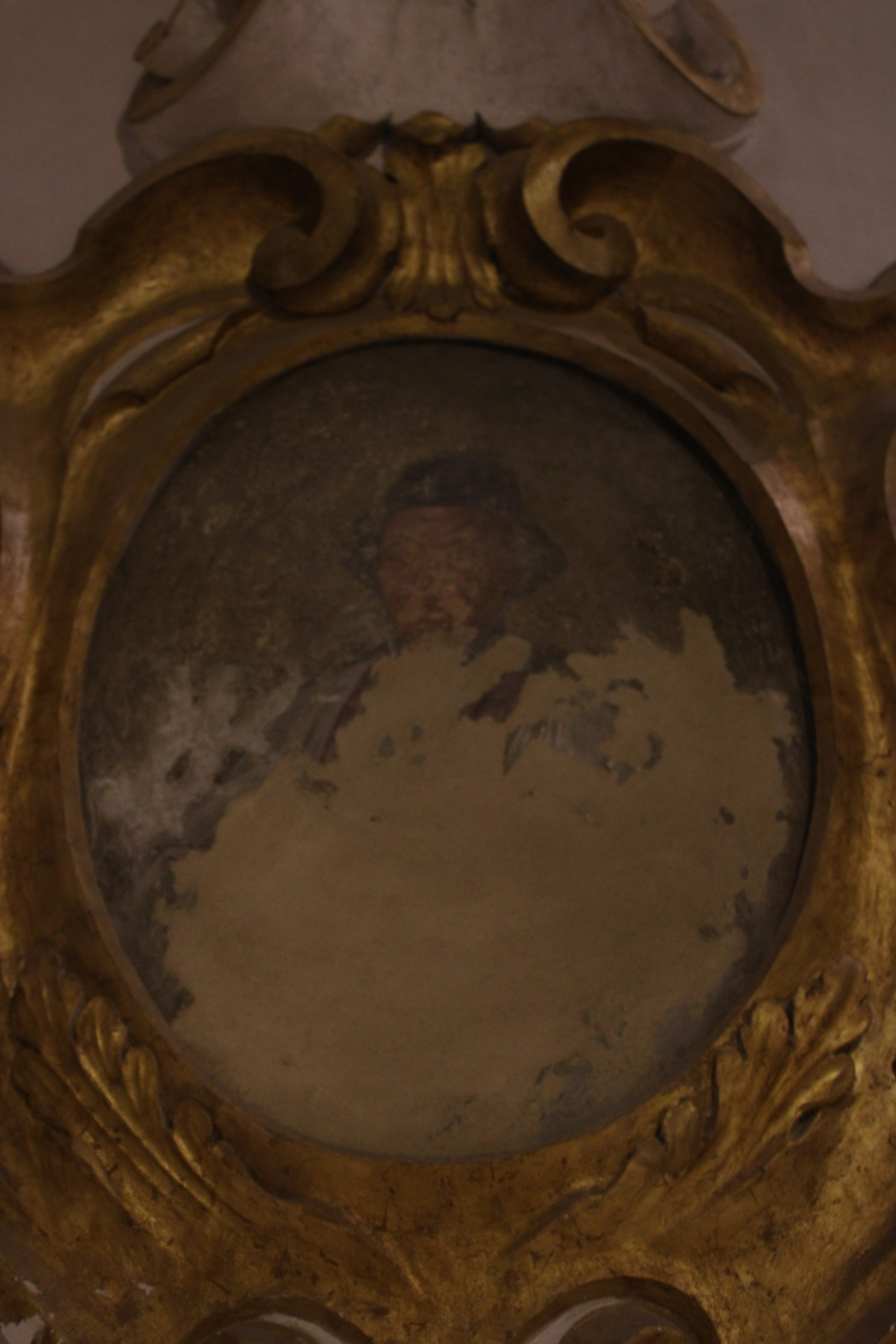
Iscrizione commemorativa a Raffaele Riccobene
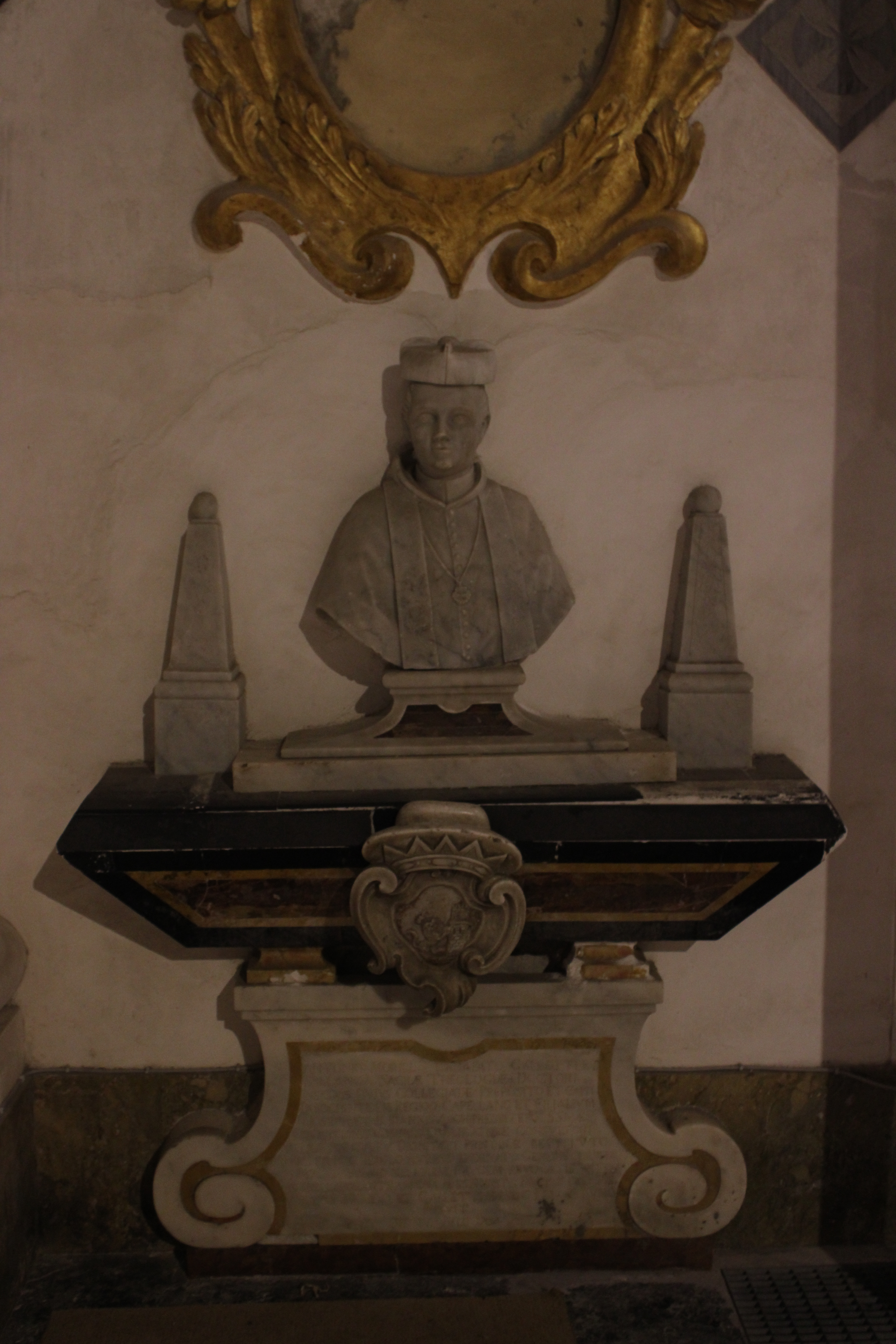
Monumento sepolcrale di Antonio Morillo Galletti

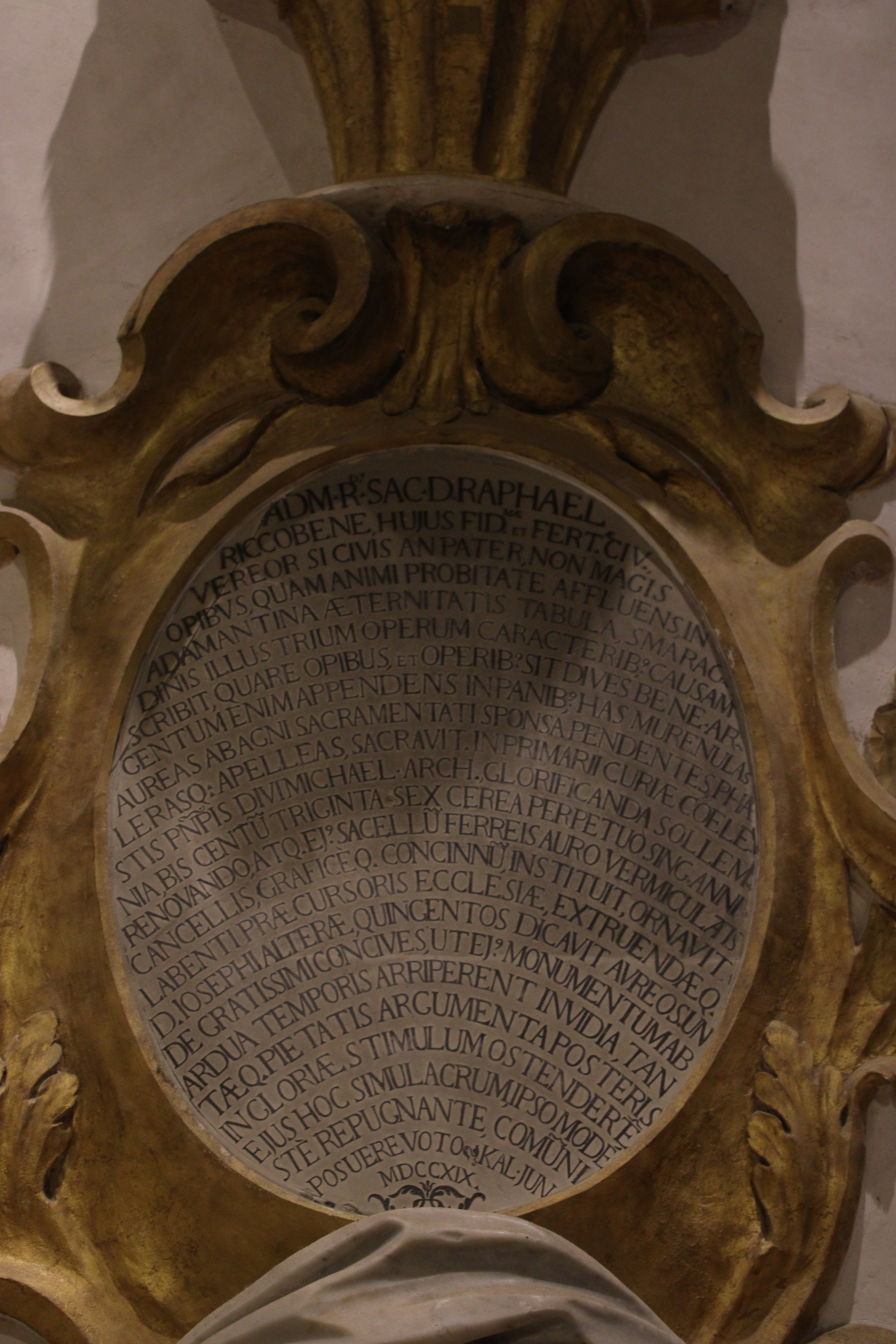
Iscrizione commemorativa a Raffaele Riccobene

Sopra la porta maggiore troviamo due affreschi che si riferiscono alla vita di Mosè e del popolo ebreo durante la traversata nel deserto. In quello di destra è mostrata la scena dell'elevazione del serpente come motivo di salvezza per gli ebrei che fossero stati morsi dai serpenti velenosi. L'affresco prende spunto dal ventesimo capitolo del Libro dei Numeri. A sinistra è rappresentato un altro fatto del periodo della traversata nel deserto, stavolta preso dal diciassettesimo capitolo del libro dell'Esodo. Mosè in questa scena colpisce la roccia dalla quale sgorga l'acqua potabile che tanto desiderava l'intero popolo.
- Colonnato:

Le colonne che dividono le navate sono dodici, sei per lato. Prima del bombardamento di Caltanissetta effettuato nel 1943 in ogni colonna era collocata la statua di uno degli apostoli. Furono interamente affrescate da Guglielmo Borremans e stuccate da Francesco Ferrigno. Le colonne formano quattordici archi, ognuno di essi è dedicato ad un personaggio dell'antico testamento, ci sono un totale di centotredici affreschi:
Arcate di destra:
- Abramo
- Giacobbe
- Giuseppe
- Mosè
- Giaele e Achimelech
- Ester
- Davide che trionfa su Golia

Arcate di sinistra:
- Sansone
- Saul
- Davide Re
- Salomone
- Tobia
- Giobbe
- Giuditta

Nelle colonne sono presenti due importanti iscrizioni: la prima si trova nel secondo pilastro di destra e risale al 1733, celebra la solenne dedicazione della chiesa madre di Caltanissetta, celebrata il 26 luglio 1733 da monsignor Lorenzo Gioeni, vescovo di Agrigento. L'autore della lapide non è certo, ma i nomi dei possibili candidati sono due, a detta del canonico Francesco Pulci fu Mariano Aristuto, mentre il Mulè Bertòlo afferma sia opera di Luciano Aurelio Barrile. Tuttavia l'ipotesi più accreditata è quella del Pulci, poiché in quell'anno Luciano Barrile aveva solamente sedici anni. L'iscrizione recita così:
CAROLO VI. IMPeriali Sua Altitudine IN SICILIA REGNANTE
QUOD VIDES AUGUSTUM TEMPLUM, VIATOR, A
LAURENTIO AGRIGentino EPIScopo ANNO 1733 SACRO CHRISMA
INITIATUR. FUERAT AB ANNO 1570 AD ANNUM
1622 PIETATE CALATANIXECTENTIUM EXTRUCTUM,
INDE ANNO 1720 SAC.RAPHAELIS RICCOBENE SUMPTIBus
AURO, PICTURIS CÆLATO OPERE EXORNATUM. PAROCHIA
LIA HIC EXERCET ARCHIPResbyter ROGERII ET ADELASIÆ
MAGNOrum SICILIÆ COMITUM MUNIFICENTIA PONTIFICALI 
OLIM DIGNITATE PRAEDITUS, ET Sancti SPIRITUS ABBAS. AT
EO SACERDOTIO A FRIDERICO II. IMPeratore DIVISO, PONTIFICALIA
CUM ABBATIA SEDI PRISTINÆ ADDIXIT CAESAR, PAROCHA
TÛ VERǑ ARCHIPRESBITERI, REGIIQue. CAPPELLANI TITULO
ATQue DECIMArum DOTE IN REGIO
Sanctæ MariÆ ANGELOrum TEMPLO
STATUIT. SED LABENTIBUS SECULIS ALIBI, DEMUM
HUC TRANSFERTUR
ANNO DomiNI MDCXXII»
Regnando in Sicilia Sua Altezza Imperiale Carlo VI
Il venerabile Tempio che tu, viandante, vedi
è iniziato con Sacro Crisma nel 1733
dal vescovo agrigentino Lorenzo.
Era stato dall'anno 1570 all'anno
1622 innalzato dalla pietà dei Caltanissettesi,
quindi nell'anno 1720 ornato con pitture a
fattura a bassorilievo in oro a spese del sac. Raffaele Riccobene.
Qui l'arciprete, un tempo insignito della dignità pontificale
e abate di Santo Spirito, per munificenza
dei gran conti di Sicilia Ruggero e Adelasia, amministra i parrocchiali.
Ma divisa quella dignità dall'Imperatore Federico II,
il Cesare aggiudicò i pontificali con l'Abbazia alla sede di prima e stabilì
il vero parrocato con il titolo di arciprete e di cappellano regio
con dote di decime nel Regio Tempio
di Santa Maria degli Angeli.
Ma trascorrendo i secoli in altro luogo appunto 
qui è trasferito nell'anno del Signore 1622»
(Mariano Aristuto)
L'iscrizione originale prevede parecchie abbreviazioni, qui è scritta in forma estesa. Nella lapide vengono citati diversi personaggi storici e alcune date importanti. La consacrazione e dedicazione della chiesa madre avvenne sotto l'imperatore Carlo VI d'Asburgo, le decorazioni furono finanziate dai fedeli e dal sacerdote Raffaele Riccobene. Viene detto che il Riccobene era un tempo possedeva il titolo di "Abate di Santo Spirito", in quella chiesa fu fondata dai conti Ruggero e Adelasia l'Abbazia, che divenne la prima parrocchia della città. Viene citato anche l'Imperatore Federico II che separò le dignità, mantenendo i diritti pontificali alla sede di prima, cioè l'abbazia di Santo Spirito, e stabilì il vero ufficio di parroco, con il titolo di arciprete e Cappellano Regio, nel Regio Tempio di Santa Maria degli Angeli. Quando la città si spostò verso l'alto la chiesa madre divenne l'attuale Cattedrale.
La seconda iscrizione è collocata nel secondo pilastro di sinistra e recita così:
CAROLO III VTRIVSQue SICILIÆ REGE.
CANONICORVM JNSIGNE COLLEGIVM BENEDICTI XIV
Pontificis Maximi AVCTORITATE PETRO ASSVRIENSI EPISCOPO
DELEGATA LAVRENTIO AGRIGENTINO ET MATTEO
SIRACVSANO EPISCOPIS ADSTANTIBVS MAGNA NOBILIum
CIVIVitatum FREQUENTIA IN HAC BASILICA INSTITVITVR.
JOANnes AVGVSTINVS RIVA PRIMVS FIT PREPOSITUS HIC
EFFVSIS OPIBVS ABBAS DIDACVS LAPEDORA ET IOannes Maria
GENOVESE INTER CANONICOS ADSCRIPTI CONSILIO
ET REBVS.GESTIS SVMMAM TANTO OPERI POSVERE
ANNO MDCCXLVI»
Essendo Carlo III Re delle Due Sicilie
è stato istituito l'insigne Collegio dei Canonici
per autorità di Benedetto XIV Pontefice Massimo
delegata al Vescovo Pietro assuriense
presenti i Vescovi Lorenzo agrigentino e Matteo siracusano
con grande affluenza di nobili cittadini
in questa Basilica.
Giovanni Agostino Riva diventa Primo Preposto qui
compiuti i lavori l'abate Diego Lapedora
e Giovanni Maria Genovese tra i canonici iscritti al Consiglio
posero il punto a tanta opera
nell'anno 1746»
(Autore incerto)
Questa seconda iscrizione ricorda l'istituzione nella chiesa madre della Collegiata canonicale, avvenuta il 28 settembre 1746, durante il regno di Carlo III, Re delle Due Sicilie, per autorità del papa Benedetto XIV delegata a Pietro Gioeni, primo vescovo titolare della sede di Assura, alla presenza di suo fratello Lorenzo, vescovo di Agrigento, e di Matteo Trigona, vescovo di Siracusa. Anche per questa lapide, come per la precedente, c'è discordante attribuzione dell'autore; il Pulci la ritiene di Mariano Aristuto e il Mulè Bertòlo la attribuisce a Luciano Aurelio Barrile. Anagraficamente, questa iscrizione potrebbe essere del Barrile, poiché ventinovenne, invece che del Barresi, cinquantottenne. Tuttavia, rimane aperta l'attribuzione dell'autore della suddetta iscrizione.
Prima del rifacimento della chiesa a seguito dei bombardamenti della seconda guerra mondiale le colonne ospitavano le statue dei dodici Apostoli, due di esse furono distrutte dalle bombe, le restanti invece vennero abbattute «con estrema imperizia» insieme al pulpito ligneo rivestito in oro zecchino e alla parete di fondo con la finta cupola, affrescata dal Borremans, che chiudeva l'abside e dava l'effetto prospettico di una «profondità di veduta che andava oltre la realtà»
- Coro

Salendo sul presbiterio, troviamo il coro, al centro di esso è presente la seguente iscrizione in un ricco decoro in marmi policromi, con attorno una fascia a motivi floreali:
INDECLINABILE NATVRÆ VECTIGAL
HAC SOLVVNT IN VRNA
FERTILISSIMÆ VRBIS CLERICI.
QUIPPE MORTIS TRIBVTO
NVLLVM EOS ARÆ PRIVILEGIVM,
NVLLA DIGNITAS REDDIT IMMUNES.
DVM PETRI MYSTICA VELIFICABANT IN NAVI
AD SEPULCHRALEM SCOPVLVM ALLISI,
LETHI SUBIERE NAVFRAGIVM.
E NAVFRAGIO TAMEN
AD IMMORTALITATIS 
PORTVM
EMERGVNT
1712»
I chierici della fertilissima Città
pagano in questa urna
l'inflessibile dazio della natura.
Certamente nessun privilegio dell'altare
nessuna dignità li rende immuni al tributo della morte.
Mentre veleggiavano nella Mistica Nave di Pietro
infranti contro lo scoglio sepolcrale,
subirono il naufragio di Morte.
Tuttavia dal naufragio
emergono al porto dell'Immortalità
1712»
(Autore ignoto)
Originariamente questa lapide era collocata sul pavimento del coro, quando ancora mancavano cupola e transetto, in mezzo agli stalli dei canonici, oltre la cancellata in ferro, al di sotto di essa vi erano diverse sepolture. A seguito dei lavori di ingrandimento della cattedrale e il successivo rifacimento del pavimento della navata centrale, l'iscrizione è stata salvata e ubicata, sempre nel pavimento del coro, tra gli stalli canonicali del nuovo presbiterio, oltre la cupola, creando così un falso storico, dal momento che al di sotto non c'è alcuna sepoltura. L'autore di essa è ignoto, molto probabilmente sarà stato un chierico o un letterato, comunque padrone della lingua latina e cultore del mondo classico, proprio per l'uso raffinato dello stile. La lapide è dedicata ai chierici defunti, che neanche per il privilegio dell'altare sono resi immuni alla morte, ma emergeranno nel porto dell'immortalità. Quindi da ogni tomba si uscirà per la resurrezione finale.
Nella parete destra del coro, in alto, è presente un organo del XVII secolo. L'organo presenta parecchi intagli e dorature in oro zecchino. L'ubicazione originaria era tra la quarta e la quinta colonna della navata centrale, che un tempo comprendeva il coro. L'organo ancora oggi si presenta come lo ha descritto il canonico Pulci: "Una cornice con fregio di fiori e frutta e teste di serafini corona il prospetto. Al centro della stessa sta un'aquila dalle ali aperte avente ai lati vasi di fiori tra cui due scudi con sigle ordinate in modo verticale D.O.M. (Deo Optimo Maximo) e I.C.V.M. (Immaculatae Conceptioni Virginis Mariae)". Il davanzale dell'organo è diviso in sette riquadri, in ognuno dei quali sono dipinti i sette Arcangeli, identificati da sinistra a destra dai nomi riportati nelle proprie aureole: Salitiel (Salitiele),Raphael (Raffaele), Gabriel (Gabriele), Michael (Michele), Barachiel (Barachiele), Uriel (Uriele), Ieuridel (Fanuele). I dipinti sono attribuiti al nisseno Vincenzo Roggeri o a un pittore del XVII secolo a lui affine nello stile.

Di fronte l'organo è collocata una grande tela, dipinta a olio, di pittore siciliano del XVII secolo, raffigurante la Madonna di Monte Maggiore, seduta su una nube, con Gesù Bambino sulle ginocchia, attorniata da puttini e da gesuiti inginocchiati, che reggono in mano cuori fiammeggianti. Il quadro era collocato nella sacrestia della Cattedrale. Esso si trovava fino al 1767, anno della prima soppressione della Compagnia di Gesù, nel Collegio gesuitico, annesso alla chiesa di Sant'Agata, nei locali in cui si riuniva la Congregazione dei galantuomini (o del popolo), assieme ad altri, raffiguranti i principali momenti della passione di Gesù, cioè, l'orazione nel Getsemani, la flagellazione, la coronazione di spine e l'incontro con la madre (o Spasimo), Tutti questi quadri furono ubicati nell'ex cappella della Madonna dei Monti e cappella canonicale, l'attuale cappella del Santissimo Sacramento. Il quadro della crocifissione, della stessa serie, si trova oggi in cripta. Ai piedi della Madonna, a sinistra, è raffigurato Sant'Ignazio di Loyola con il libro della regola della Compagnia di Gesù, da lui fondata, in cui si legge nella parte sinistra: "AD MAIO/RĒ DEI AC DEI/PARÆ GLORIĀ" (A maggior gloria di Dio e della Madre di Dio) e nella pagina destra: "REGULA SODALI/TII SĀ/CTÆ MAR. A CORDE" (Regola del sodalizio del Cuore di Santa Maria). A destra è raffigurato un angelo, che con la mano destra regge uno scudo, su cui è riportata la scritta: "SODALITII IHS" (del sodalizio IHS), e con la sinistra un vessillo con le parole di Simeone, rivolte a Maria durante la presentazione al tempio del piccolo Gesù, riportate nel Vangelo di Luca 2, 35, "UT REVELENTUR EX MULTIS CORDIBUS COGITATIONES" (perché siano svelati i pensieri di molti cuori).

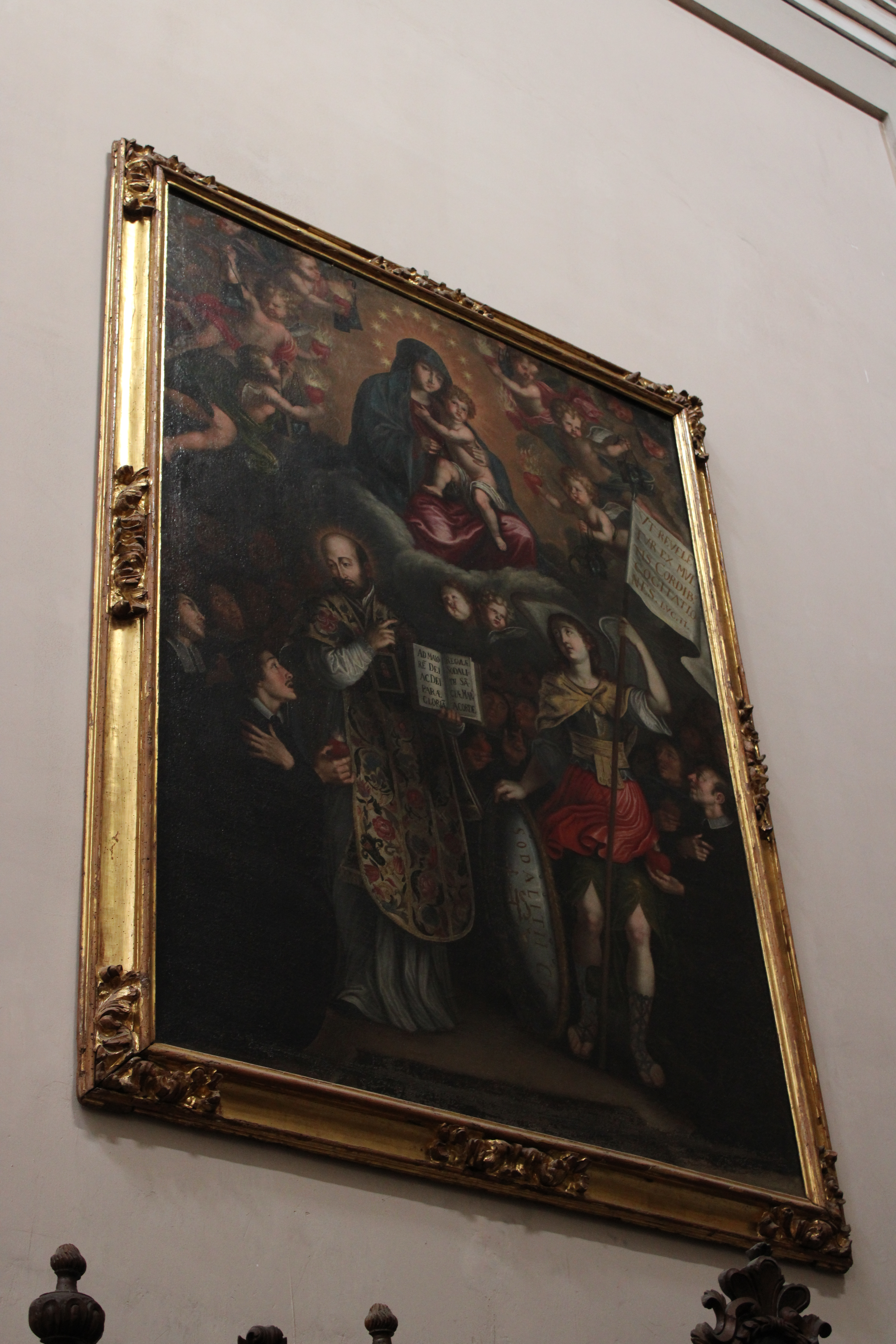
Madonna di Monte Maggiore
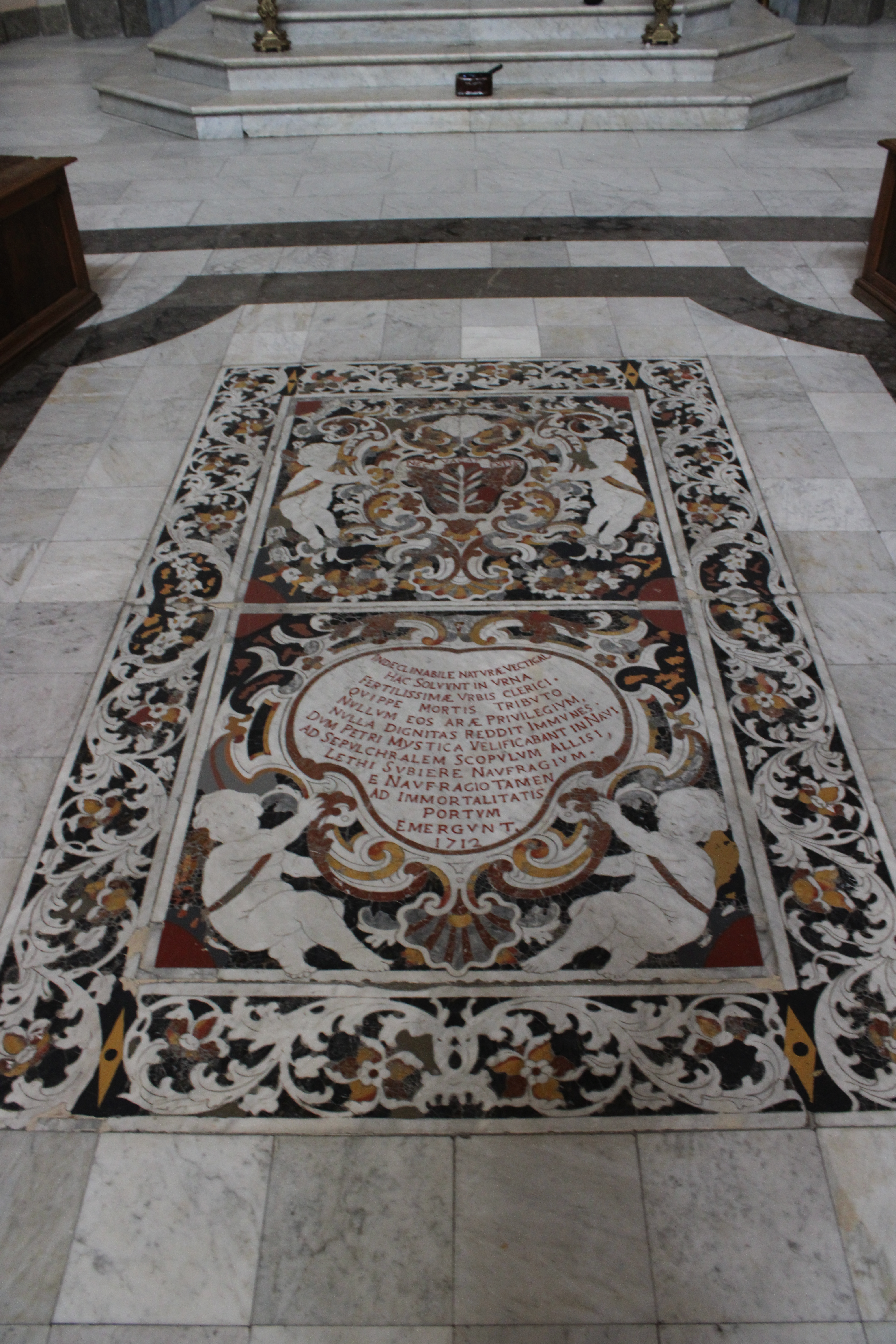
Lapide del coro
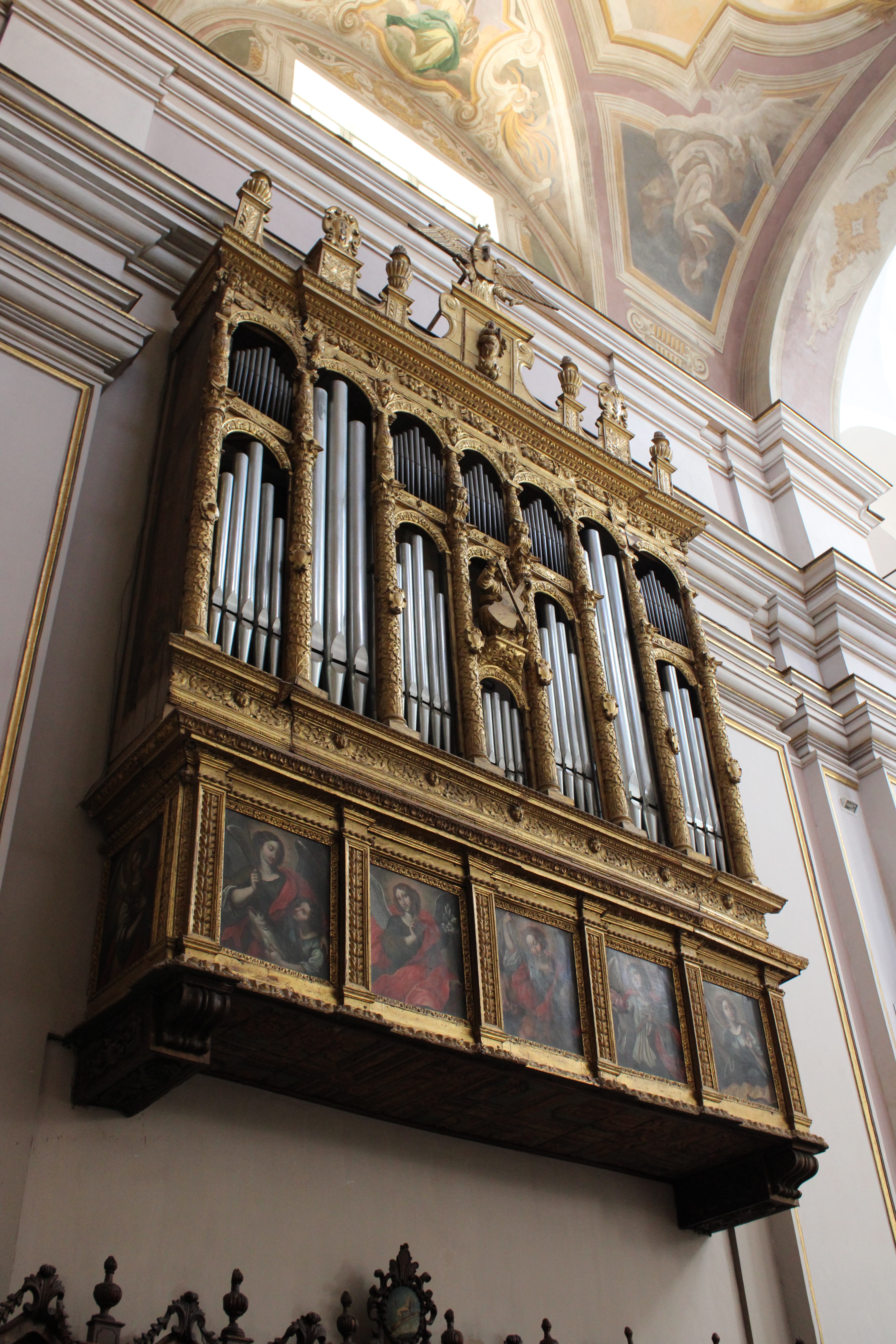
L'organo

- Abside

In fondo al coro, a sovrastare la tela raffigurante l'Immacolata, opera del pittore Guglielmo Borremans, troviamo l'iscrizione: "Amicta Sole". L'espressione è presa dal passo iniziale del capitolo 12 dell'Apocalissee fa riferimento alla Donna vestita di Sole, descritta dall'apostolo Giovanni nella sua visione. Con un linguaggio simbolico, l'autore dell'Apocalisse intende infondere coraggio ai cristiani perseguitati. Mostra come il disegno di Dio si compia nella storia, nonostante il male. Nella solennità dell'Assunzione, la Chiesa ha scelto come prima lettura della Messa del giorno il passo dell'Apocalisse, in cui è descritta la visione della Donna vestita di sole, per celebrare Maria con questo grandioso simbolo biblico, cioè la Donna che vince sul drago, il serpente infernale, che nella tradizione giudaica simboleggia la potenza del male. Il «segno grandioso», che apparve «nel cielo», ovvero in campo spirituale, indica una realtà soprannaturale. Il «sole» di cui la donna è vestita è Dio, il Verbo, la Luce. La Chiesa ha ripreso quest'immagine della donna «vestita di sole» per descrivere Maria. La «Donna», oltre a indicare Maria, è una personalità corporativa: il popolo di Dio che genera il Messia, asceso definitivamente presso Dio mediante la resurrezione, ed è, insieme, il popolo di Dio dell'antica e della nuova alleanza.
L'abside è stata ornata con alcuni affreschi realizzati dal pittore torinese Nicola Arduino in seguito al rifacimento, da parte dello stesso, degli affreschi del Borremans. Originariamente l'idea era quella di affrescare il transetto, la cupola e il coro, ma a causa dei fondi insufficienti vennero affrescati solamente il catino absidale e la volta del presbiterio. Nel catino è raffigurata "La Pentecoste", ovvero la classica scena di Maria e degli Apostoli radunati nel cenacolo ai quali viene comunicata la potenza dello Spirito Santo, che si manifesta sotto forma di lingue di fuoco. Nella volta del presbiterio è raffigurata la scena evangelica dell'Ascensione di Cristo al cielo, alla presenza degli Apostoli che rimangono attoniti.
- Pavimentazione

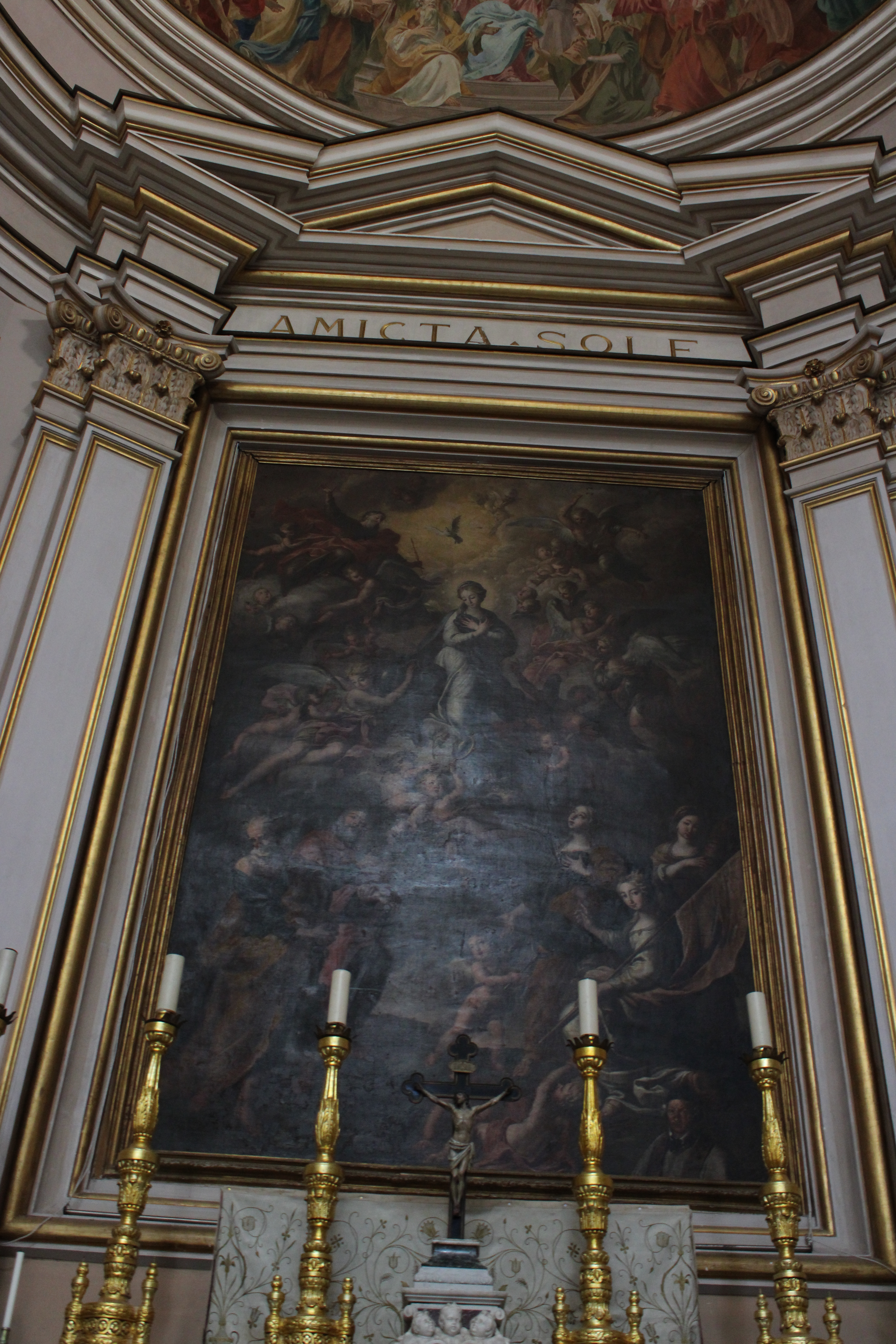
Immacolata Concezione

La pavimentazione della chiesa, fino al 1731, era in cotto e vi sottostavano tredici sepolture dislocate. Precisamente nel coro quelle dei sacerdoti, in prossimità le tre sepolture per i diaconi, i subdiaconi e i chierici; nelle vicinanze le sepolture maschili e femminili della Compagnia della Concezione Santissima e quelle della "comunità". Nelle adiacenze della cappella del Santissimo Sacramento (oggi del Sacro Cuore di Gesù) le sepolture maschili e femminili della stessa Compagnia; nella cappella di Sant'Anna la sepoltura di Giuseppe Aronica, che aveva il patronato della cappella; nella cappella del Santissimo Crocifisso quella di Simone Licari; nella cappella del Santissimo Rosario quella di Giuseppe Di Forti ed infine nella cappella dei Monti (oggi del Santissimo Sacramento) quella dei baroni di Canicassè.A metà del Settecento la pavimentazione, già danneggiata nelle navate laterali per i vari lavori di sepoltura, venne sostituita. I lavori iniziarono il 4 gennaio 1760 e furono affidati al mastro nisseno Sebastiano La Cagnina e al capo mastro Geronimo Scarpulla. Si preferì una pavimentazione con lastre di cm. 37x37 in pietra bianca e nera, con disegno a scacchiera, come quello ancora oggi esistente nella chiesa di Sant'Agata al Collegio, scartando la scelta della ceramica, allora in voga, non solo perché più costosa, ma perché le decorazioni sulle piastrelle avrebbero potuto distogliere l'attenzione dagli affreschi delBorremans. A seguito di questi rifacimenti, fu prevista la collocazione delle lapidi esistenti, scartando quelle rotte e scheggiate, di queste si salvarono solo la lapide posta nel coro e quella di Arcangelo Vignuzzi, nella navata sinistra.Intorno al 1911 fu rinnovata la pavimentazione con lastre di alabastro. L'aera del coro, delimitata da una balaustra in ferro, fu rialzata di 50 cm. Nel 1948 il Genio Civile collocò una nuova pavimentazione in marmo e nel 1958 una pavimentazione a quadrelli. Infine, dal 1960 al 1962, su progetto dell'architetto Gaetano Averna, si collocò nella navata centrale il ricco pavimento attuale in marmi policromi a figure geometriche, alternate ad altre simboliche: il castelli, simbolo della Città; la bilancia e la spada, simboli di San Michele; la stella, simbolo di Maria; lo stemma vescovile e capitolare con il cappello a tre fiocchi, perché chiesa Cattedrale e sede del Capitolo canonicale. La pavimentazione delle navate laterali risale al 1965 e quella del nuovo presbiterio al 2002.
- Volta:

Nella volta esistono tre serie d'affreschi che fanno riferimento al Nuovo Testamento, alla storia della Chiesa oltre che alla teologia della stessa. Le tre serie d'affreschi sono costituiti innanzitutto dai cinque grandi ovali che occupano la parte centrale della volta. Le altre due serie sono la storia della vita dei Santi Pietro e Paolo e la rappresentazione di Santi e Sante. Questi affreschi fanno riferimento agli Atti degli Apostoli che nei primi dodici capitoli parlano della di San Pietro e della sua attività, mentre nei successivi capitoli parlano di San Paolo e dei suoi viaggi missionari. Guardando verso l'altare, la storia di San Pietro è sul lato sinistro della volta, quella di San Paolo è invece sul lato destro. Questi affreschi occupano gli spazi intermedi tra le vele delle finestre, dove sono riprodotte figure di vari Santi.
Iniziando dagli affreschi che narrano della vita di San Pietro troviamo:
1. "La vocazione di San Pietro"
2. "La consegna delle chiavi"
3. "Gesù affida a Pietro le sue pecorelle"
4. "Visione di Ioppe"
5. "Pietro liberato dalla prigione"
6. "Il battesimo di Cornelio"
7. "Martirio di San Pietro"

Per quanto riguarda la serie di San Paolo troviamo:
1. "Vocazione di Paolo"
2. "Paolo perseguitato, viene salvato attraverso il muro esterno"
3. "Paolo parla al procuratore felice"
4. "Paolo all'aeropago di Atene"
5. "Paolo a Malta ferito da una vipera"
6. "Paolo a Roma annunzia il Vangelo del Regno"
7. "Il martirio di San Paolo: la decapitazione"

Gli ovali della volta sono cinque e sono i seguenti:
1. "Fede cattolica che trionfa sulle altre religioni"
2. "Cristo glorioso con un gruppo di angeli, santi e vergini.
3. "Immacolato Concepimento della Vergine Maria"
4. "Incoronazione e glorificazione di Maria Immacolata"
5. "Trionfo di San Michele sugli angeli ribelli"

Nelle finestre sono raffigurati diversi Santi, nella parte sinistra sono:
1. "San Lorenzo"
2. "Santa Lucia"
3. "Sant'Eligio"
4. "Sant'Anastasia"
5. "San Francesco di Paola"
6. "Sant'Agnese"
7. "San Gregorio Magno"

A destra troviamo invece:
1. "Santo Stefano"
2. "Santa Rosalia"
3. "Sant'Agostino"
4. "Sant'Orsola"
5. "Sant'Angelo di Licata"
6. "Santa Venera"
7. "San Gaetano Thiene"

Tutti questi affreschi sono opera di Guglielmo Borremans e furono restaurati a seguito dei bombardamenti del '43 da Nicola Arduino.
Sulla volta sono presenti anche diverse iscrizioni. Nel primo affresco a partire dal portone d'ingresso troviamo la firma di Nicola Arduino:
N.us ARDUINO TAUR.si REFECIT A. MCMLIV»
rifece queste due pitture di Guglielmo Borremans, distrutte dalla guerra»
(Nicola Arduino)
Anche il Borremans firmò le sue opere, nell'affresco centrale è difatti scritto:
FIAMENGO P.Ano 1720»
(Guglielmo Borremans)
Particolare di questo affresco è la latinizzazione dell'aggettivo "fiammingo" riferito al Borremans, che avrebbe dovuto essere "flandrensi", cioè della regione delle Fiandre.
L'ultima iscrizione che si trova nella volta è incisa sulla vela della finestra centrale:
(Ignoto siciliano)
Essa è tratta dal Responsorio dell'Ufficio della Liturgia delle Ore In Dedicatione Ecclesiae, in due forme desunte da fonti diverse: Haec est domus Domini et porta caeli, et vocabitur nomen loci huius aula dei (Questa è la casa del Signore e la porta del cielo e il nome di questo luogo si chiama palazzo di Dio), che fa riferimento al sogno di Giacobbe, quello della scala che raggiunge il cielo, narrano in Genesi 28, 17.22; oppure: Haec est domus Domini, firmiter aedificata. Bene fundata est supra firmam petram (Questa è la casa del Signore, fermamente edificata. È ben fondata sopra una solida roccia) che fa riferimento al Vangelo di Matteo 7, 24-25, in cui Gesù parla dell'uomo saggio, che ha costruito la sua casa nella roccia.

### Transetto
- Zona sinistra

Nella parete centrale regna sovrano il dipinto raffigurante la Madonna del Carmelo di Filippo Paladini, nella parete sinistra è invece collocata la sepoltura del vescovo Alfredo Maria Garsia e di fronte a quest'ultima sono posti due quadri di Vincenzo Roggeri raffiguranti Santa Rosalia e la natività della Madonna.

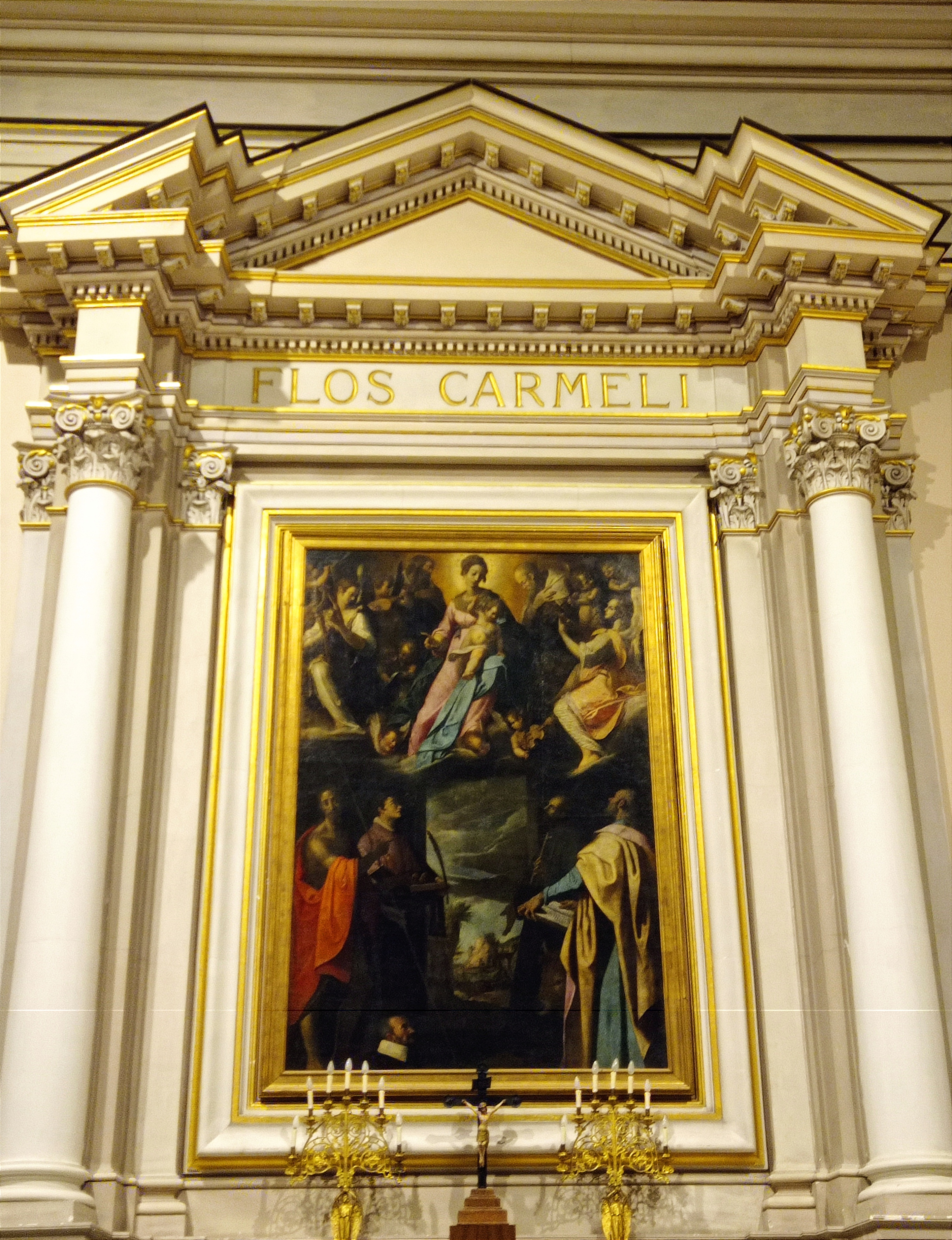
Madonna del Carmelo
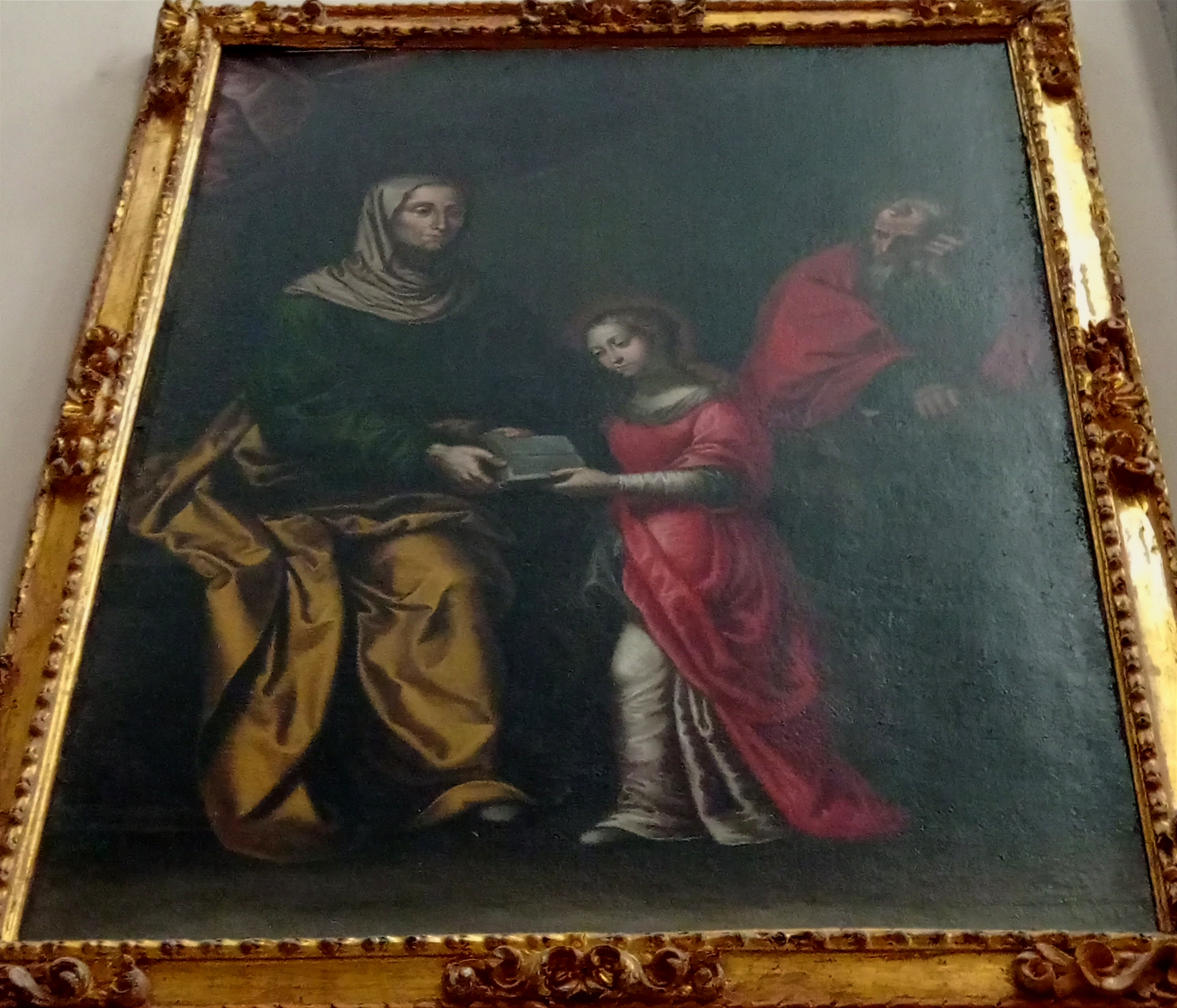
Sant'Anna, San Gioacchino e la Madonna bambina

- Zona centrale

Dal 2002 al 2003 sono stati adeguati alla riforma liturgica del Concilio Vaticano II l’intera superficie dell’area celebrativa, adesso ampliata sin sotto la cupola, e il cui centro è costituito dall’altare. L'altare tronco-piramidale in marmo rosa quasi infisso al centro dell’area celebrativa, dello stesso marmo la cattedra situata dietro l’altare, avanzati la sede lignea del celebrante e l’ambone. La progettazione dell’adeguamento è opera dell’arch. Eugenio Abruzzini.
- Zona destra

Nella parete centrale è collocato il dipinto di un pittore ignoto siciliano della seconda metà del XVII secolo. Nelle pareti laterali sono posti altri due quadri sempre appartenenti alla scuola siciliana. 

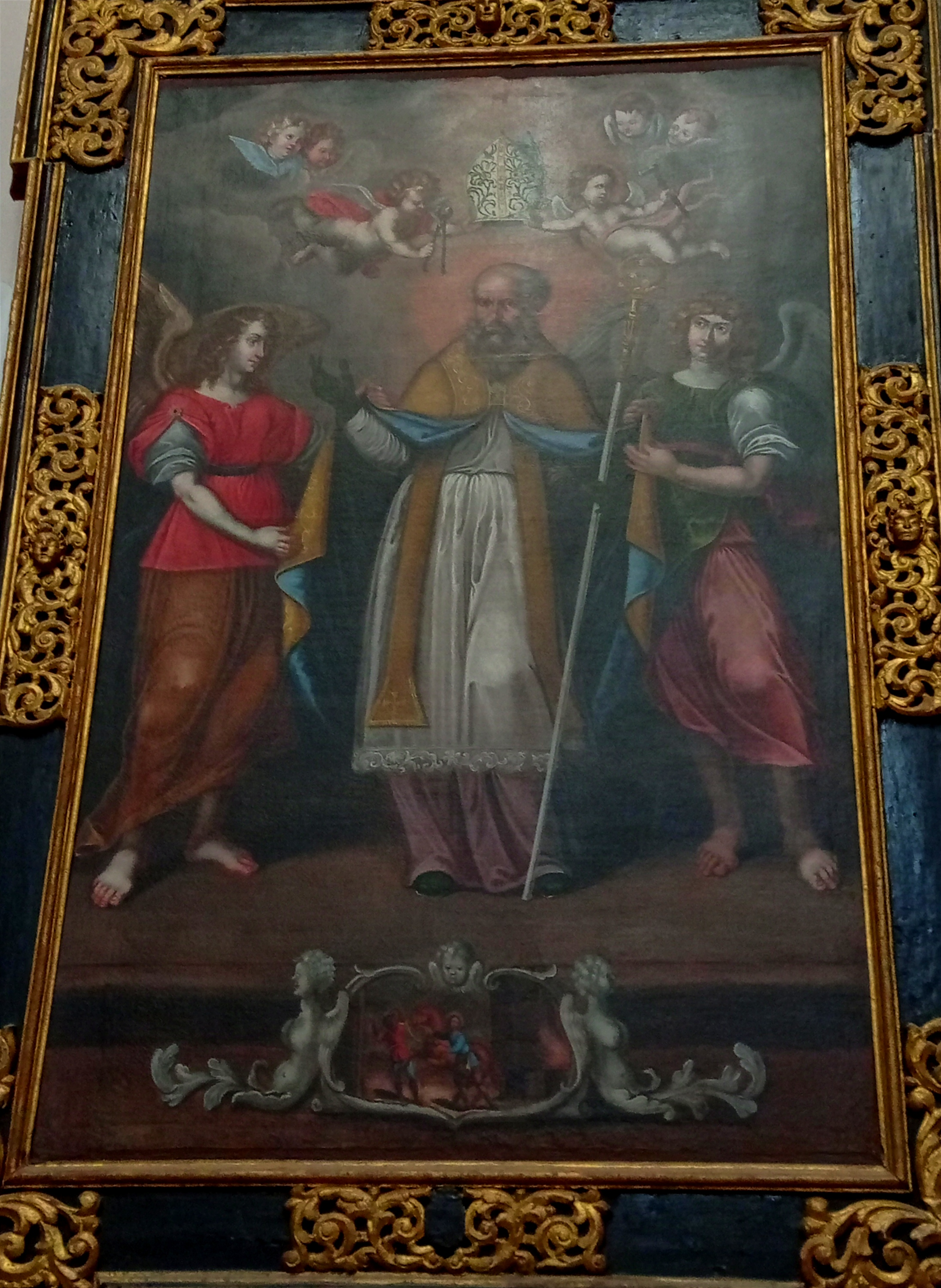
Sant'Eligio

Nel giugno del 2024 sono iniziati i lavori di ornamento della volta del transetto attraverso gli affreschi realizzati dall'artista napoletano Salvatore Seme.

## Sepolture
Nella cattedrale di Caltanissetta sono sepolti alcuni vescovi. Essi sono:
- Antonino Maria Stromillo, 1º vescovo di Caltanissetta e amministratore apostolico di Calascibetta, nella Cappella dell'Immacolata;
- Giovanni Battista Guttadauro di Reburdone, 2º vescovo di Caltanissetta e amministratore apostolico di Calascibetta, nella Cappella di San Lorenzo;
- Ignazio Zuccaro, 3º vescovo di Caltanissetta e amministratore apostolico di Calascibetta, nella Cappella di San Lorenzo;
- Giovanni Jacono, 5º vescovo di Caltanissetta e amministratore apostolico di Calascibetta, nella Cappella del Redentore;
- Francesco Monaco, 6º vescovo di Caltanissetta e amministratore apostolico di Calascibetta, nella Cappella di Sant'Anna;
- Alfredo Maria Garsia, 7º vescovo di Caltanissetta e amministratore apostolico di Calascibetta, nel transetto a destra dell'altare;
- Giovanni Rizzo, arcivescovo di Rossano, nella Cappella di Santo Stefano;
- Baldassare Leone, vescovo di Agrigento, morto a Caltanissetta durante una visita pastorale, nella Cappella dell'Immacolata.

Sono inoltre presenti le sepolture di due nobili nisseni:
- Giovanni Barile, barone di Turolifi, nella cappella di San Felice;
- Giuseppe Barile, sacerdote e nobile, nella cappella di San Felice;

## Feste religiose
- 8 maggio, San Micheli u virdi, in ricordo del miracolo che liberò Caltanissetta dalla peste nel 1625, processione dalla cattedrale alla chiesa di San Michele alle Calcare. Il simulacro viene riportato in cattedrale due settimane dopo.[43]
- 6 agosto, Festa del Redentore, compatrono della città, processione per la parte vecchia della città e rientro in cattedrale.
- 29 settembre, Festa patronale di San Michele Arcangelo, introdotta a seguito dell'apparizione del 1625, processione per le vie della città con rientro del simulacro in cattedrale; negli stessi giorni si tiene una fiera, che esisteva già nel 1550.[43]
- 8 dicembre, Festa dell'Immacolata, compatrona di Caltanissetta, processione dalla cattedrale alla chiesa di San Francesco all'Immacolata. Il simulacro viene riportato in cattedrale due settimane dopo.
- 28 dicembre, Festa dei Tre Santi e Te Deum di ringraziamento per lo scampato pericolo derivante dal Terremoto di Messina del 1908 con processione dei simulacri di San Michele Arcangelo, Immacolata Concezione e Redentore.